# Église Saint-Vincent de Moussy-le-Neuf
L'église Saint-Vincent est une église catholique paroissiale située à Moussy-le-Neuf, en France. Elle comporte quelques éléments du début du XIIIe siècle, mais a presque entièrement été reconstruite au XVIe siècle. C'est un édifice assez long, de faible hauteur, mais entièrement voûté d'ogives, et affichant un style gothique flamboyant rustique, avec une modénature très simple. Seul le chevet est plus soigné, et présente des fenêtres munies d'un remplage élaboré, caractéristique de la fin du XVe et du premier tiers du XVIe siècle. Le voûtement de la nef a été réalisé bien plus tard, vers 1560-1570 environ, et montre des influences de la Renaissance. À la période moderne, le portail a été refait, et les fenêtres latérales des bas-côtés ont été repercées. En somme, l'architecture de l'église Saint-Vincent est de faible intérêt : c'est son ensemble de mobilier des XVIIe et XVIIe siècles[Quoi ?] qui en fait un monument remarquable. Il faut citer en premier lieu la chaire à prêcher, le banc d'œuvre, les autels, et surtout, les boiseries du chevet et de l'abside, qui comportent trois tableaux de retable de grand format, et six plus petits tableaux peints à l'huile sur toile, illustrant le martyre de saint Vincent, patron de l'église. Il y a également des peintures murales de différents types, dont notamment celles des Apôtres de la fin du Moyen Âge sur les piliers de la nef, et quelques statues. Par ailleurs, l'église Saint-Vincent conserve la mémoire de sainte Opportune, dont les reliques sont vénérées à Moussy-le-Neuf depuis le IXe siècle. Pratiquement ruinée en 1970, l'église a été fermée au culte en cette année, et a failli être démolie avant d'être classée aux monuments historiques par arrêté du 13 février 1979. La restauration s'est échelonnée sur une période de vingt-neuf ans, de 1981 à 2010, avec plusieurs interruptions longues. La durée du chantier s'explique à la fois par un diagnostic insuffisant au début, et par l'exhaustivité et l'ambition de la restauration, qui n'omet aucun élément de l'édifice et du mobilier, et restitue pratiquement l'état du XVIIIe siècle. Depuis septembre 2010, l'église Saint-Vincent est de nouveau ouverte au culte. Elle est affiliée à la paroisse Ouest-Goële, et les messes dominicales y sont célébrées irrégulièrement, le dimanche à 11 h 00.

## Localisation
L'église Saint-Vincent est située en France, en région Île-de-France, dans l'extrémité nord-ouest du département de Seine-et-Marne, dans le pays de Goële, sur la commune de Moussy-le-Neuf, au centre du village. L'élévation méridionale donne en grande partie sur la place Charles-de-Gaulle, qui est la place du marché abritant la halle et le monument aux morts, et où se trouve également la mairie. La rue de l'Église quitte la place vers le nord-ouest, et traverse le parvis qui se situe devant la façade occidentale. La rue Cléret quitte la place vers l'est, en longeant l'élévation méridionale, et permet d'apercevoir le chevet. L'élévation septentrionale donne sur le jardin et le parking d'une résidence privée récente. L'église est dégagée de bâtiments mitoyens tout autour, et bien mise en valeur.

## Histoire

### Les origines

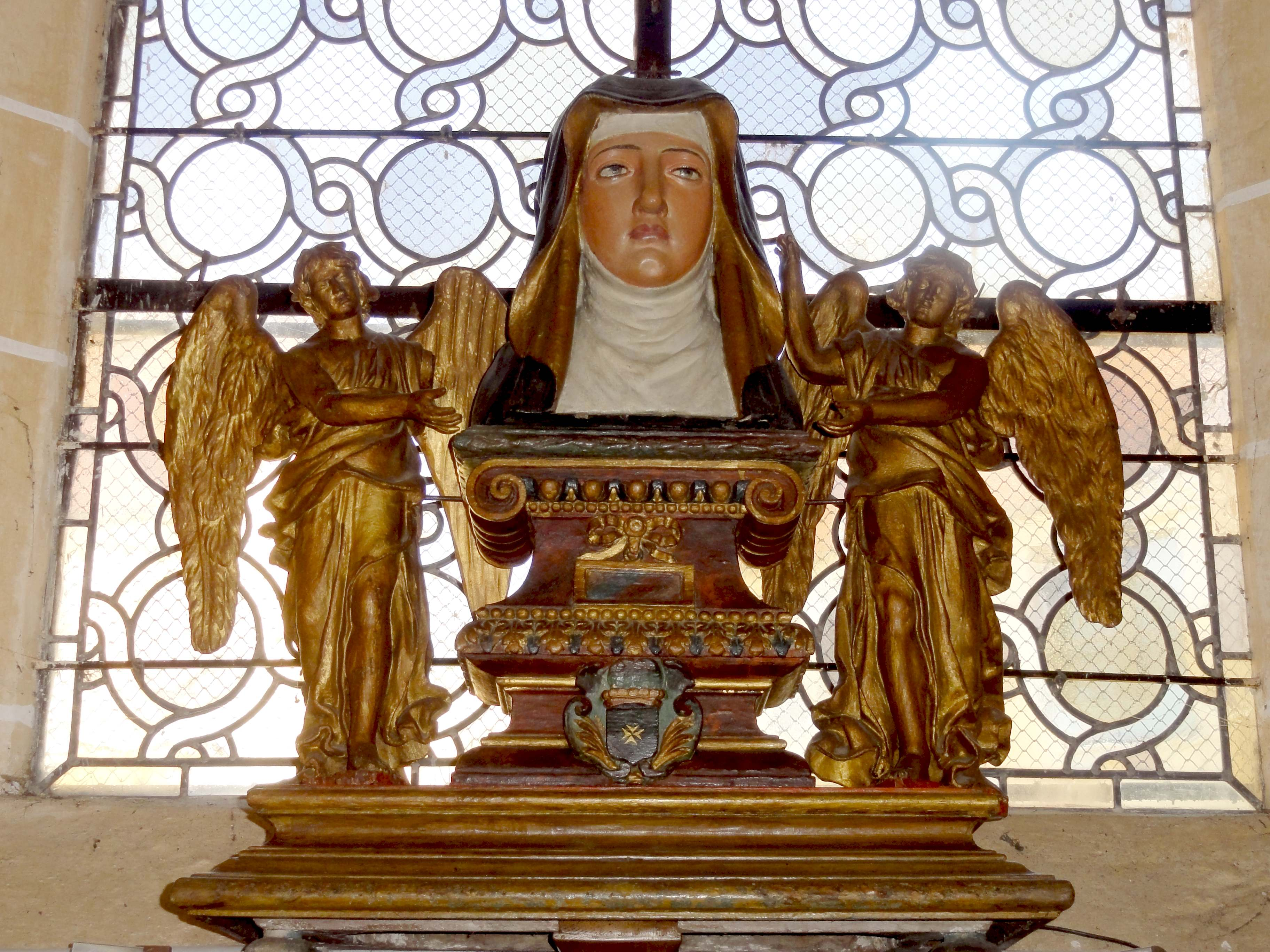
Buste-reliquaire de sainte Opportune, bois doré, XVIIIe siècle.

Pendant près de six siècles, Moussy-le-Neuf compte deux églises. L'église paroissiale Saint-Vincent n'est pas la plus ancienne : sa construction ne commence pas avant la fin du XIIe siècle, et sa première mention dans les chartes date de 1205 seulement. Le premier édifice religieux est l'église priorale Sainte-Opportune, dont les origines remontent au règne de Charles le Chauve (de 843 jusqu'à sa mort en 877). Les reliques de sainte Opportune, morte vers 770, sont initialement conservées en la cathédrale de Sées, puisque son frère, saint Chrodegang, assassiné en 765, est évêque de Sées. Lors des invasions vikings, vers 860 environ, le clergé de la ville de Sées s'inquiète pour la sécurité des reliques, et obtient de Louis II de Germanie, frère de Charles le Chauve, la terre de Moussy pour y mettre en sécurité le corps de sainte Opportune. L'évêque y envoie une partie de son clergé avec les reliques de la sainte. Puisqu'il n'y a pas encore d'église, elles sont déposées dans la maison d'un nommé Gozlin. La rumeur de la présence des reliques se répand, et le peuple afflue. Plusieurs malades sont guéris, et le concours des aumônes permet de recueillir les fonds nécessaires à la construction d'une petite église. En 879, Boson, roi de Bourgogne, fait des ravages dans la région, et l'un de ses capitaines s'empare de Moussy. Il s'apprête à ravager l'église de sainte Opportune, mais on l'en empêche. Son cheval est confisqué, et il doit s'acquitter d'une amende. Le capitaine change de camp et prend désormais le clergé de Moussy sous sa protection, et le défend contre les brigands. Quoi qu'il en soit, les reliques avaient déjà été transférées au château de Senlis, mais selon la tradition, elles reviennent à Moussy. Une partie est confiée à l'Église Sainte-Opportune de Paris. Pendant près de deux siècles, des clercs ou ecclésiastiques séculiers veillent sur les reliques. Vers 1090, Albert, seigneur du lieu, donne l'église au prieuré Saint-Martin-des-Champs de Paris. Il y établit un prieuré, et les clercs séculiers deviennent religieux de l'ordre de Cluny. Ils sont au nombre de six, mais leur nombre chute à deux au fil du temps. L'église Sainte-Opportune est rebâtie vers 1220. L'on ignore si les habitants peuvent y assister à la messe, mais des habitants, hommes et femmes, y obtiennent des sépultures. Depuis la Révolution française, les reliques de sainte-Opportune sont conservées en l'église Saint-Vincent, et l'église du prieuré supprimé est transformée en grange.

### L'histoire de la paroisse

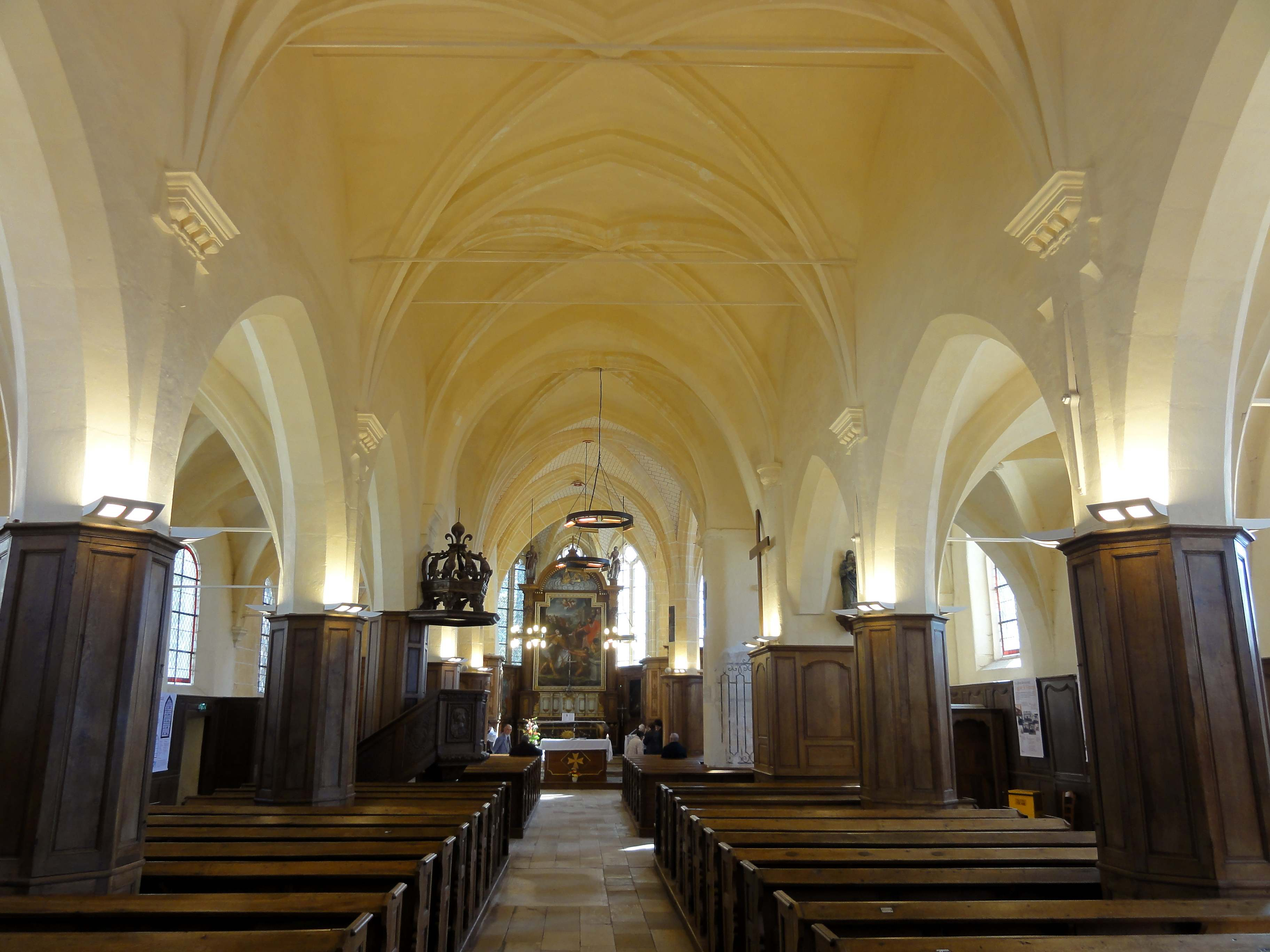
Vue intérieure générale.

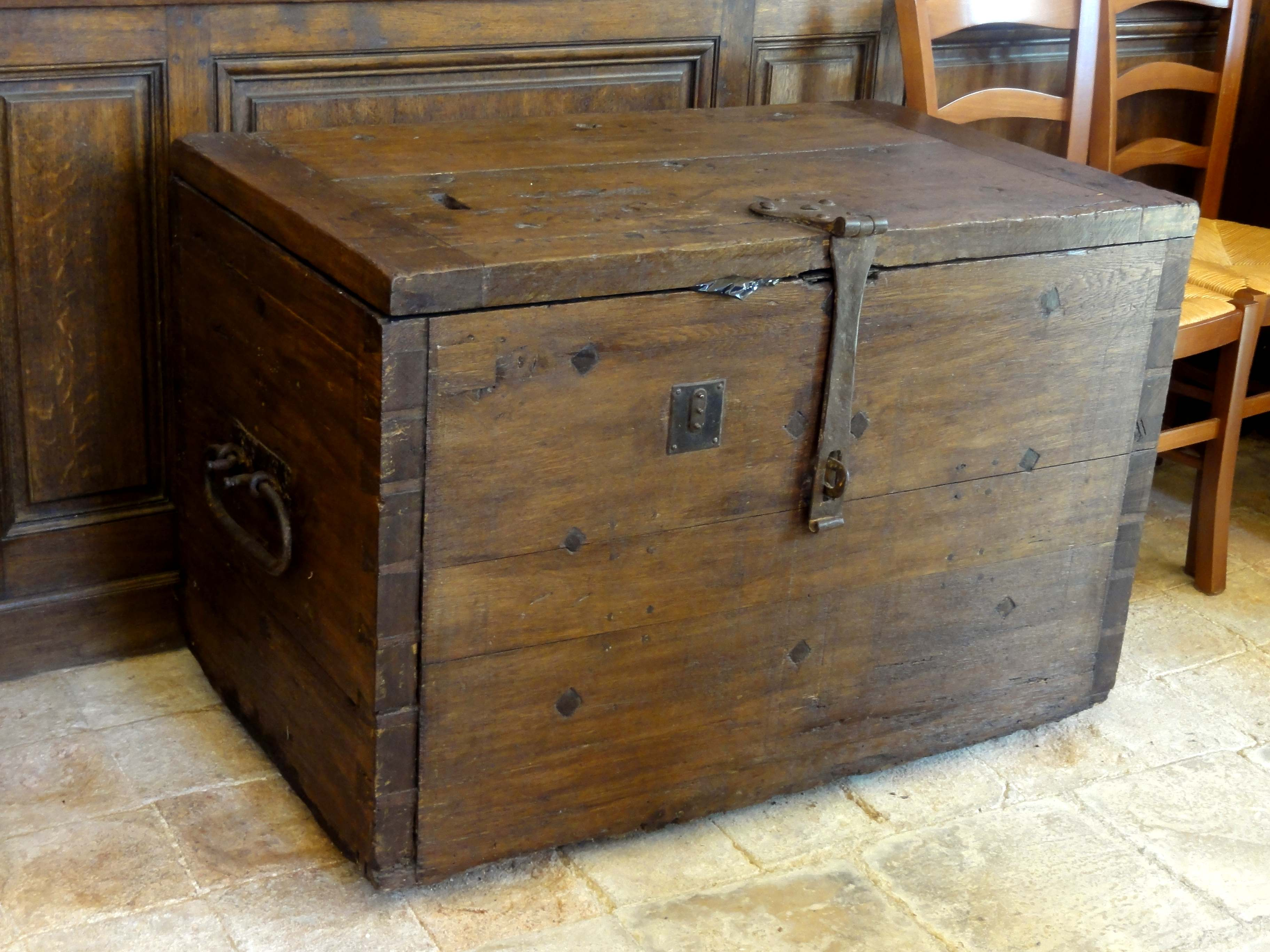
Coffre de la fabrique.

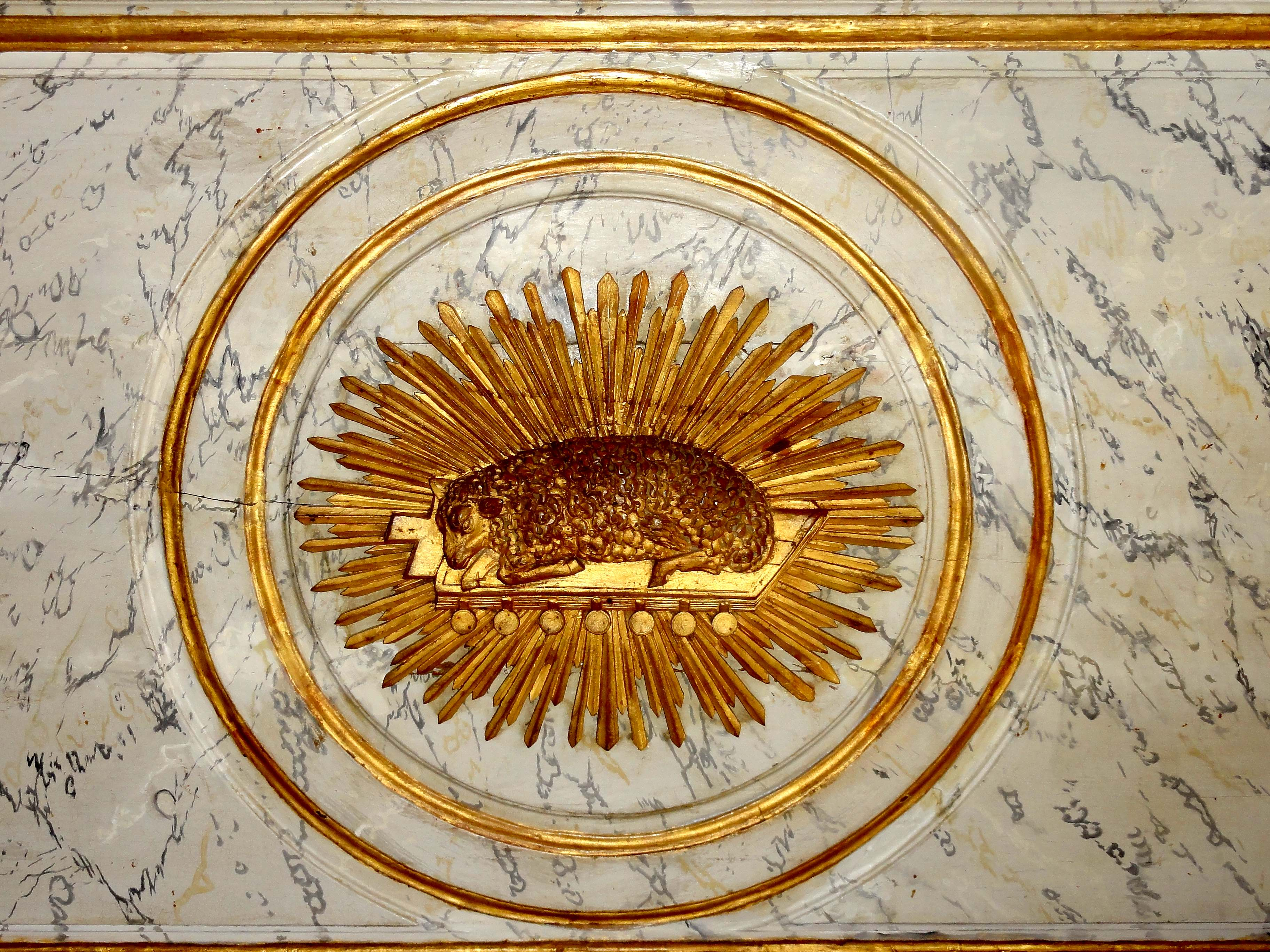
Agnus Dei sur le livre aux sept sceaux sur l'autel de Sainte-Opportune.

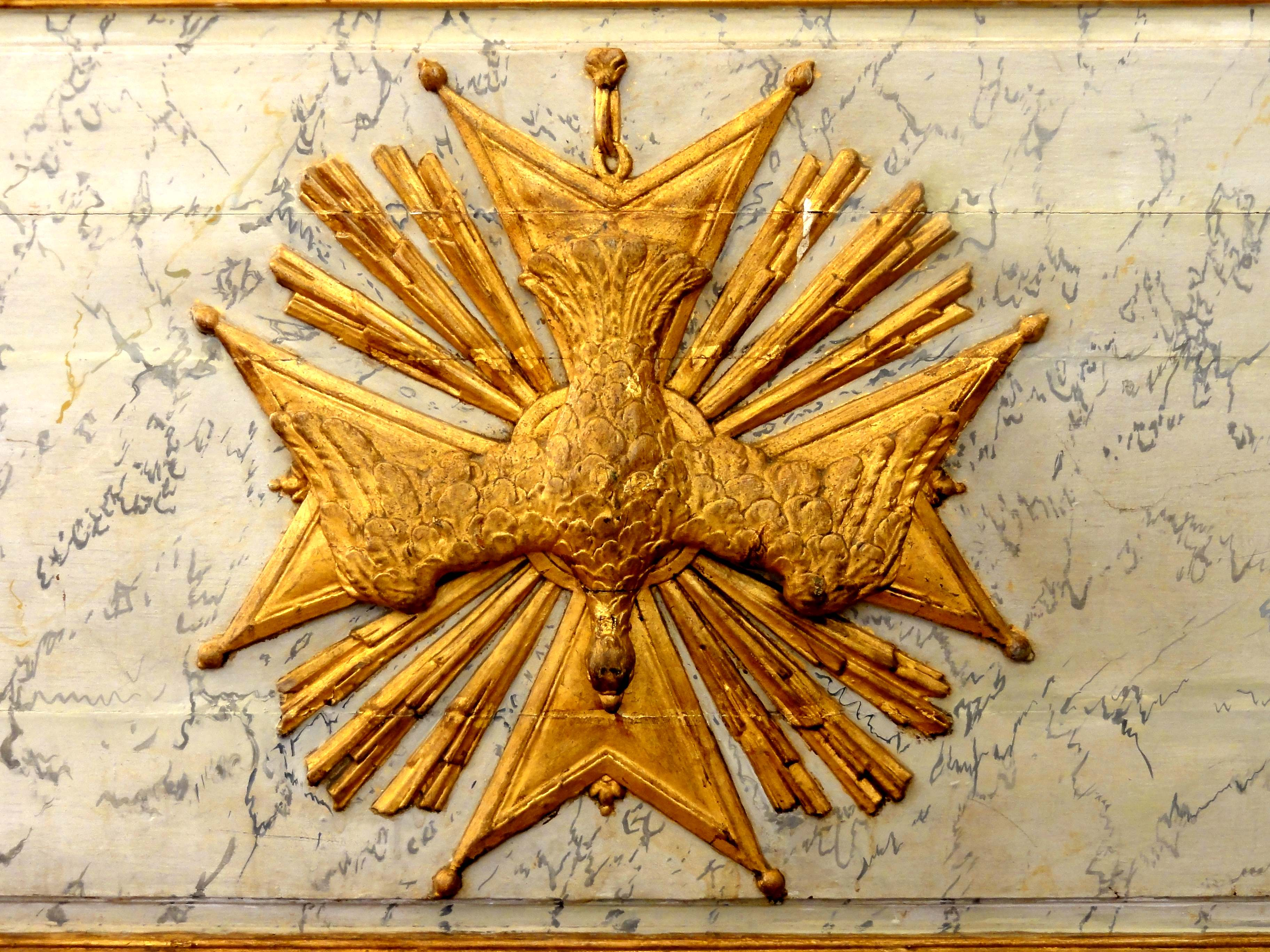
Colombe du Saint-Esprit et croix de Malte sur l'autel de la Vierge.

Contrairement à ce qui s'observe dans la plupart des localités où la première présence religieuse est due à un prieuré, celui-ci n'est apparemment pour rien dans la fondation de la paroisse. En ce cas, le prieur serait devenu collateur de la cure. Mais tous les pouillés affirment que la cure est à la collation plein et entière de l'évêque de Paris, sauf celui de 1692, qui dit que la cure est à la présentation du prieur du lieu. L'érection de la paroisse au début du XIIIe siècle est donc le fait de l'évêque de Paris, soucieux de limiter l'influence du puissant ordre de Cluny. Au XIIIe siècle, la paroisse dépend du doyenné de Sarcelles. Ensuite, et jusqu'à la fin de l'Ancien Régime, elle relève du doyenné de Montmorency, de l'archidiaconé de Paris, et du diocèse, puis archidiocèse de Paris. Sur le plan ecclésiastique, il n'y a pas de lien avec Moussy-le-Vieux, qui est du diocèse de Meaux. Le patron de la paroisse est saint Vincent de Saragosse, diacre et martyr, connue notamment comme patron des vignerons, mais la viticulture ne s'est apparemment jamais pratiquée sur place. Au XIVe siècle, une chapelle Saint-Michel est fondée en l'église paroissiale. Elle est desservie par un chapelain à la nomination de l'évêque diocésain. Selon l'autorisation accordée par Louis XII, deux foires se tiennent annuellement à Moussy-le-Neuf, l'une à la fête patronale de saint Vincent et le lendemain, et l'autre à la fête de saint Michel et le lendemain. En plus des deux églises et du prieuré, il convient de signaler la présence de deux autres établissements religieux à Moussy-le-Neuf, à savoir un hôtel-Dieu et une léproserie, attestés dès le milieu du XIVe siècle.
Sous la Révolution, l'ensemble des paroisses du département de Seine-et-Marne sont regroupés dans le diocèse de Meaux, dont Moussy-le-Neuf. Le curé Martin Ganneval refuse de prêter serment à la constitution civile du clergé. Il est arrêté comme prêtre réfractaire et incarcéré à Bordeaux, puis déporté à bord du vaisseau « le Jeanty ». En 1795, il est libéré et retourne à Moussy. Le Concordat de 1801 lui permet de retourner officiellement à la prêtrise, et il reste curé de Moussy-le-Neuf jusqu'à sa mort en 1809. Jusqu'à la Seconde Guerre mondiale, la fête de sainte Opportune, célébrée le 22 avril, donne lieu à une procession avec pèlerinage. La fête commence par une messe concélébrée par plusieurs prêtres, dans l'église abdondamment décorée de fleurs. Pour la procession, la châsse de sainte Opportune est coiffée du voile d'une jeune mariée avec des fleurs d'oranger. Elle est promenée par deux jeunes hommes à la tête du cortège, derrière le curé. Des jeunes filles portent les bannières de procession, ornées de rubans. Les fidèles suivent et chantent le cantique à sainte Opportune. La procession fait le tour du village. À la fin, la châsse est déposée sur une petite estrade dans l'église. Les fidèles allumes des cierges placées à son pied, et déposent des ex-voto. En 2010, la tradition est ranimée à l'occasion de la fête médiévale. Elle a désormais lieu tous les deux ans. Moussy-le-Neuf n'a plus de prêtre résident, et l'église est affiliée au secteur paroissial Ouest-Goële, avec siège à Dammartin-en-Goële. Les messes dominicales sont célébrées en l'église Saint-Vincent à titre irrégulier, le dimanche à 11 h 00.

### Les campagnes de construction de l'église
Tous documents pouvant témoigner de la construction de l'église se sont perdus. Il ne reste que l'analyse archéologique pour identifier les différentes campagnes de construction et dater les parties qui en sont issues. Les travaux de restauration entre 1981 et 2010 (voir ci-dessous) ont favorisé des découvertes permettant de concrétiser les hypothèses. Les parties les plus anciennes sont la nef, fortement remaniée après le milieu du XVIe siècle, et le versant nord des travées droites du chœur. Elles remontent à la fin du XIIe ou au début du XIIIe siècle. La datation repose sur la corniche du mur gouttereau sud, qui est visible depuis les combles du collatéral sud, et sur les anciennes fenêtres hautes depuis longtemps murées, également visibles depuis les combles des bas-côtés. La partie centrale de la façade occidentale, et la fenêtre haute en plein cintre, remontent également à cette époque, mais le portail n'existe sous sa forme actuelle que depuis la restauration de la fin du XXe siècle. Il n'existe pas de consensus sur l'existence de bas-côtés avant le milieu du XVIe siècle. Selon Aulnette et al., les grandes arcades n'ont été percées qu'à cette époque. D'autre part, les peintures murales sur les piliers octogonaux, dont la forme prouve qu'ils résultent d'une reprise en sous-œuvre, sont datées de la fin du Moyen Âge, soit du XVe siècle. Quoi qu'il en soit, le profil des arcades actuelles correspond à la période gothique flamboyante, et si l'église primitive disposait de bas-côtés, les grandes arcades ont dû être retaillées entre la fin du XVe siècle et le milieu du XVIe siècle. Concernant la construction du chœur, Aulnette et al. commettent l'erreur de considérer « les clercs » comme maîtres d'ouvrage. Or, l'église Saint-Vincent ne dépend pas du prieuré Sainte-Opportune. Ce sont les gros décimateurs qui sont chargés de la construction et de l'entretien du chœur. La dîme est partagée entre plusieurs seigneurs laïques et ecclésiastiques. Le style flamboyant indique la période comprise entre 1510 et 1530. La nef est à la charge des fidèles, dont les capacités de financement sont plus limitées. Quelques décennies s'écoulent donc jusqu'à son voûtement, qui peut être situé vers 1560 / 1570 en raison des consoles de style Renaissance qui reçoivent les nervures des voûtes, alors que le style dominant est toujours le gothique flamboyant. Le clocher devrait également dater du XVIe siècle,, même si l'abbé Lebeuf parle d'« une flèche sans tour ». Au XVIIe ou XVIIIe siècle, le portail est remanié dans le style néo-classique, puis un porche sans caractère est plaqué devant. Les fenêtres des bas-côtés sont repercées à la période moderne, peut-être dans le contexte de la même campagne de travaux que le portail.

### La restauration de l'église depuis 1970

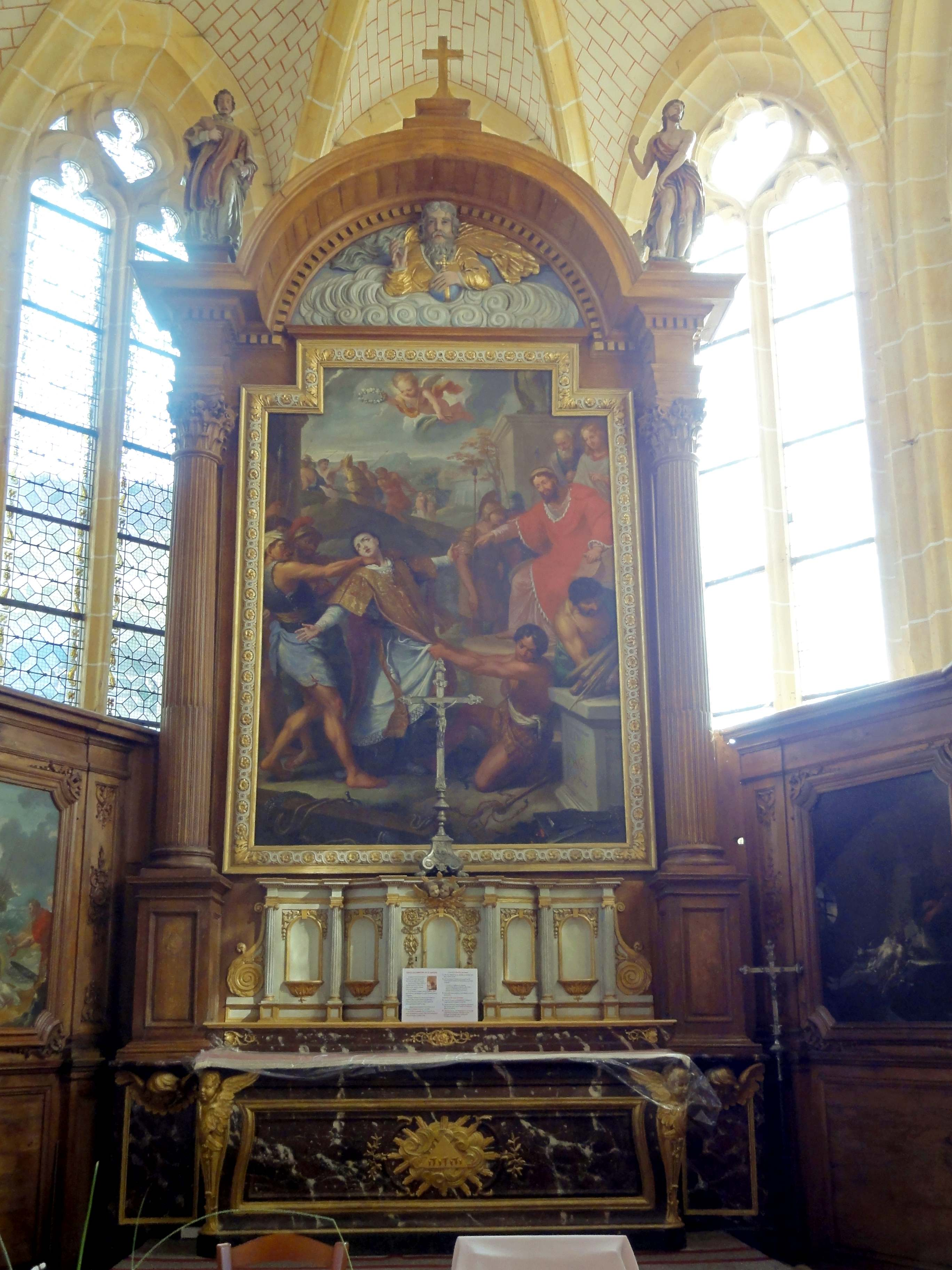
Maître-autel et retable.

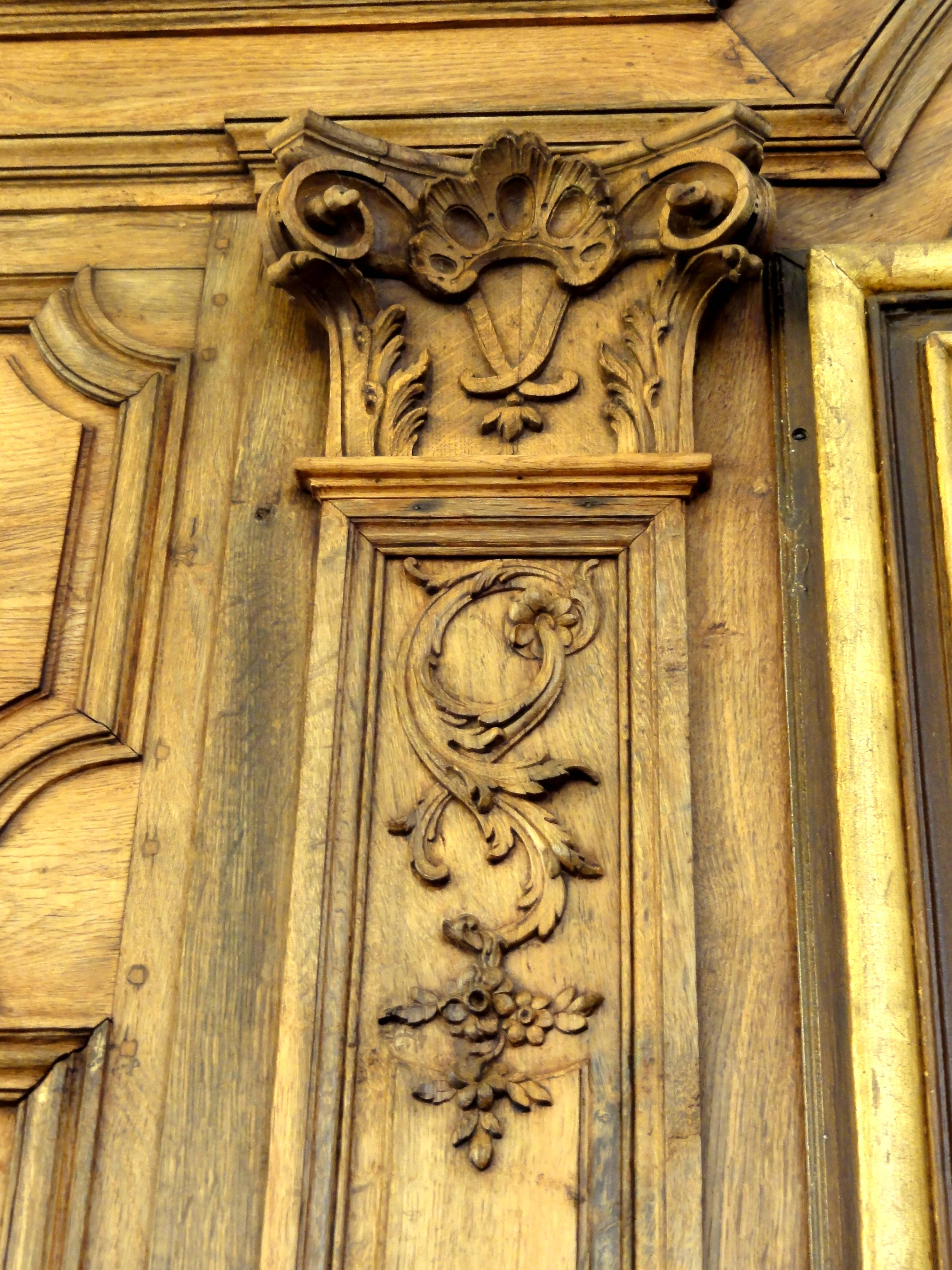
Pilastres des retables latéraux.

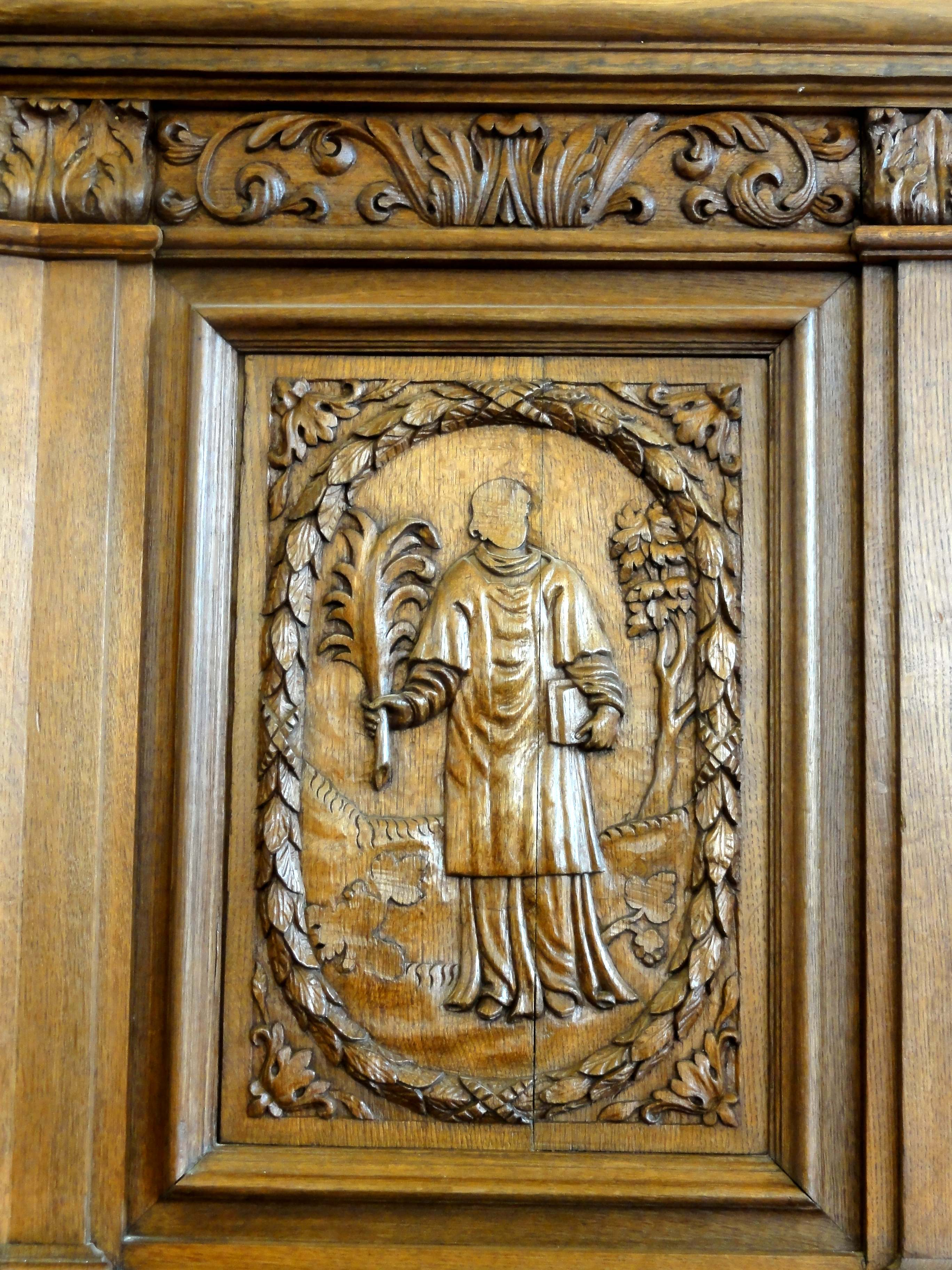
Bas-relief de saint Vincent sur la chaire à prêcher.

Depuis la Révolution française, l'état de l'église Saint-Vincent se dégrade continument. En 1876, elle est en très mauvais état, et le sous-préfet écrit au maire pour qu'il prenne les mesures nécessaires. Des réparations partielles sont encore entreprises. Il n'y a toutefois pas de restauration complète. En 1970, l'état de l'église est si inquiétant que le conseil municipal se voit contraint de la fermer au public, car la sécurité n'est plus garantie. Il y a des désordres de structure, avec tassement de certains piliers, et déformation des murs et arcades. Les voûtains du bas-côté nord se désagrègent, et des claveaux tombent. Les maçonneries sont imprégnées d'humidité, et les enduits sont très dégradés. Pendant plusieurs années, rien n'est entrepris pour la sauvegarde de l'église, et le conseil municipal est plutôt favorable à sa démolition. La salle des fêtes est mise à disposition de la paroisse pour la célébration des offices. Proche de l'effondrement, le porche est démoli en 1975. En 1978, constat est fait que l'église menace ruine. Ne pouvant plus ajourer une décision définitive, les élus décident finalement de préserver l'église. Aussitôt, ils engagent les procédures nécessaires pour protéger l'église et son mobilier au titre des monuments historiques, ce qui permet de s'assurer du concours financier de l'État aux travaux de restauration,. Le classement intervient  par arrêté du 13 février 1979. En 1980, l'architecte en chef des monuments historiques, Jean-Claude Rochette, projette la restauration intégrale de l'édifice en neuf tranches de travaux. Il néglige l'analyse des causes de l'humidité et du tassement, ce qui rend les travaux entrepris sous sa direction en partie caducs. Les travaux démarrent en 1981. En toute logique, les deux premières tranches portent sur la restauration des charpentes et la réfection de la toiture. Elles s'achèvent en 1982.
La restauration connaît une longue interruption entre 1982 et 1985. Puis, trois tranches successives sont consacrées à la restauration extérieure de l'édifice. Tout d'abord, la façade occidentale est remise en état, ce qui nécessite une reprise en sous-œuvre de l'angle sud-ouest, pour assurer la solidité de l'édifice. Suivent les maçonneries du collatéral sud du chœur. Au nord, les joints de plâtre sont substitués à un mortier de chaux et de sable. La restauration du mobilier débute en 1987 (retable du maître-autel en 1989), mais les travaux sur l'édifice s'interrompent de nouveau, cette fois-ci pendant une période de deux ans. Les deux tranches suivantes, plus longues que les précédentes, s'échelonnent de 1989 et 1994, et concernent tout l'intérieur de l'église, en commençant par la nef et en terminant par les maçonneries, peintures murales et les vitraux du chœur. Dans ce cadre, la dernière travée du collatéral sud, munie jusque là d'un plafond plat, est équipée d'une voûte d'ogives analogue aux autres. La réouverture du culte paraît alors être à portée de vue. Or, dès 1995, de nouveaux désordres apparaissent sur les élévations extérieures, refaites huit à dix ans auparavant. L'humidité remonte par capillarité, et dégrade les nouveaux enduits de la façade occidentale et des contreforts du chœur. À Jean-Claude Rochette, succède Daniel Lefèvre. En premier lieu, il commande une étude du sol. Celle-ci révèle que l'église est construite sur une semelle perméable en blocs de calcaire, qui est posée sur un remblai limoneux. Les fondations ont une envergure de 40 cm à 160 cm. En 1996, le dallage du sol est enlevé, et des micropieux sont injectés, puis des drains sont installés afin de réduire l'humidité autour des fondations. Les tirants et les pierres d'ancrage dégradés sont remplacés, et la restauration des verrières est terminée,.
Après une troisième interruption longue du chantier, la restauration est parachevée sous la direction de l'architecte en chef des monuments historiques, Jacques Moulin, en 2009 et 2010. Les boiseries sont déposées et restaurées, y compris la tribune occidentale, la chaire à prêcher et le confessionnal. Un nouvel autel « face au peuple », conforme à la réforme liturgique voulue par le concile Vatican II, est confectionné à partir d'éléments de boiseries retrouvés. Un système de chauffage conforme à la préservation du patrimoine est mis en place, et les installations électriques sont remises aux normes. L'intérieur de la nef est restaurée pour une seconde fois, et muni d'un enduit en ocre d'un teint clair,. La voûte de la base du clocher est ravalée, et la façade occidentale et les élévations latérales des bas-côtés sont refaites pour une seconde fois depuis 1985. Le choix est fait de supprimer le portail néo-classique, sans pour autant restituer l'ancien portail gothique, dont plus aucun vestige ne subsiste. Revalorisés en euros de 2010, la restauration a coûté la somme de 2 870 000 €, dont 44,01 % sont assumés par la commune. Le reste est pris en charge par l'État à concurrence de 26,97 %, par la région Île-de-France à hauteur de 16,13 %, et par le département pour les 12,88 % restants, à l'exception de la modique somme de 2 900 € environ réunie par vingt-neuf entreprises dans le cadre du mécénat. La réouverture officielle au public, et donc au culte, a lieu le 19 septembre 2010, dans le cadre des Journées européennes du patrimoine.

## Description

### Aperçu général

Plan de l'église.

Orientée un peu irrégulièrement, avec une légère déviation de l'axe vers le nord-est du côté du chevet, l'église se compose d'une nef de cinq travées accompagnée de deux bas-côtés, dont la dernière travée du bas-côté sud sert de base au clocher ; d'un chœur comportant deux travées droites et une abside à cinq pans ; et de deux collatéraux du chœur, qui comportent deux travées chacune et se terminent par un chevet plat. Il n'y a plus de sacristie. L'ensemble de l'église est voûté d'ogives. Le collatéral sud du chœur est voûté à la même hauteur que le vaisseau central. L'on accède à l'église par le portail occidental de la nef, ou le petit portail occidental du bas-côté nord. La nef et les bas-côtés sont recouverts ensemble par une toiture à deux rampants, avec pignon en façade. À l'est, le collatéral sud et les deux premières travées du chœur sont recouverts ensemble par une toiture à deux rampants, avec pignon à l'est, auquel se superpose le toit à croupes de l'abside. Le collatéral nord du chœur est muni d'un toit en bâtière.

### Intérieur

#### Nef

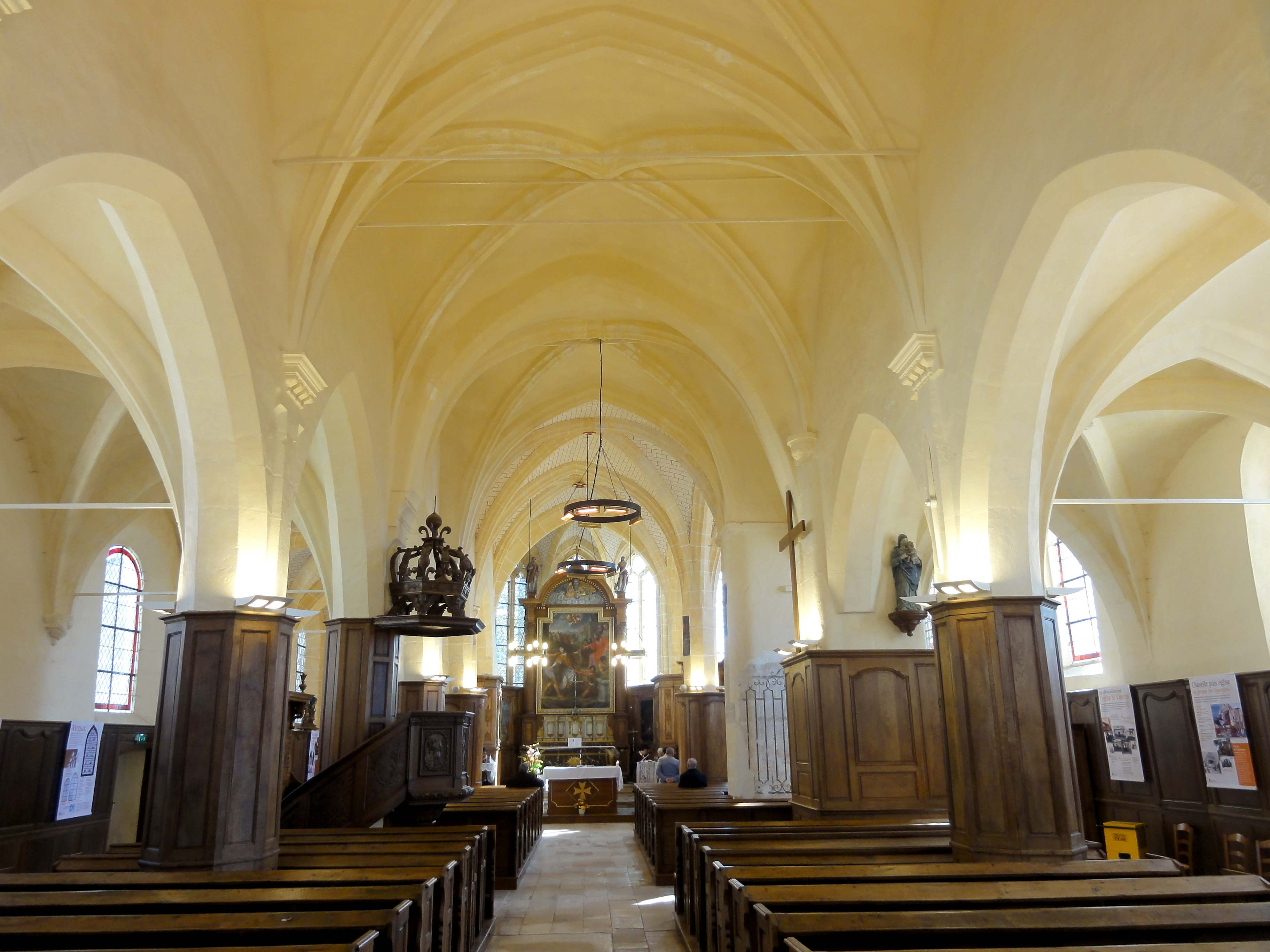
Vue intérieure générale.

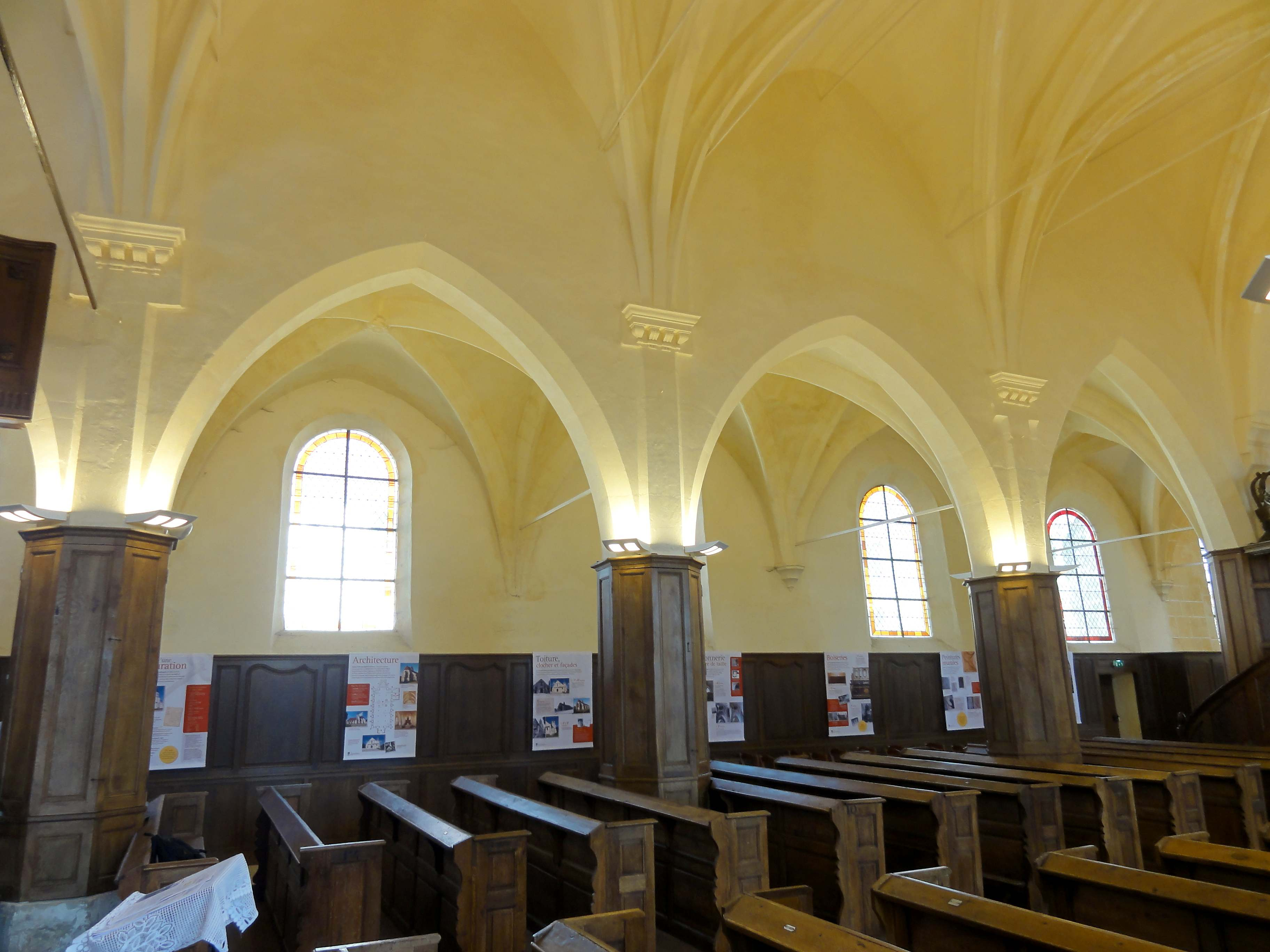
Grandes arcades du nord.

La nef présente une élévation à deux niveaux, soit l'étage des grandes arcades et un étage de murs hauts aveugles. Le jour n'entre directement que par la baie occidentale au-dessus du portail, et indirectement, par les fenêtres des bas-côtés. La nef est donc relativement sombre, effet qui est atténué par le teint clair de l'enduit à l'ocre jaune qui couvre l'ensemble des murs de la nef et de ses bas-côtés. Cette disposition est conforme à l'esprit de l'architecture d'origine, puisqu'on ne laissait les pierres apparentes que si les murs étaient soigneusement appareillés en pierre de taille ou en grands moellons dégrossis. La hauteur des grandes arcades représente environ les deux tiers de la hauteur totale sous le sommet des voûtes, qui est assez faible, comme le remarque déjà l'abbé Lebeuf, et ne dépasse guère les sept mètres. L'architecture se caractérise par une modénature sommaire, et peut être qualifiée de rustique, comme souvent dans le pays de Goële, où les matériaux disponibles sur place ne permettent pas de soigner les détails. Les grandes arcades sont en tiers-point, et profilées simplement d'un méplat entre deux larges biseaux. Seulement la largeur des biseaux indique que ces arcades ne datent pas du début du XIIIe siècle dans leur forme actuelle. En effet, le profil des arcades concorde avec le plan octogonal des piliers, inconcevable au XIIIe siècle. Au moins depuis le remaniement au XVIe siècle, les arcades sont pénétrantes, et les piliers sont dépourvus de tailloirs et de chapiteaux. Les travaux de restauration en 2009 n'ont pas mis au jour de traces de telles dispositions. En 2010, l'on a remonté et complété les boiseries, qui sont de simples panneaux à fenestrages, et se marient bien avec les lignes claires de l'architecture de la nef, tout en rompant la monotonie pouvant résulter de la pauvreté de la modénature.
Au-dessus des piliers, des pilastres plats, non moulurés, sont appliqués contre les murs. À mi-hauteur des grandes arcades, ils sont interrompus par des console engagés dans les murs, et destinées à recevoir les nervures des voûtes. Le rôle des pilastres est donc d'assurer la continuité visuelle entre les piliers et les consoles. Celles-ci se composent, notamment, d'une section d'entablement incomplet, avec une corniche au profil d'une doucine, d'un filet et d'une plate-bande, et quatre corbeaux sculptés se substituant à la frise de la métope dorique. Le premier et le dernier corbeau sont enveloppés de feuilles d'acanthe stylisés, et munis d'une goutte, tandis que les deux autres corbeaux présentent des biglyphes, et munis de trois gouttes. Les consoles indiquent un voûtement après coup, et le type des consoles renvoie aux nefs de Commeny et de Théméricourt, voûtées à la même époque, à la fin des années 1560. Des exceptions existent au nord de la base du clocher. Les piliers de la grande arcade sous le clocher sont très épais, et de forme carrée, aux angles émoussés. L'arc-doubleau au nord de la pile nord-ouest du clocher est renforcé, et donc plus large que les autres. Pour ne pas exagérer la largeur des consoles, les ogives de la quatrième travée se fondent dans l'angle (au nord-est) ou retombent sur un cul-de-lampe sculpté de feuillages (au sud-est). Indépendamment des exceptions résultant de la présence du clocher, la console au nord du quatrième doubleau est sculpté de feuilles frisées dans le goût flamboyant, ce qui témoigne d'un début de travaux resté sans suite. ogives et doubleaux sont en arc brisé, comme à la période gothique, mais affectent une modénature méplate, avec un profil prismatique simplifié, caractéristique de la Renaissance. Les clés de voûte ne sont pas décorées : les ogives s'y croisent simplement,.

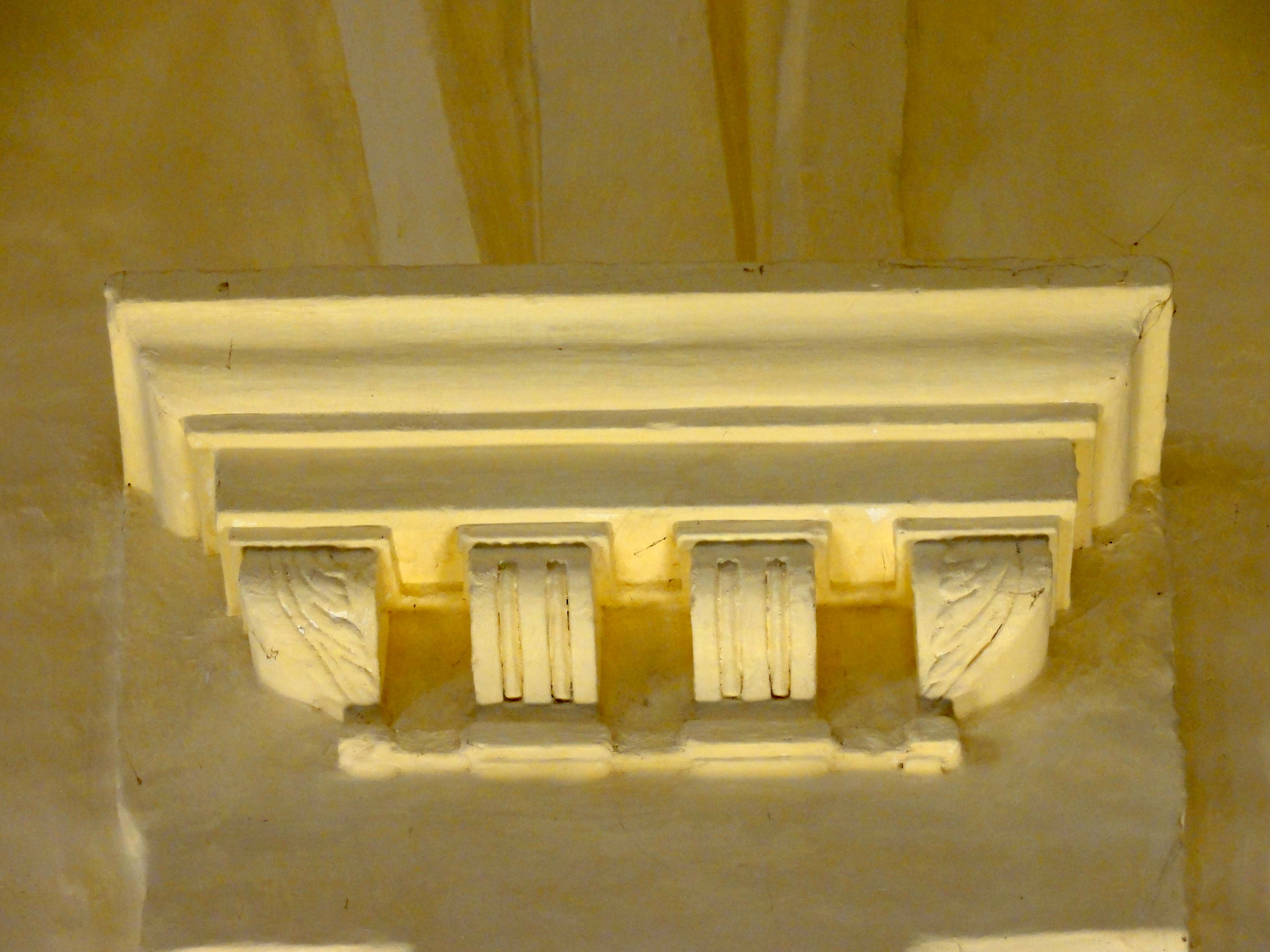
Console Renaissance (cas général).
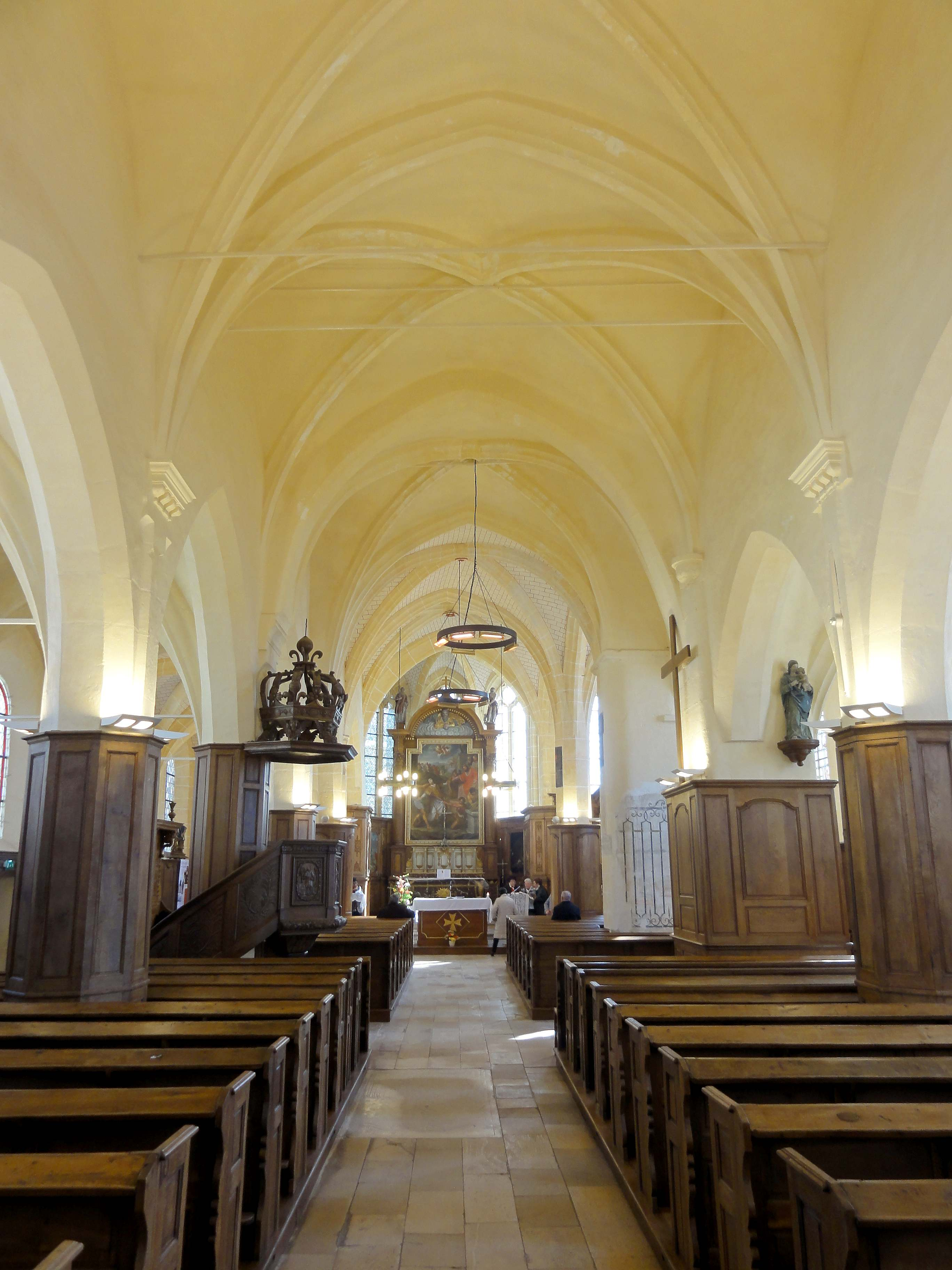
Vue vers l'est.
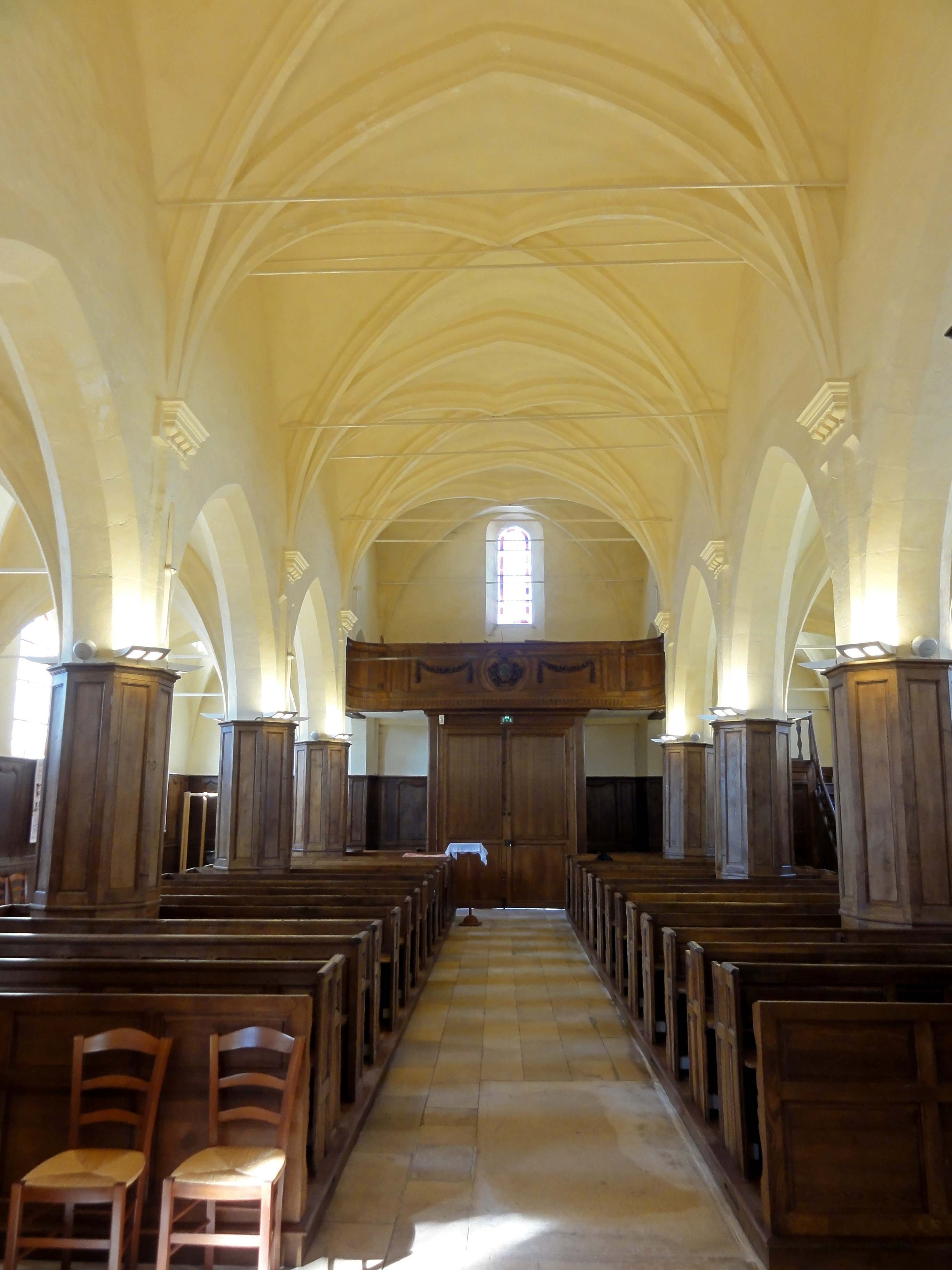
Vue vers l'ouest.
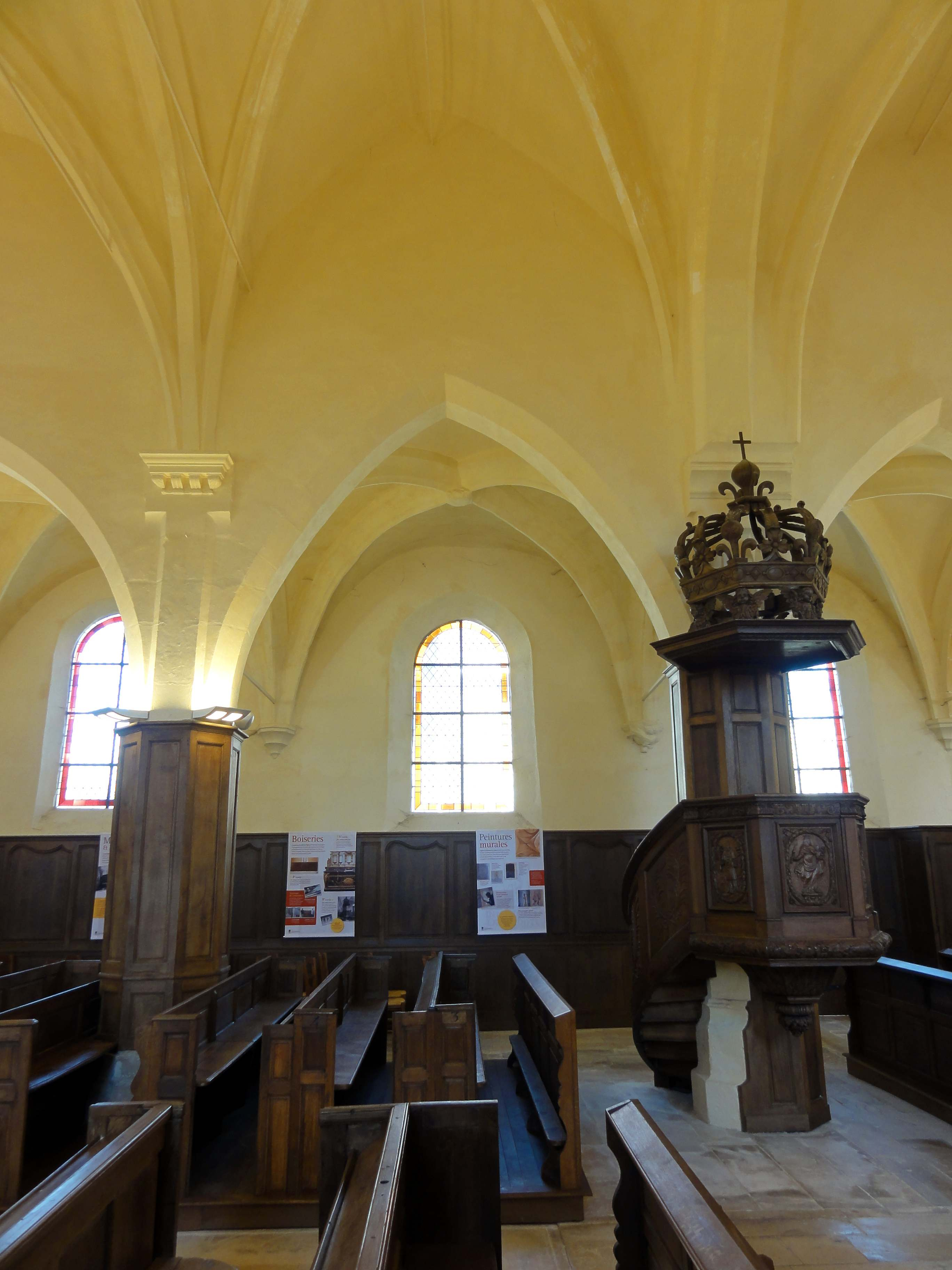
4e travée, élévation nord.
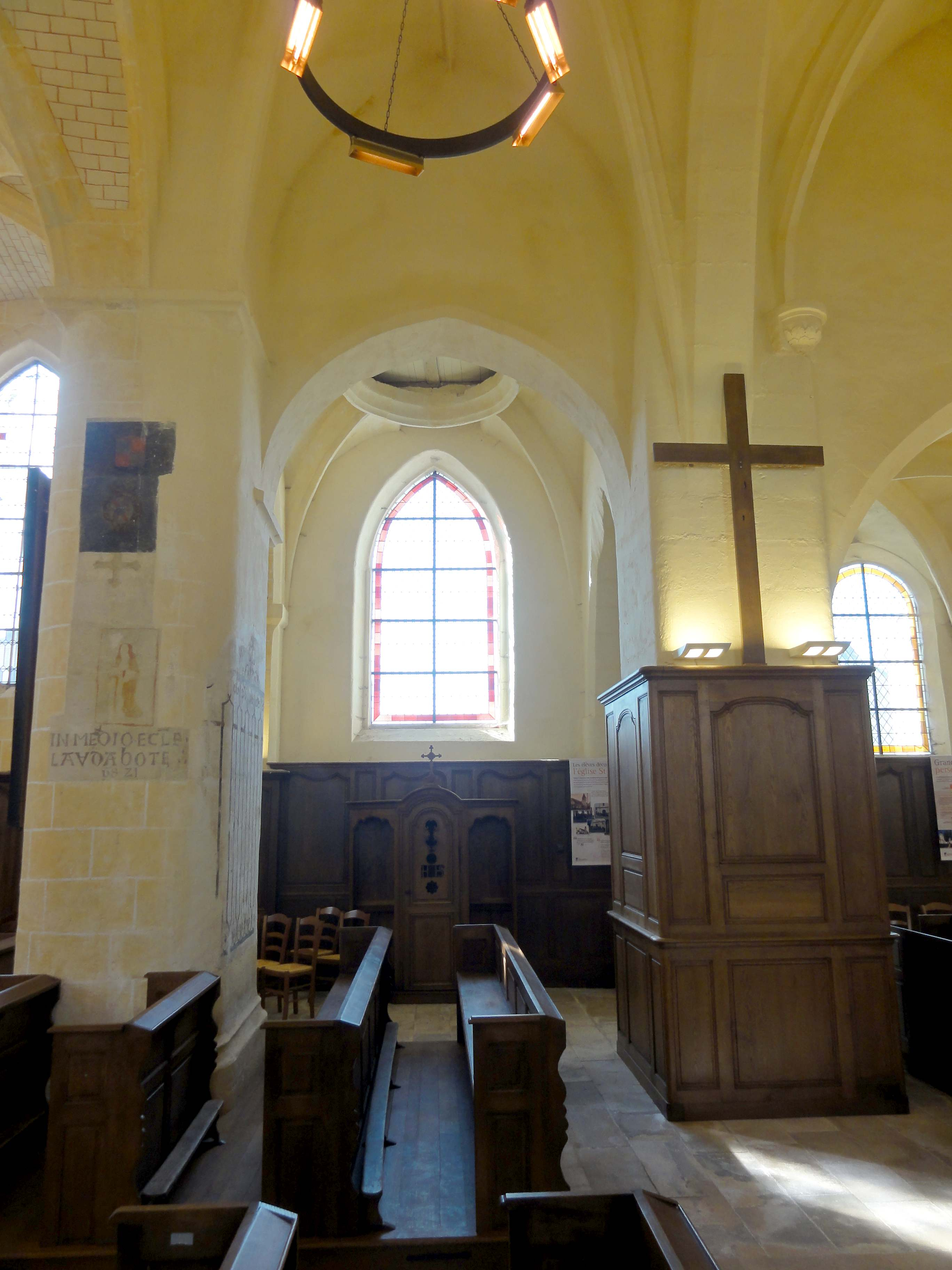
5e travée, élévation sud.
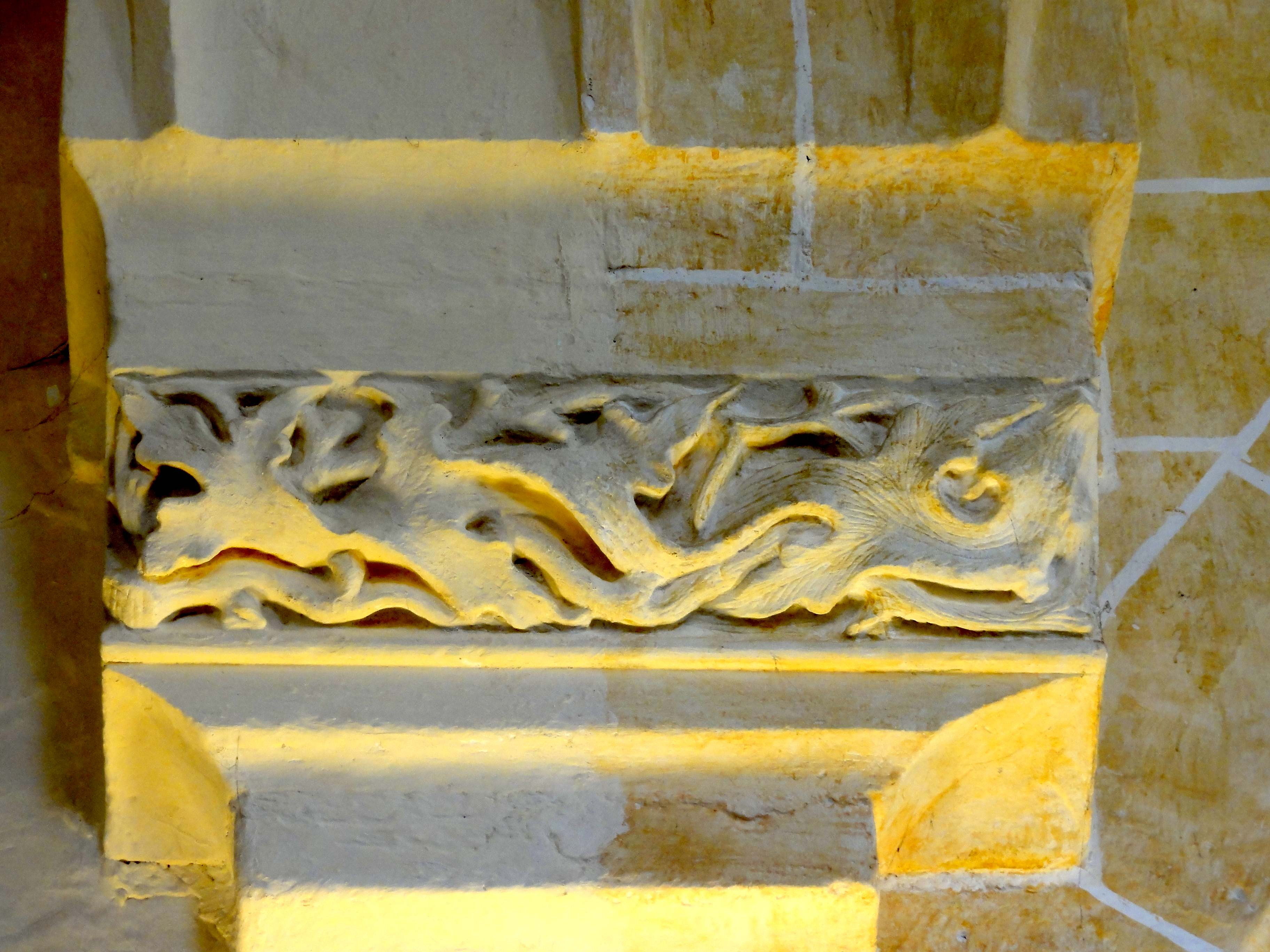
Console flamboyante (4e doubleau, côté nord).

#### Bas-côtés et base du clocher

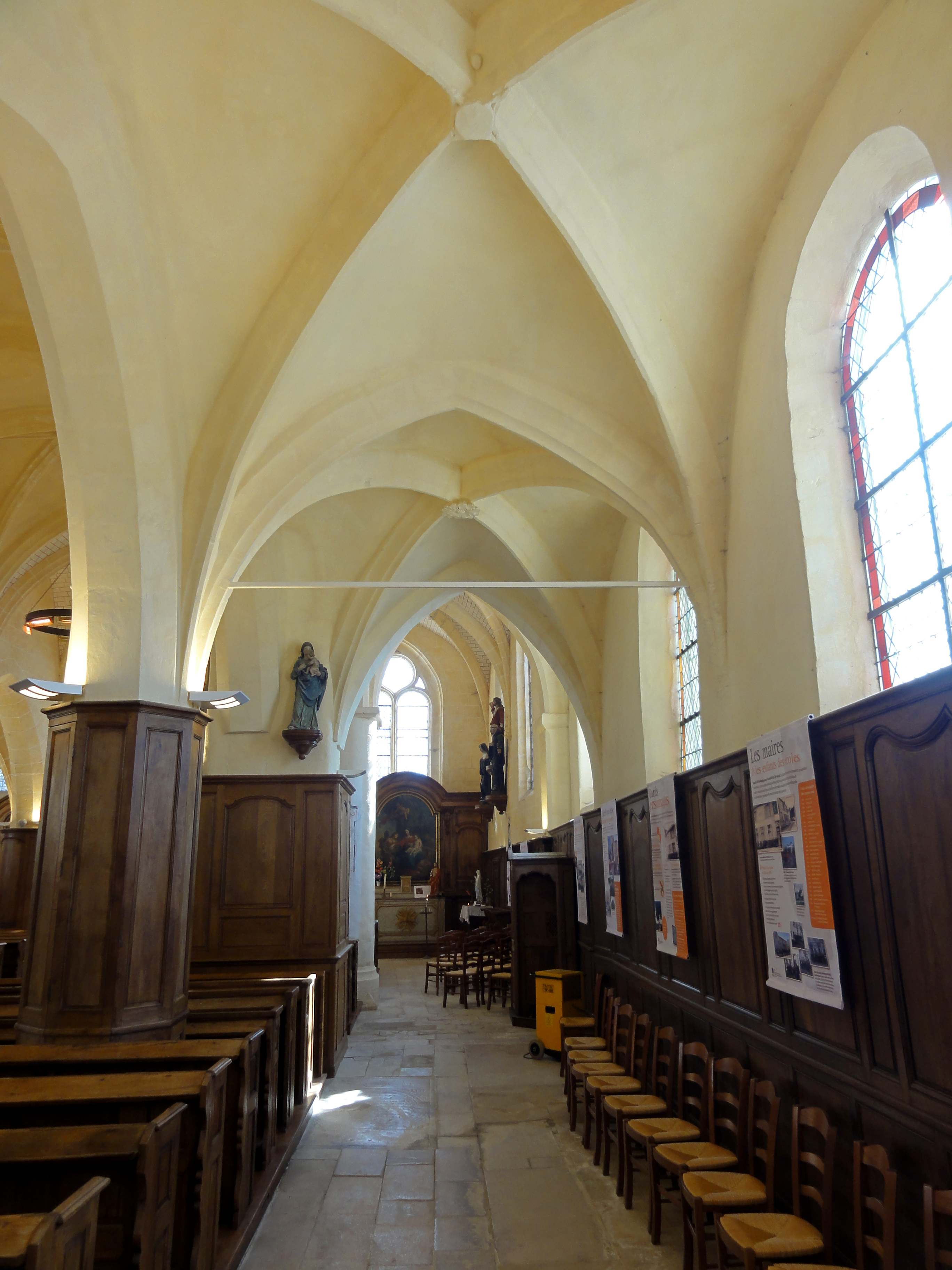
Bas-côté sud, vue vers l'est.

Les travées des bas-côtés sont barlongues dans le sens longitudinal. Elles sont de faible hauteur, et largement déterminées par les grandes arcades. L'éclairage est procuré par d'étroites lancettes simples en plein cintre au revers de la façade, et des baies en plein cintre relativement grandes latéralement. Elles sont dépourvues de remplage, et munies d'un ébrasement. La baie de la dernière travée du bas-côté sud fait exception : sa grande fenêtre en tiers-point est entourée d'une gorge, et se rattache aux fenêtres des collatéraux du chœur. Si le plein cintre règne généralement sur les fenêtres, ce n'est pas le cas des voûtes, qui sont en arc brisé, tout comme dans la nef. Les bas-côtés n'ont donc pas été voûtés après la nef. Le profil prismatique aigu des ogives et doubleaux, une fois de plus d'une grande simplicité, indique plutôt le contraire. Cette impression est soulignée par les clés de voûte. Quatre sont sculptées d'une petite rosace à deux rangs de pétales, ce qui évoque la période gothique. Les autres présentent les vestiges de découpages flamboyants et d'écussons, bûchés à la Révolution. La voûte de la base du clocher possède une grande clé circulaire percé d'un trou pour la remontée des cloches. Du style gothique flamboyant témoigne aussi un cul-de-lampe malheureusement bûché au nord du quatrième doubleau du bas-côté nord. Il devait arborer un personnage sculpté. Ailleurs, les doubleaux et ogives se fondent directement dans les murs, ce qui n'exclut pas l'existence ancienne d'autres culs-de-lampe sculptés, ou retombent sur des culs-de-lampe polygonaux, qui sont seulement moulurés. Aujourd'hui, l'architecture n'a plus beaucoup de détails intéressants à offrir ; elle est d'une grande simplicité, et les voûtes sont dépourvues de formerets. Les doubleaux délimitant la base du clocher sont très épais, et seulement chanfreinés ; le doubleau oriental retombe sur des impostes différentes toutes les deux. Les allèges des fenêtres sont habillées de lambris de semi-revêtement, et le sol est pavé d'anciennes pierres tombales en pierre de liais, qui ont été découpées,.

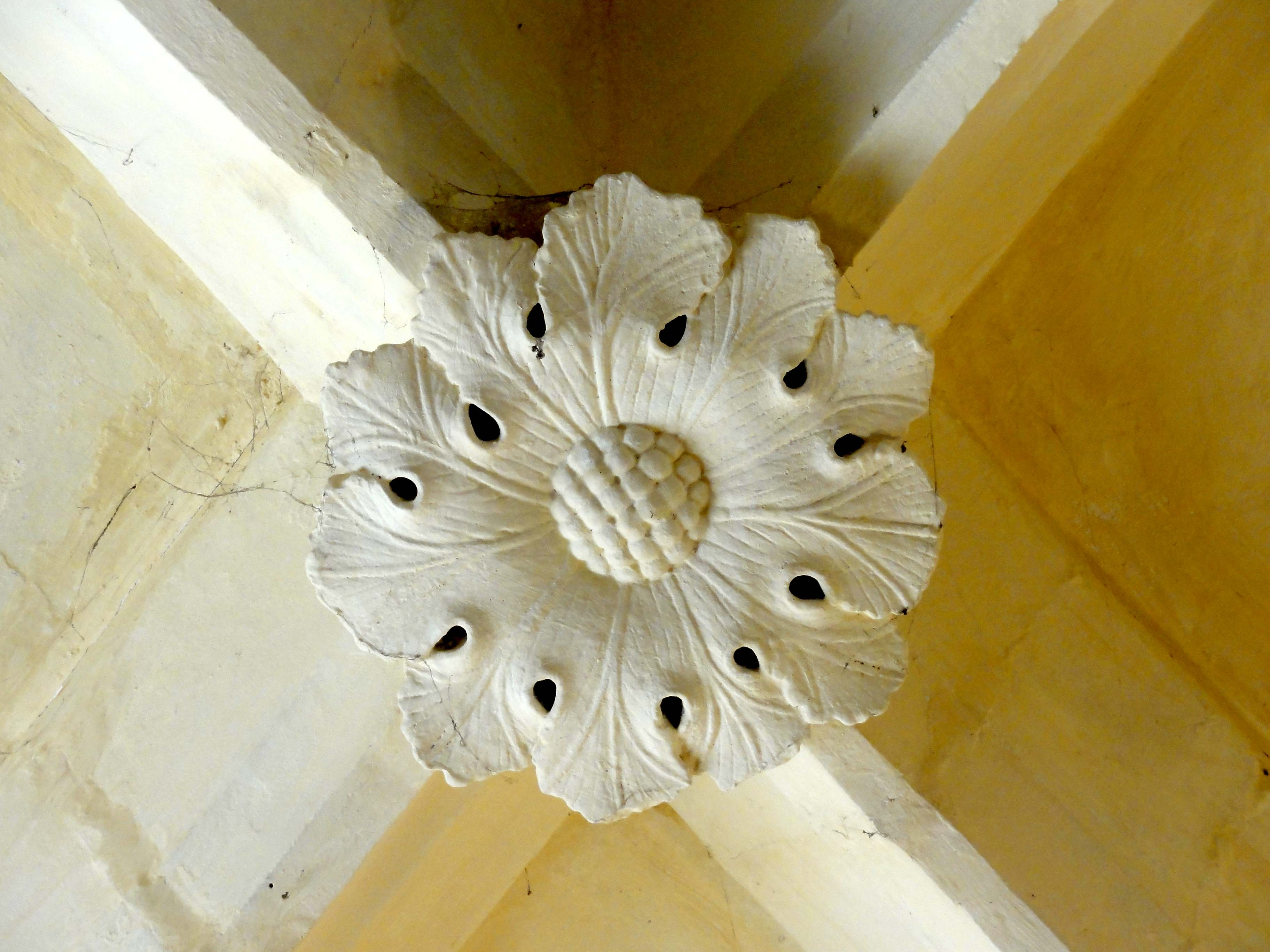
Bas-côté sud, 4e travée, clé de voûte.
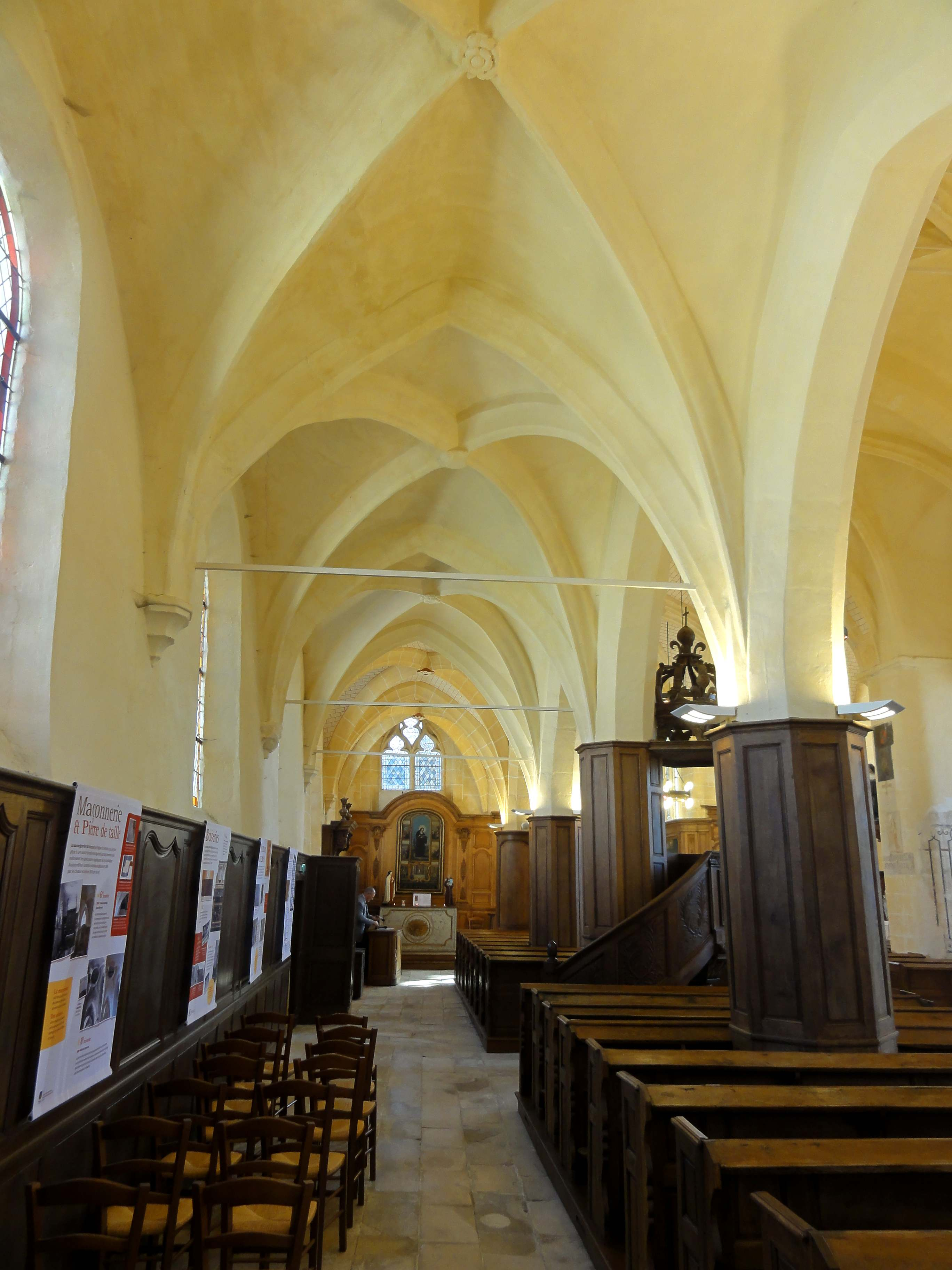
Bas-côté nord, vue vers l'est.
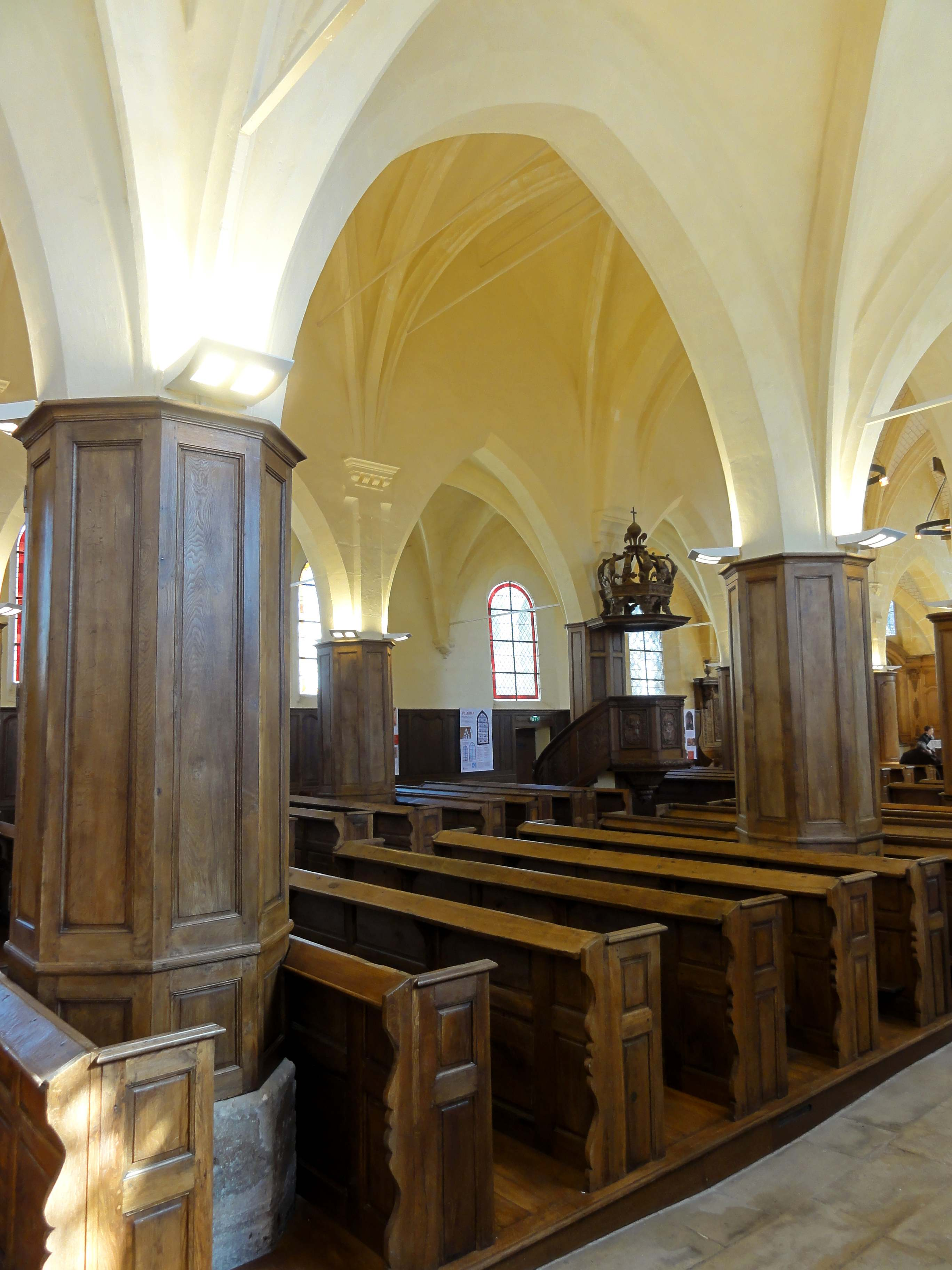
Vue par la 2e grande arcade du sud.
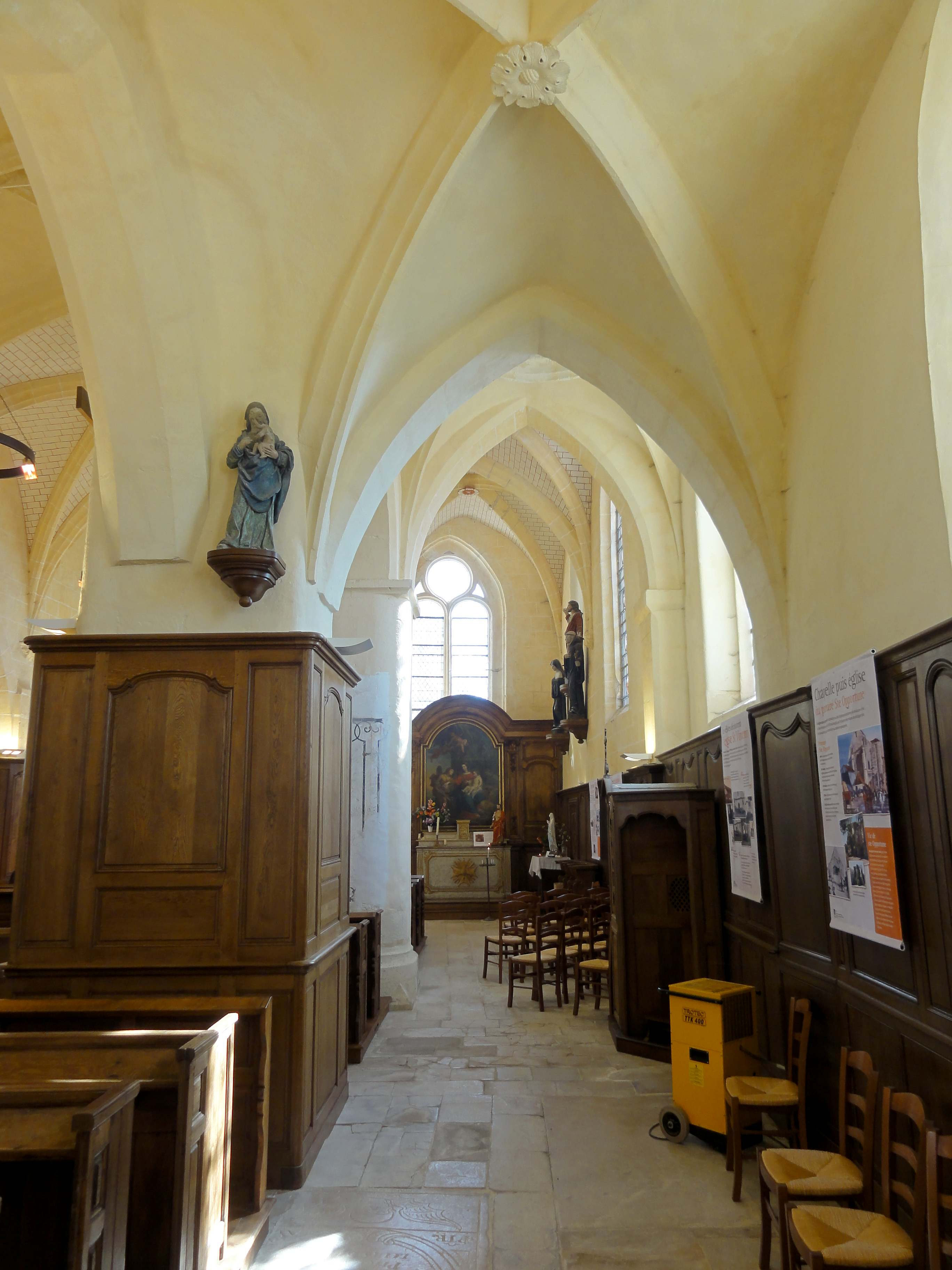
Bas-côté sud, 4e travée, vue vers l'est.
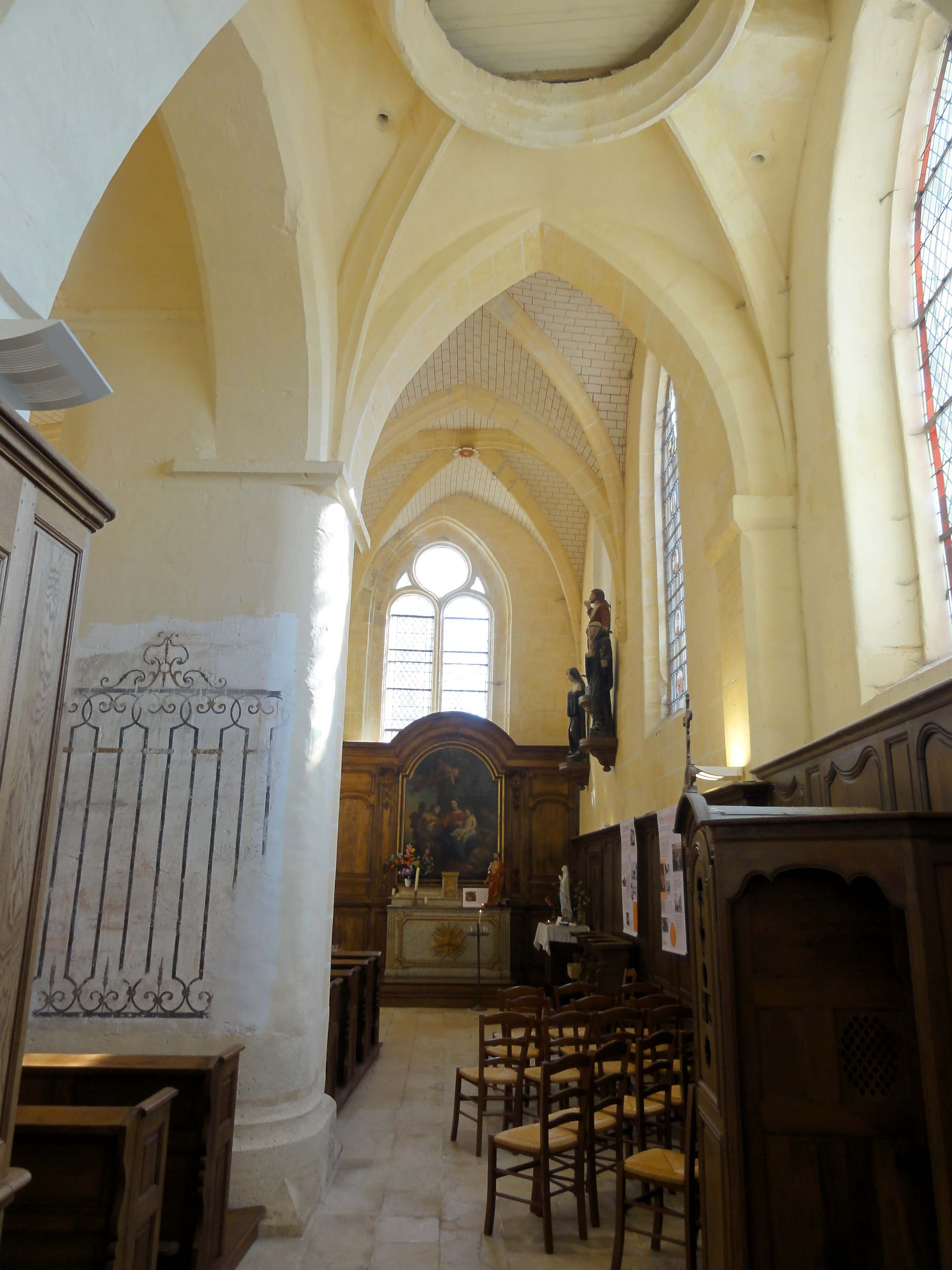
Base du clocher, vue vers l'est.
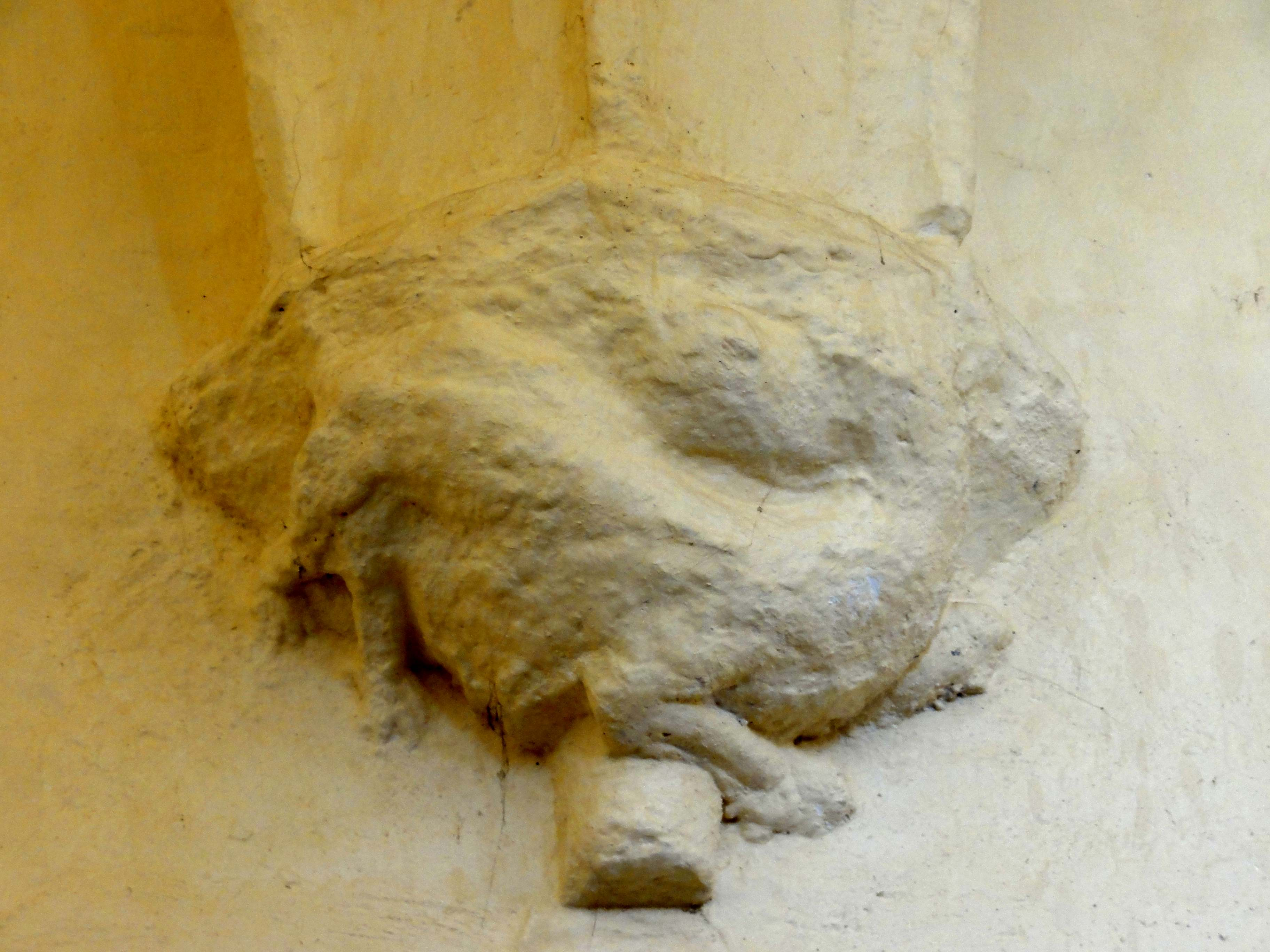
Bas-côté nord, 4e doubleau, cul-de-lampe côté nord.

#### Chœur

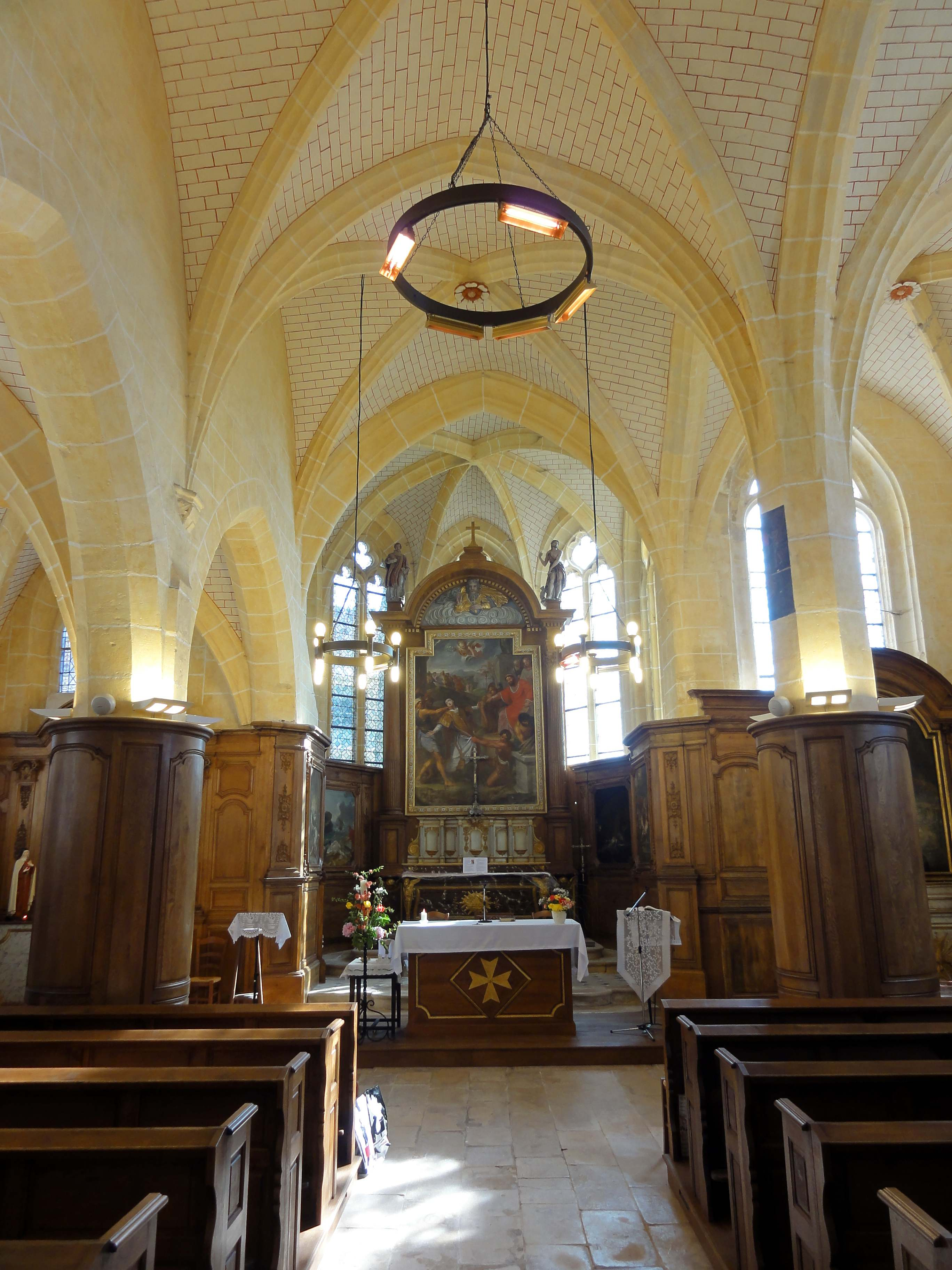
Chœur, vue vers l'est.

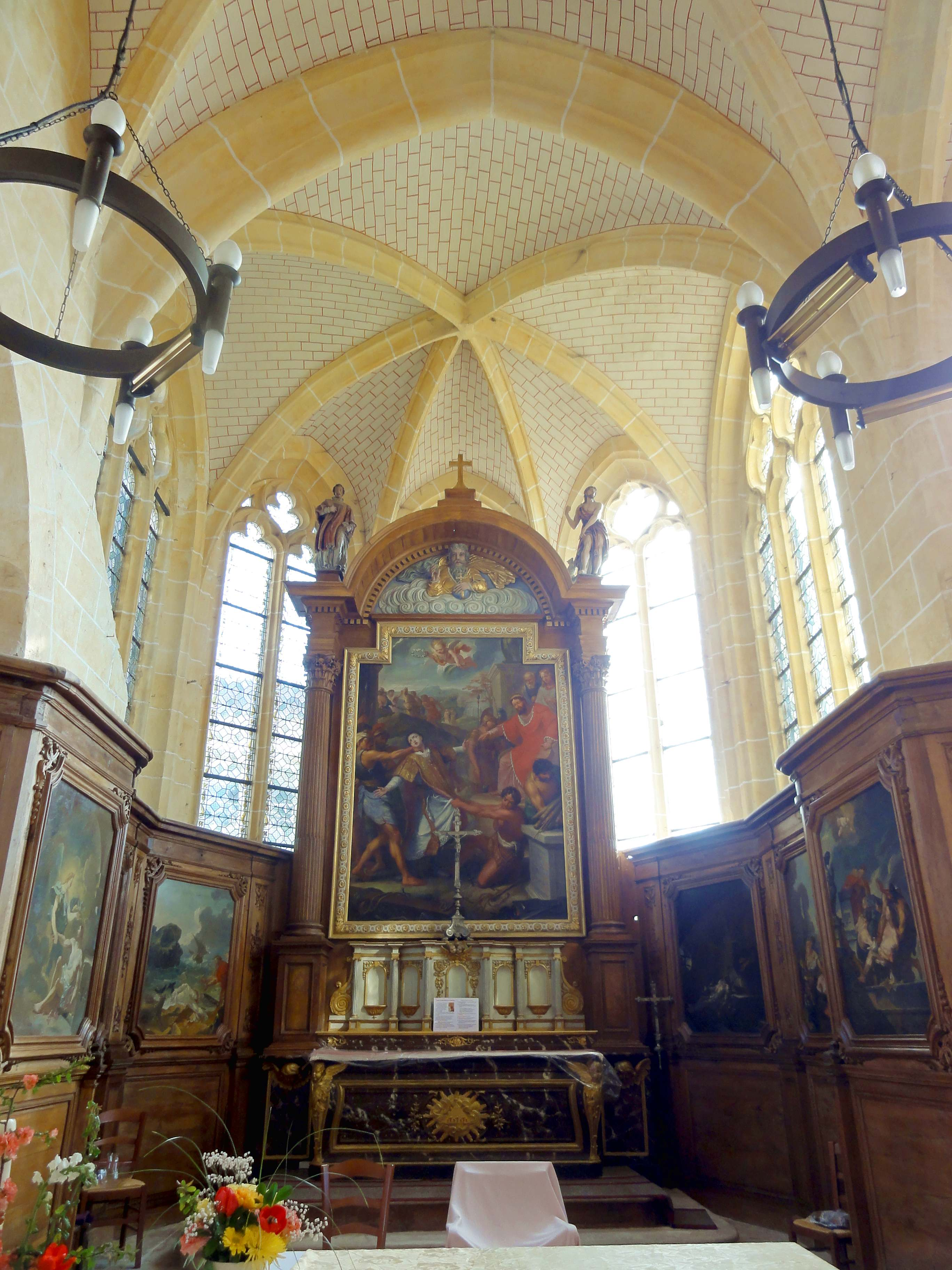
Vue dans l'abside.

Les deux travées droites du chœur ont la même largeur et la même hauteur modeste que la nef, et ne sont pas non plus munies de fenêtres latérales, si bien que tous les regards sont attirés par l'abside abritant le sanctuaire, généreusement éclairé par cinq fenêtres flamboyantes. Certains caractéristiques rappellent la nef, et d'autres les bas-côtés de la nef. Les deux grandes arcades du nord sont strictement identiques à celles de la nef, et donc simplement biseautées. Il n'y a pas non plus de formerets, et les voûtes sont également établies sur des croisées d'ogives simples. Les voûtains sont toutefois badigeonnés de blanc, et peints en faux-appareil, conformément aux relevés faits avant la restauration. Les ogives et doubleaux adoptent le même profil que l'on observe dans les bas-côtés de la nef, et les clés de voûte affichent des petites rosaces qui ne diffèrent de celles des bas-côtés que par leur polychromie architecturale. Le cul-de-lampe au niveau du doubleau intermédiaire, côté nord, est un écusson entre deux feuilles : les influences de la Renaissance ne se font pas encore ressentir. L'élévation méridionale contraste fortement avec le reste du vaisseau central, car les grandes arcades et l'étage de murs aveugles y sont remplacés par deux doubleaux aussi hauts que le vaisseau lui-même. Ils sont profilés de deux gorges de chaque côté, et diffèrent donc légèrement des doubleaux transversaux. En revanche, le pilier intermédiaire est analogue à ceux des grandes arcades, soit de plan octogonal et sans mouluration, mais plus élevé. Sa base prend la forme d'une plinthe moulurée.
L'abside adopte un plan à pans coupés légèrement outrepassé, et son mur latéral nord ne se situe pas dans l'axe des grandes arcades, mais légèrement plus au nord. Par conséquent, un décrochement existe au nord du doubleau ouvrant dans l'abside. Au lieu de le racheter par une scansion verticale, le maître d'œuvre le souligne par un contrefort faisant saillie devant la surface murale, amorti par un glacis regardant vers l'est. Cette irrégularité disgracieuse ne peut s'expliquer que par l'antériorité des grandes arcades au reste, et le contrefort devrait être le vestige du mur septentrional de l'ancienne abside du début du XIIIe siècle. Au sud, l'on ne trouve pas une telle irrégularité, mais il n'y a pas non plus de pilier engagé, et le doubleau retombe sur un discret cul-de-lampe, tandis que l'angle du mur est émoussé, comme autour des piles du clocher. L'abside elle-même affiche la même architecture flamboyante rustique que les autres travées. Il n'y a pas non plus de formerets, et la clé de voûte n'est même pas décorée, ce qui est rare pour une travée de sanctuaire. Seule l'importance des surfaces vitrée apporte une note de raffinement, ainsi la façon de laquelle les moulures entourant les fenêtres se rapprochent des angles entre deux pans de mur, de sorte à suggérer des piliers ondulés engagés. En fait, il n'y a pas de piliers engagés, et les angles sont moulurés d'une gorge, à l'instar du pourtour des baies. Celles-ci commencent à mi-distance entre le sol et la retombée des ogives, qui s'effectue par pénétration dans les murs. Les fenêtres latérales sont plus larges que les autres, et désaxées vers l'est, de sorte que les sommets des fenêtres ne concordent pas avec le sommet de la lunette de la voûte. Les fenêtres latérales présentent un remplage de trois lancettes à têtes tréflées surmontées de deux soufflets à têtes trilobées, puis d'un troisième soufflet au sommet, ces soufflets étant flanqués de deux étroites mouchettes de chaque côté. Les fenêtres des pans obliques sont à deux lancettes à têtes tréflées, surmontées d'un soufflet et de deux mouchettes. La fenêtre d'axe a été bouchée à la faveur du retable majeur,.

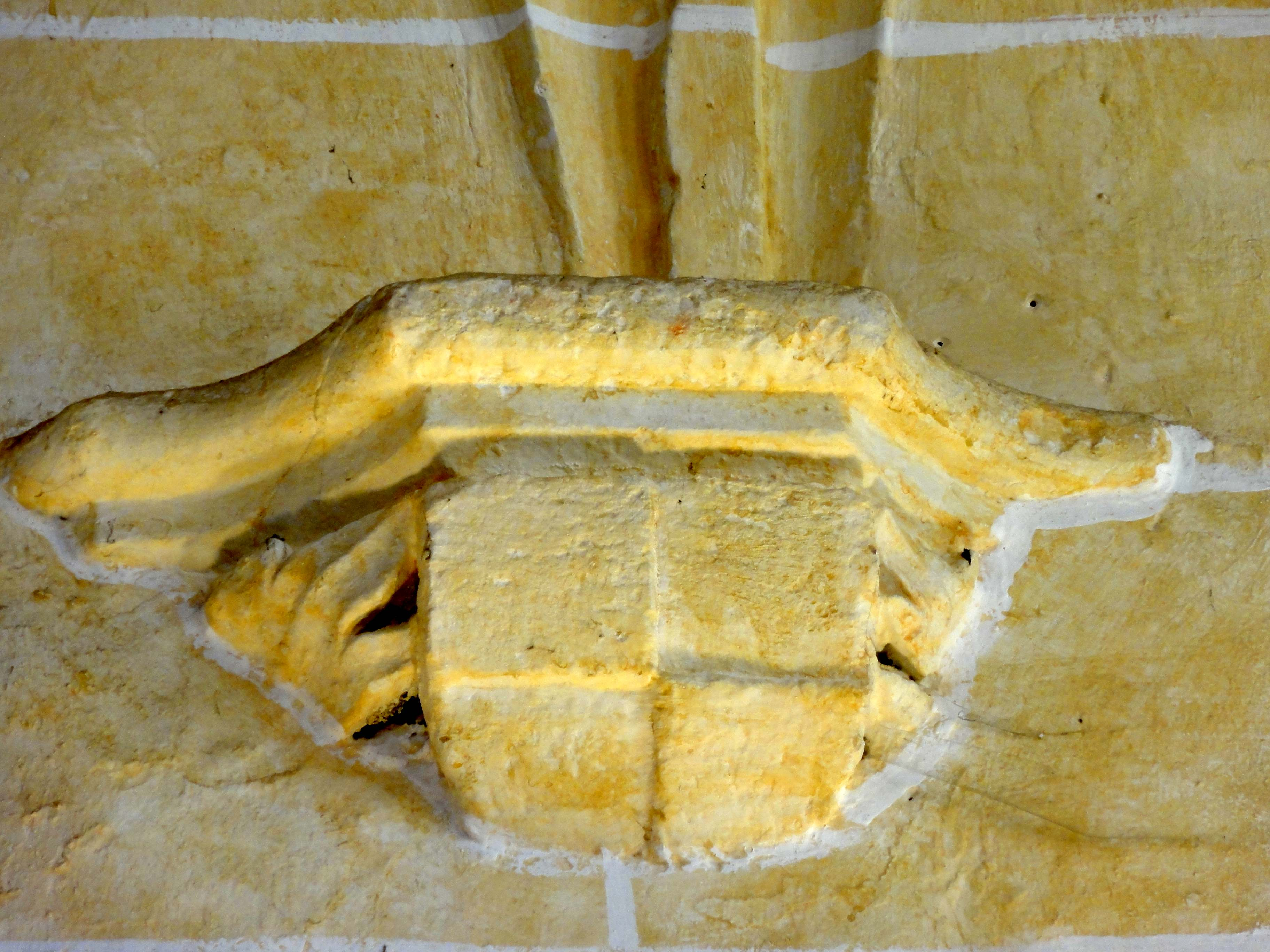
Cul-de-lampe armoriée.
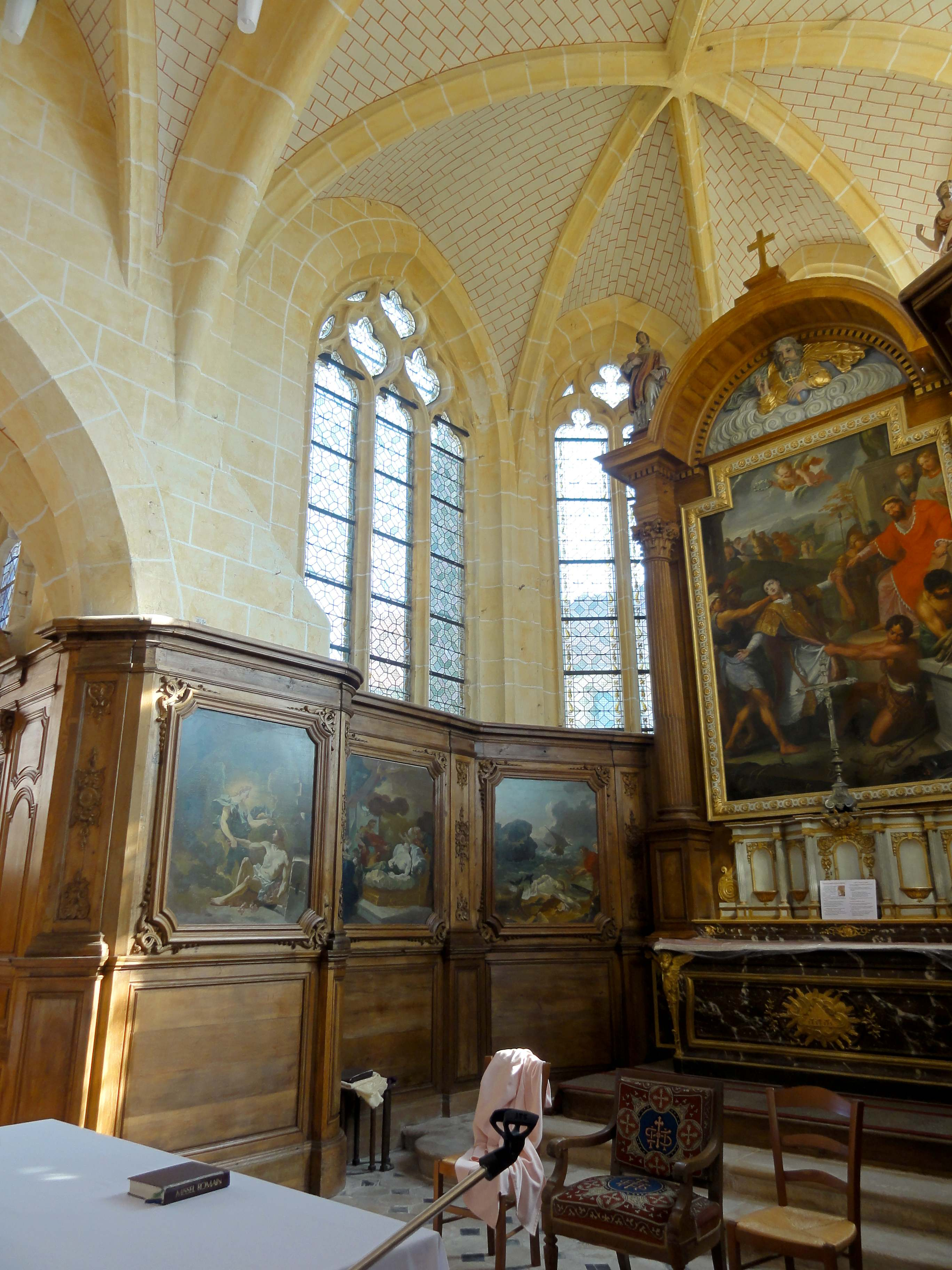
Abside, vue vers le nord-est.
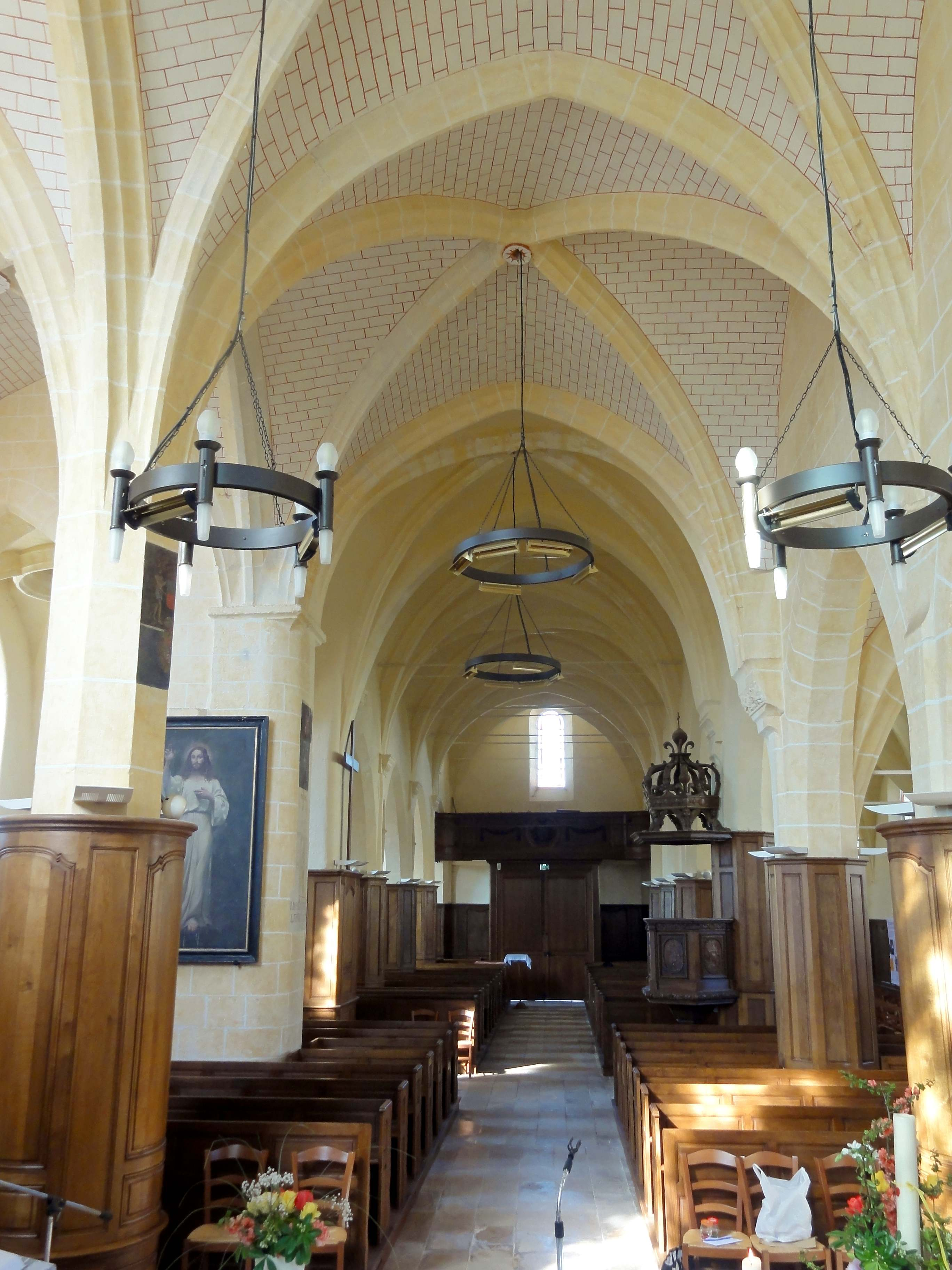
Vue vers l'ouest.
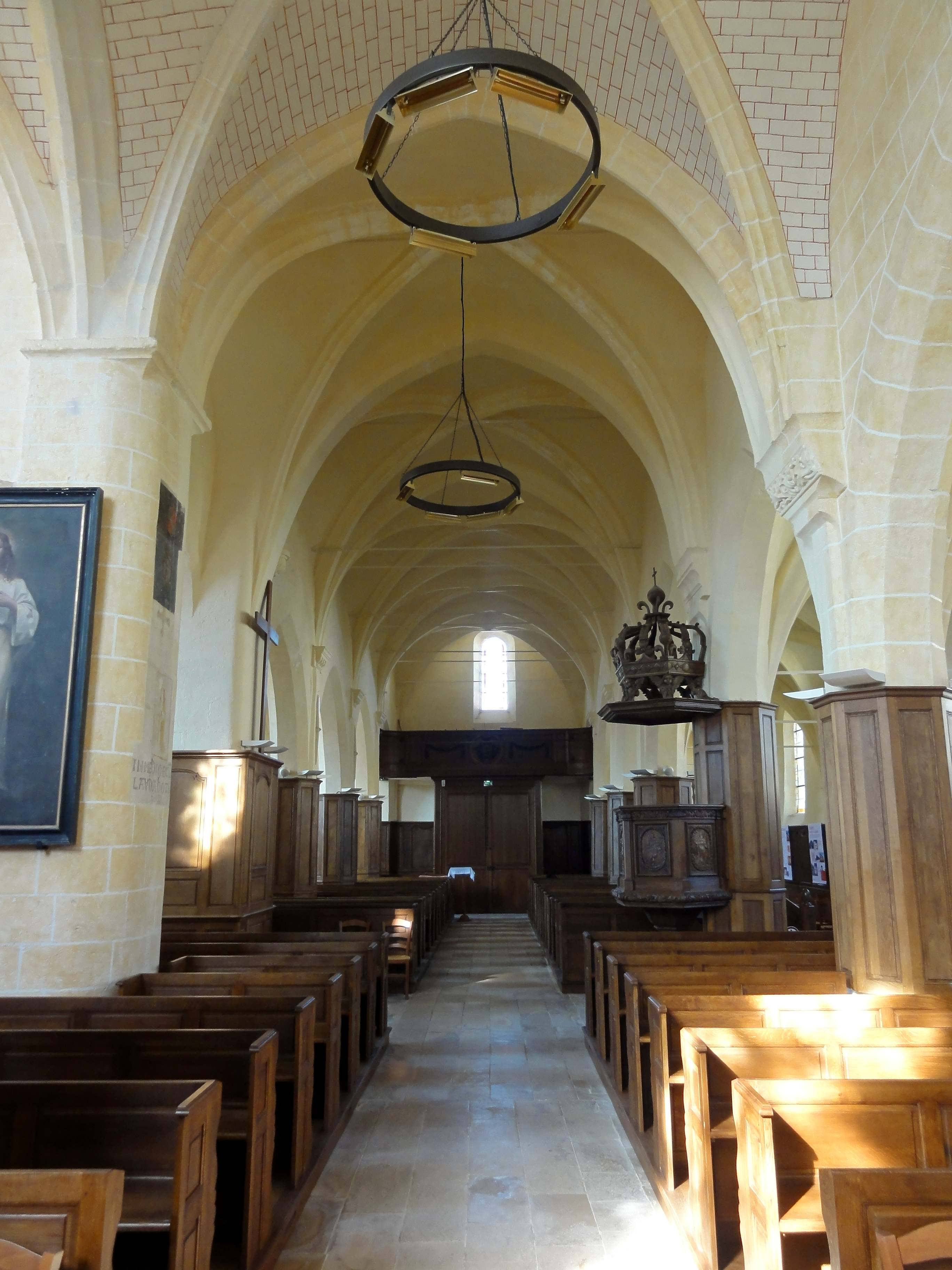
Vue vers l'ouest.
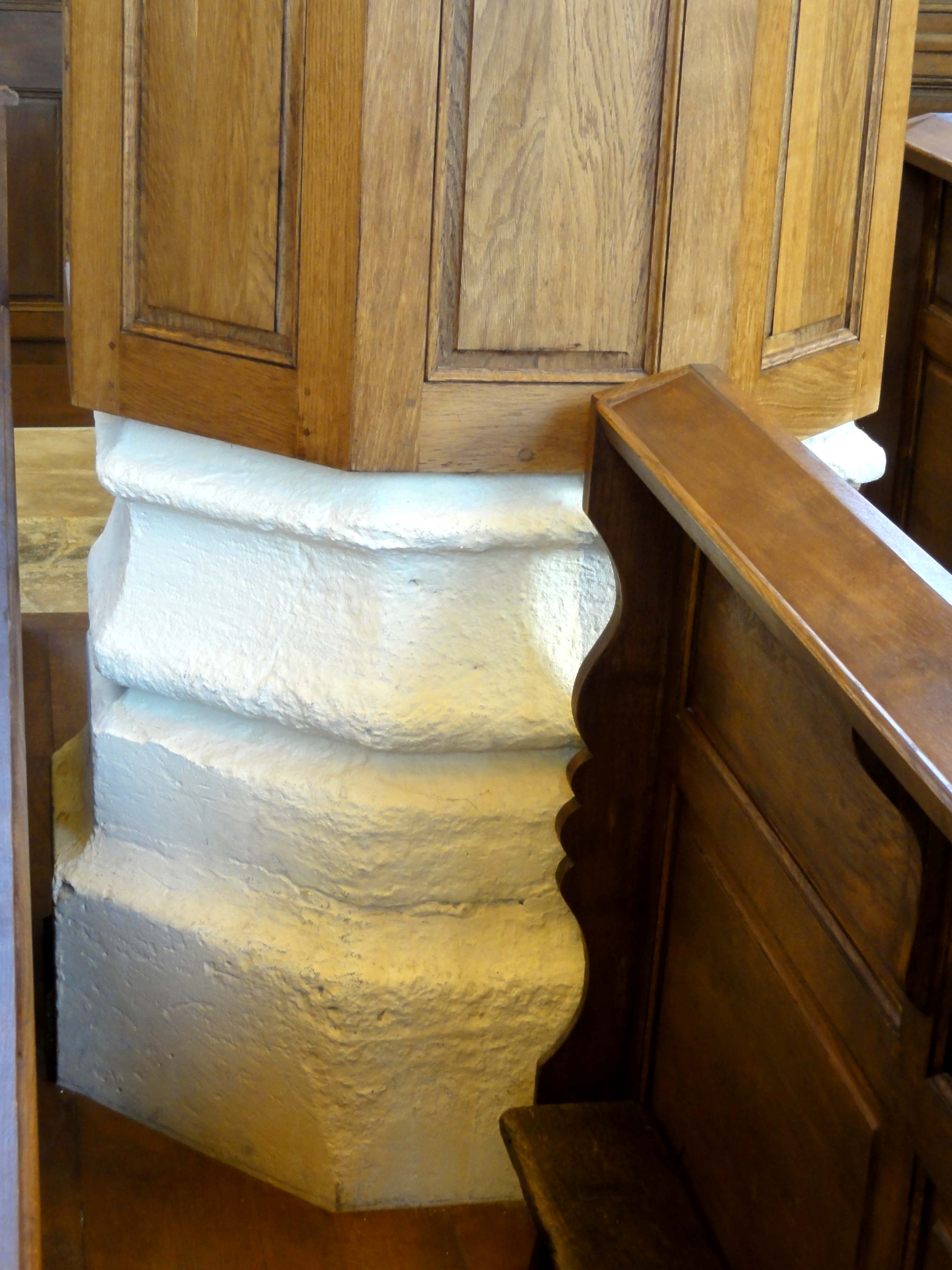
Base du pilier intermédiaire au sud.
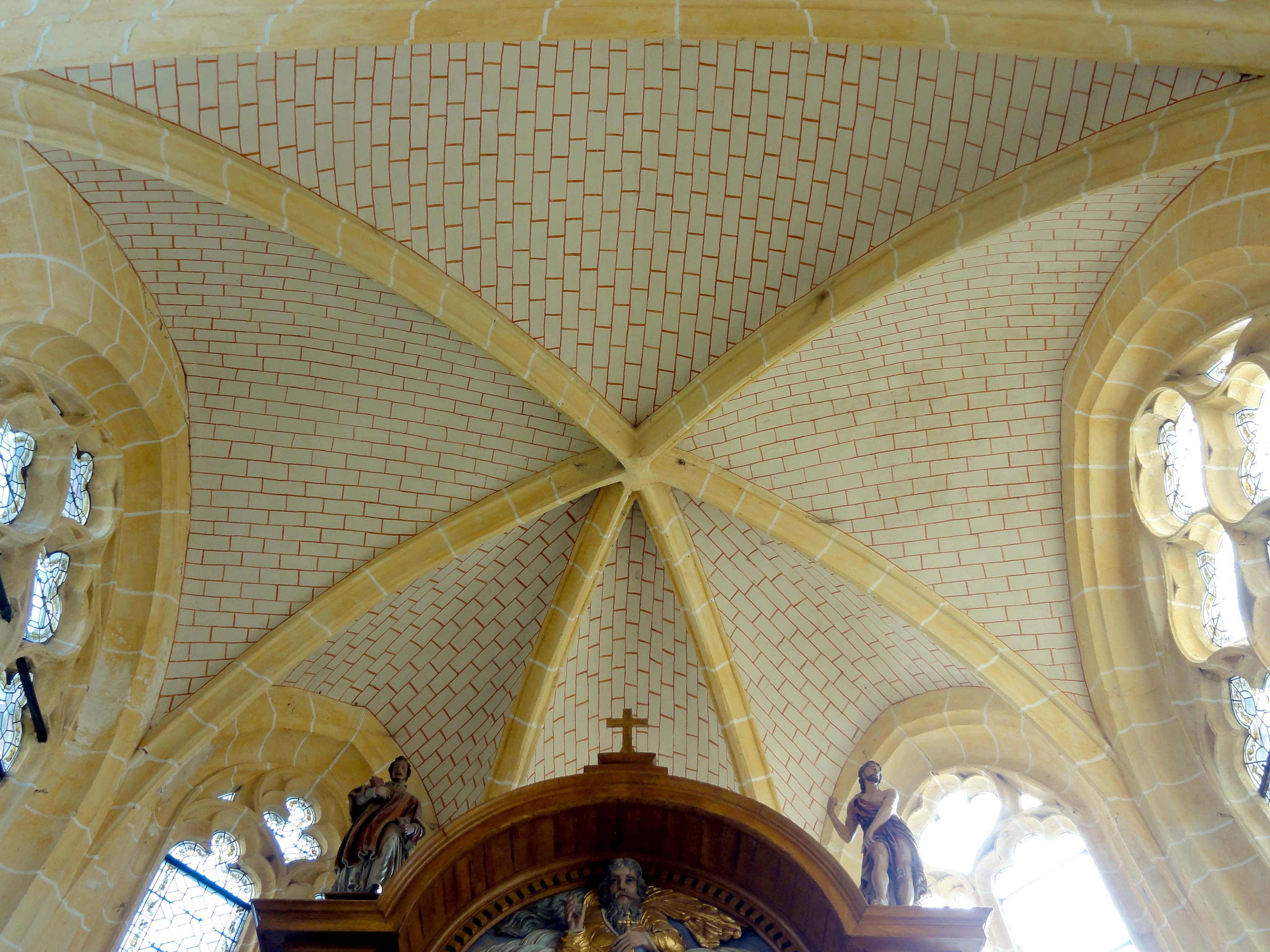
Voûte de l'abside.

#### Collatéraux

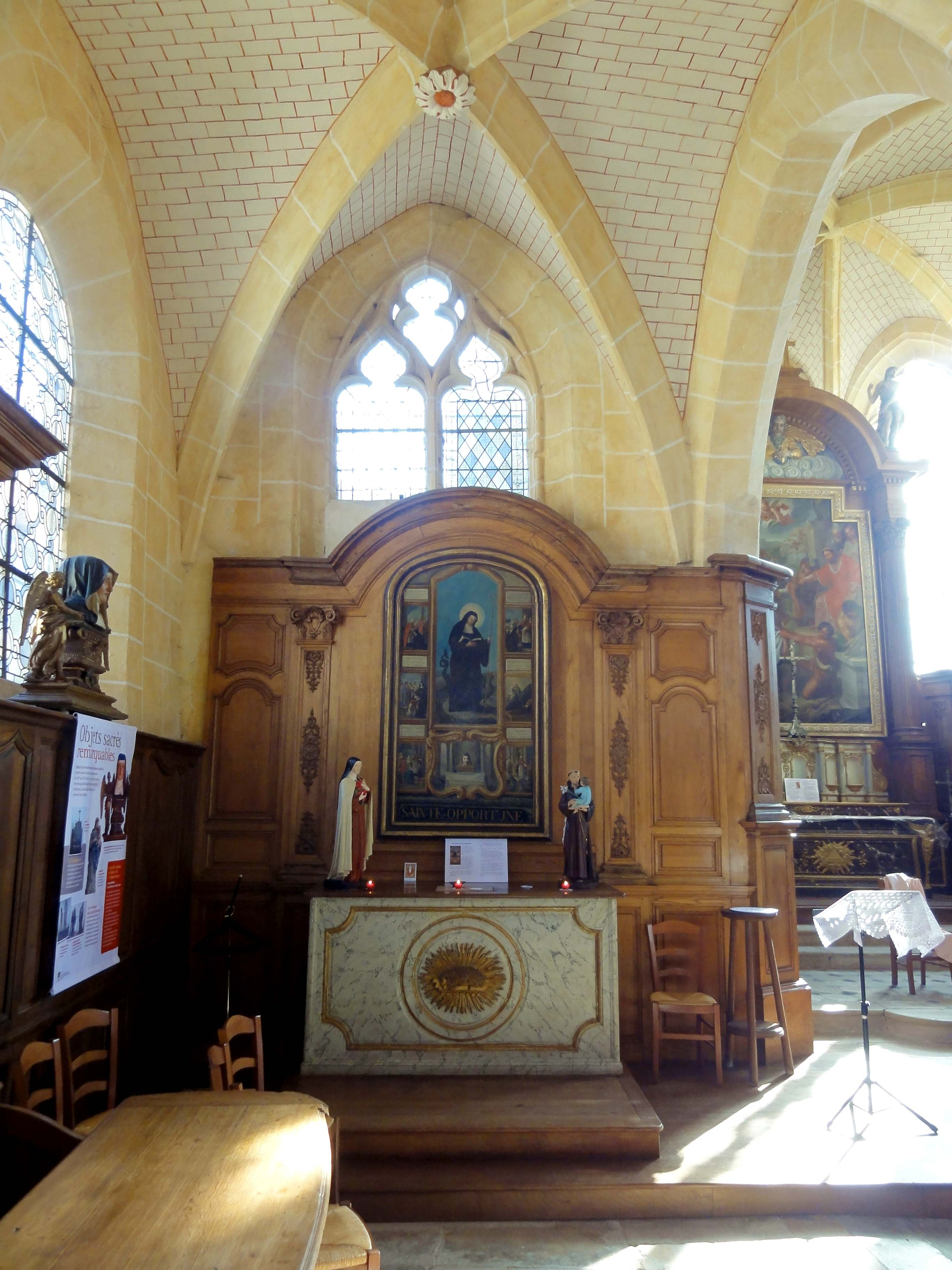
Chevet du bas-côté nord.

Les deux collatéraux du chœur sont de hauteur différente. Le collatéral nord s'apparente aux bas-côtés de la nef, comme l'indiquent déjà les grandes arcades. Les fenêtres latérales sont elles aussi analogues à celles des bas-côtés. Au chevet toutefois, l'on trouve une baie flamboyante, agrémentée d'un réseau très caractéristique de l'époque, composé de deux lancettes à têtes tréflées, surmontées d'un soufflet entre deux petits écoinçons ajourés, flanqués de deux mouchettes factices, sans vitrage. Cette fenêtre était bouchée jusqu'en 1989. La cohabitation de deux types de fenêtres aussi différentes dans une même partie de l'édifice, la datation du chevet des années 1510 et 1530, et la concordance des profils des nervures avec cette époque, donnent à penser que les fenêtres des bas-côtés et les fenêtres latérales du collatéral nord ont été repercées à l'époque moderne. Si les fenêtres en plein cintre pourraient concorder avec les voûtes de la nef, ce n'est pas le cas des voûtes des bas-côtés, et les fenêtres de la Renaissance ont plus couramment un remplage du type de celui qui s'observe au chevet du collatéral sud. Ici, la fenêtre, désaxée vers le nord, est toujours en arc brisé, mais le remplage est constitué de deux formes en plein cintre surmontées d'un oculus. Cette fenêtre a peut-être été refaite après les guerres de religion, à la fin du XVIe siècle. La gorge qui l'entoure est la même qu'au chevet du bas-côté nord et de l'abside. Les fenêtres sans remplage de la base du clocher et au sud du collatéral sud partagent le même type de moulure, et étant donné leurs dimensions importantes, il est probable qu'elles ont perdu, elles aussi, leur remplage d'origine. La baie méridionale de la dernière travée est bouchée, car la sacristie était attenante à cette travée. Les voûtes et leurs supports n'appellent aucune remarque particulière, sauf que la dernière voûte du bas-côté nord remplace un plafond plat et date seulement du début des années 1990. Le décor en faux-appareil et les clés de voûte correspondent au vaisseau central du chœur.

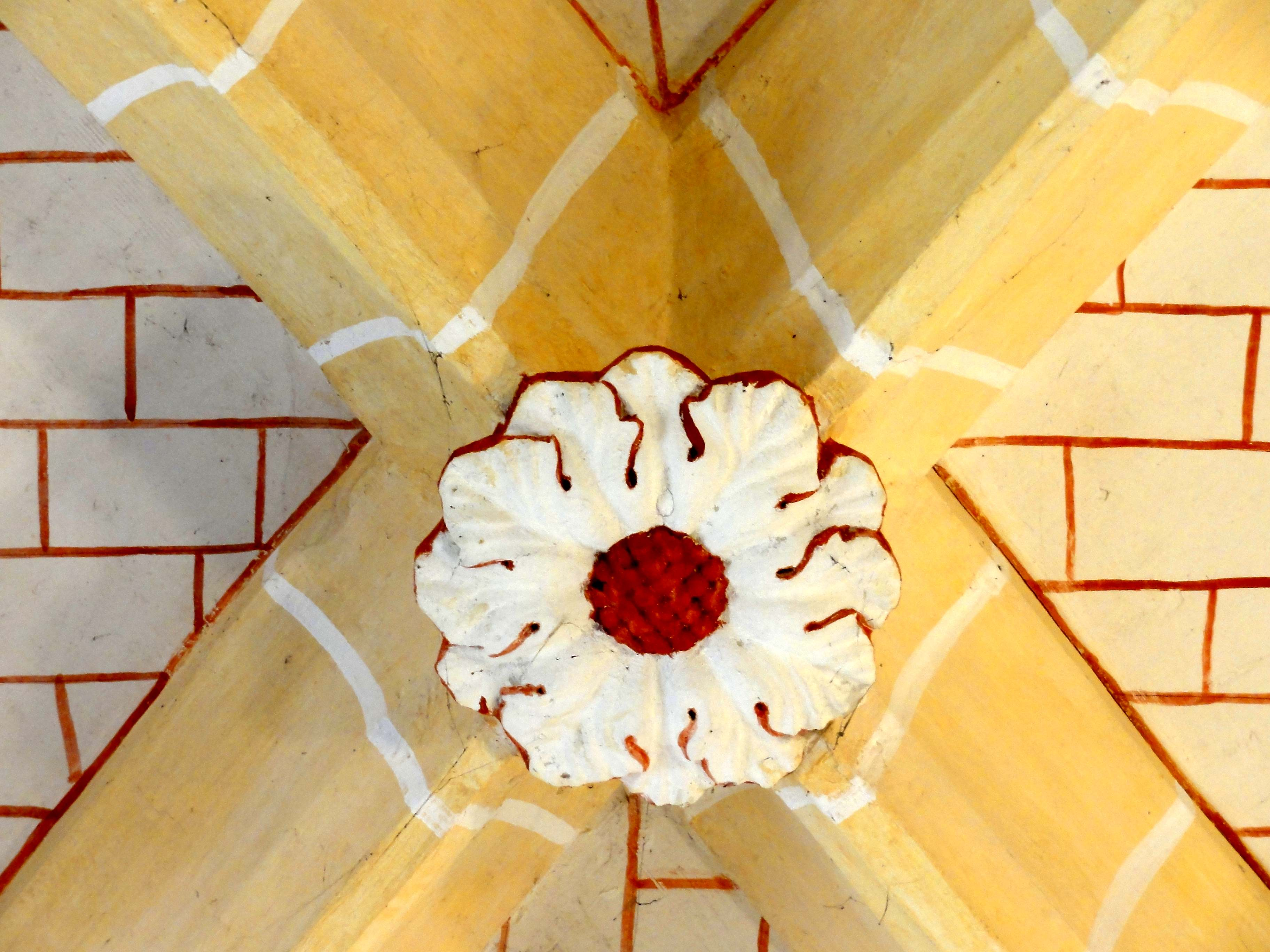
Collatéral nord, 6e travée, clé de voûte.
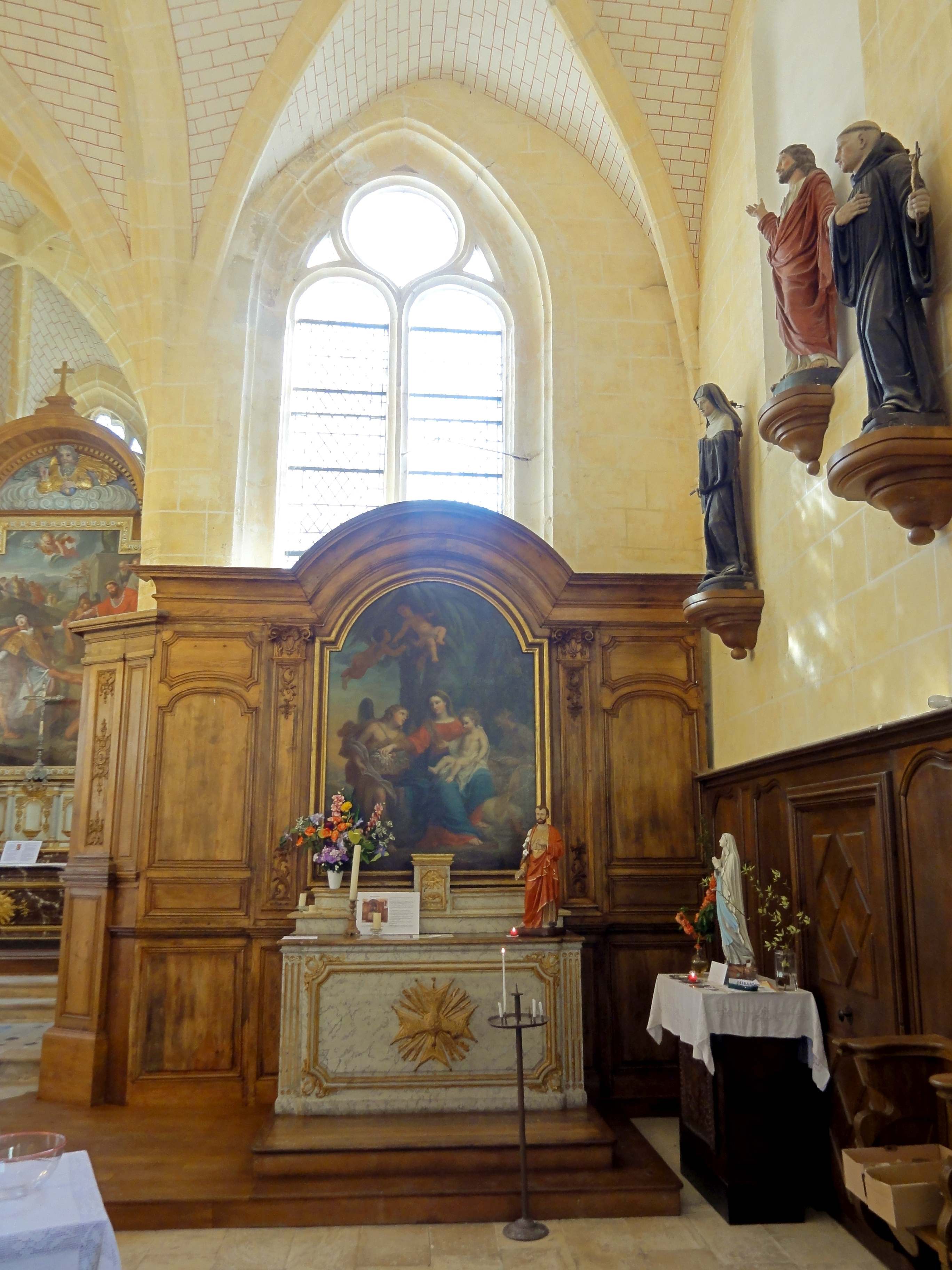
Collatéral sud, chevet.
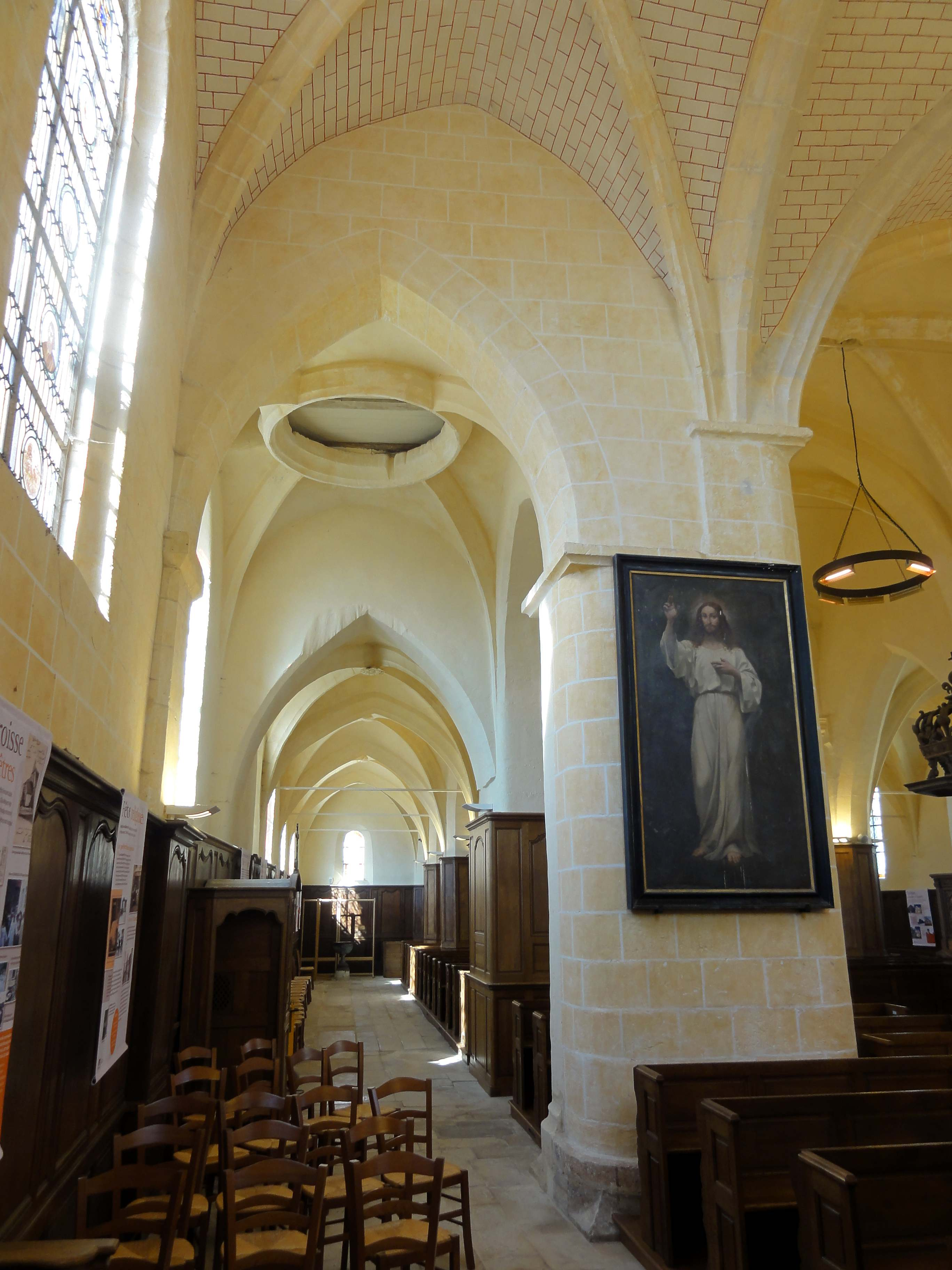
Collatéral sud, vue vers l'ouest.
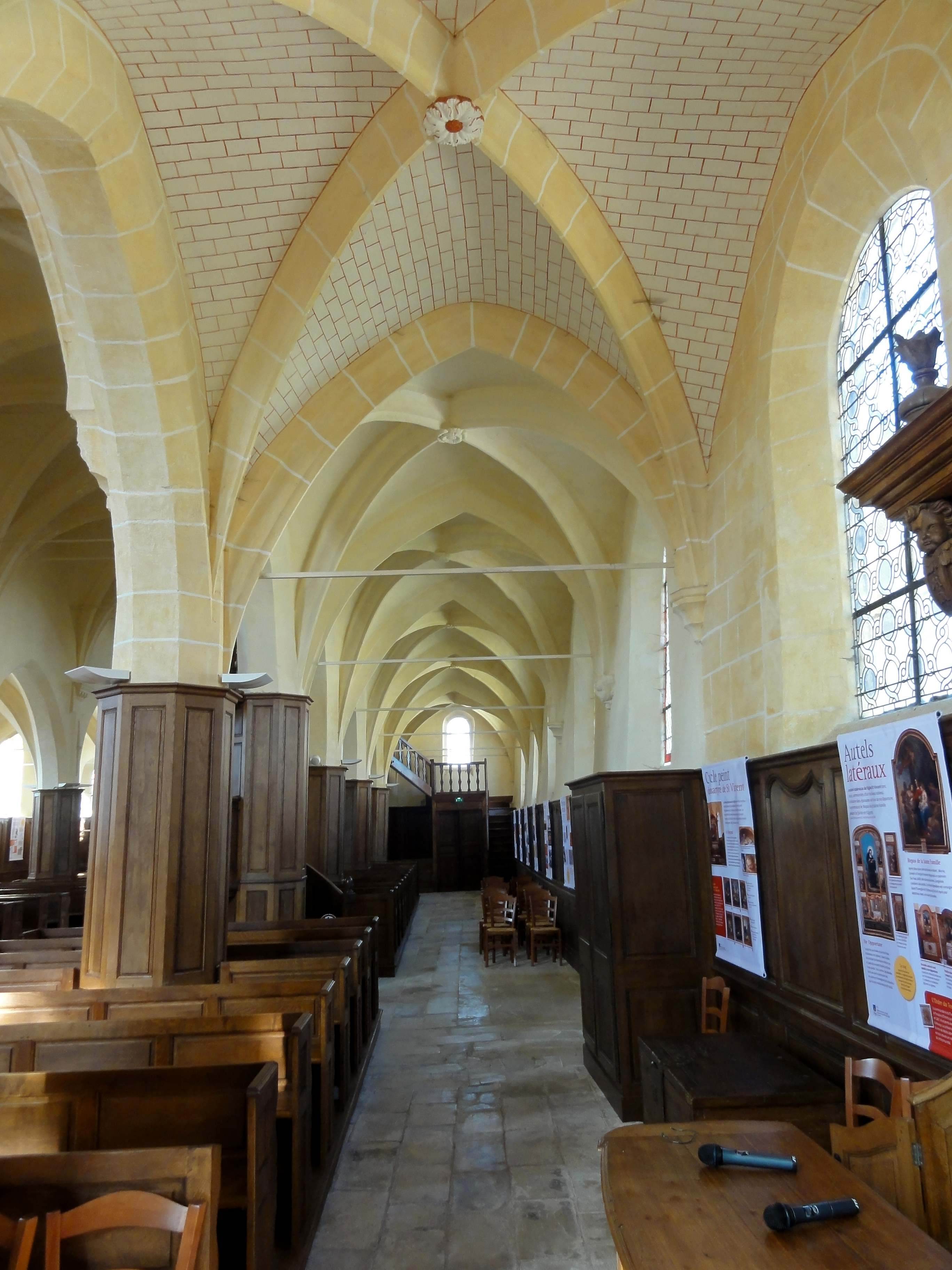
Collatéral nord, vue vers l'ouest.
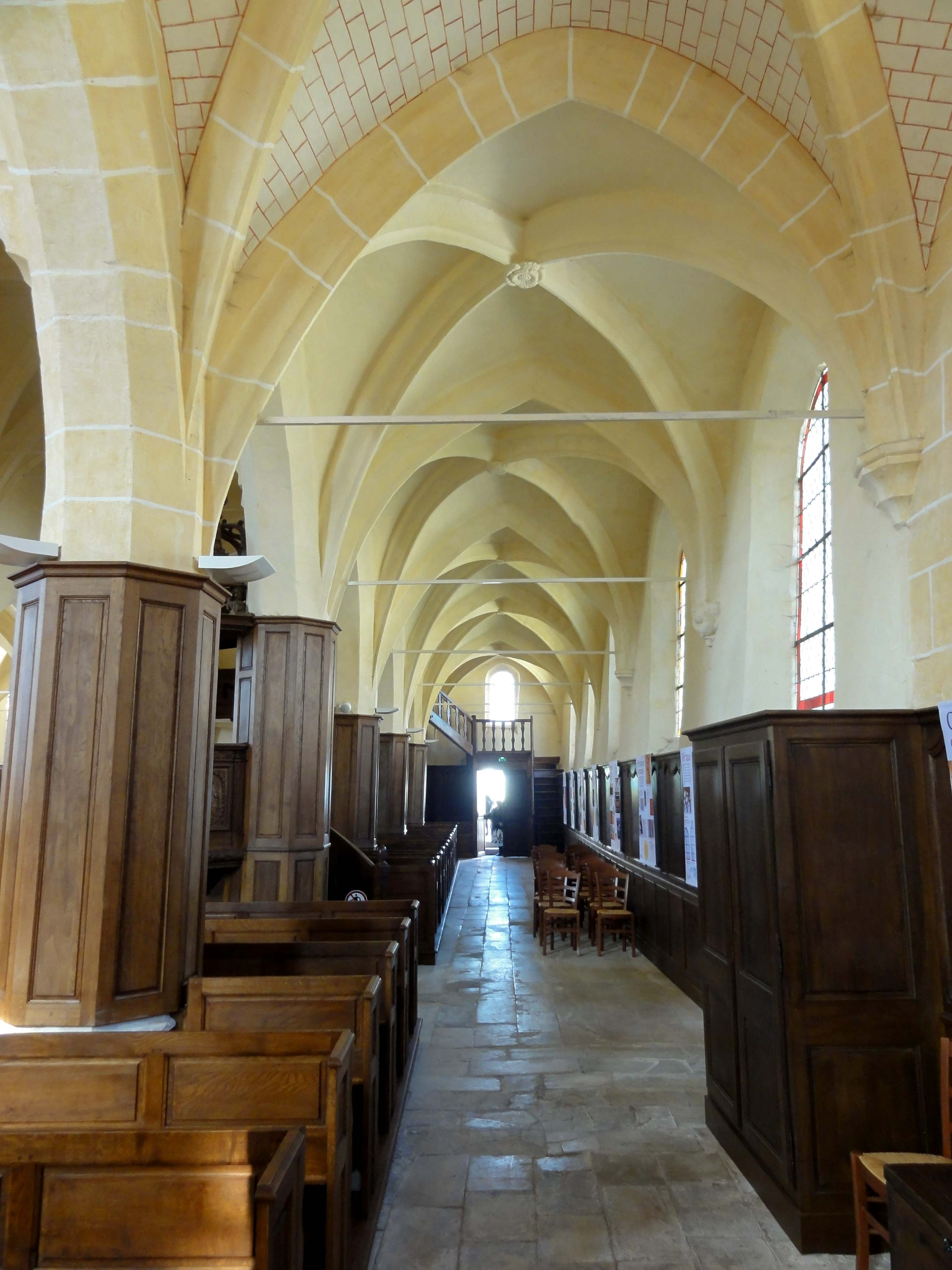
Collatéral nord, vue vers l'ouest.
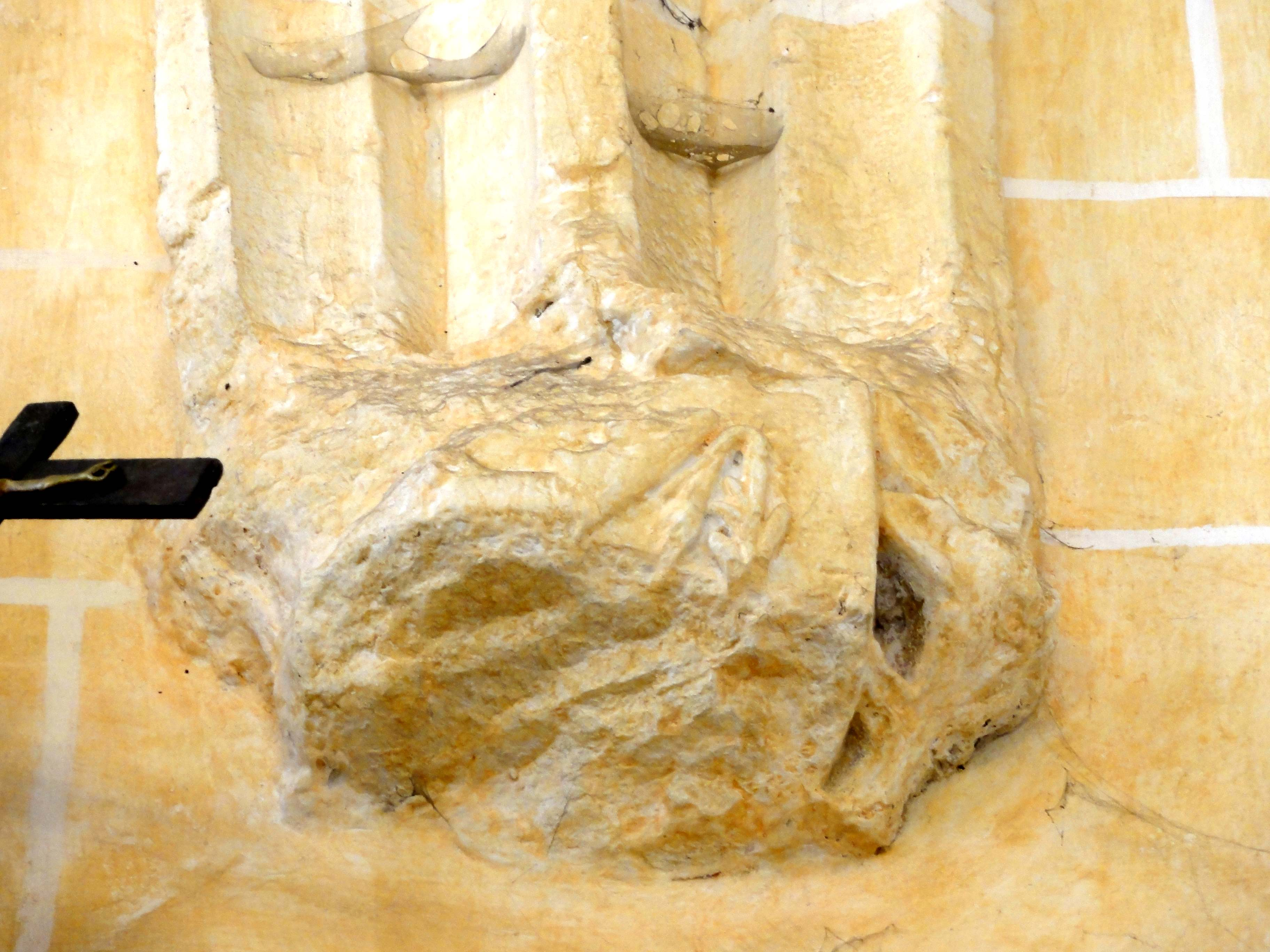
Cul-de-lampe bûché du collatéral sud.

### Extérieur

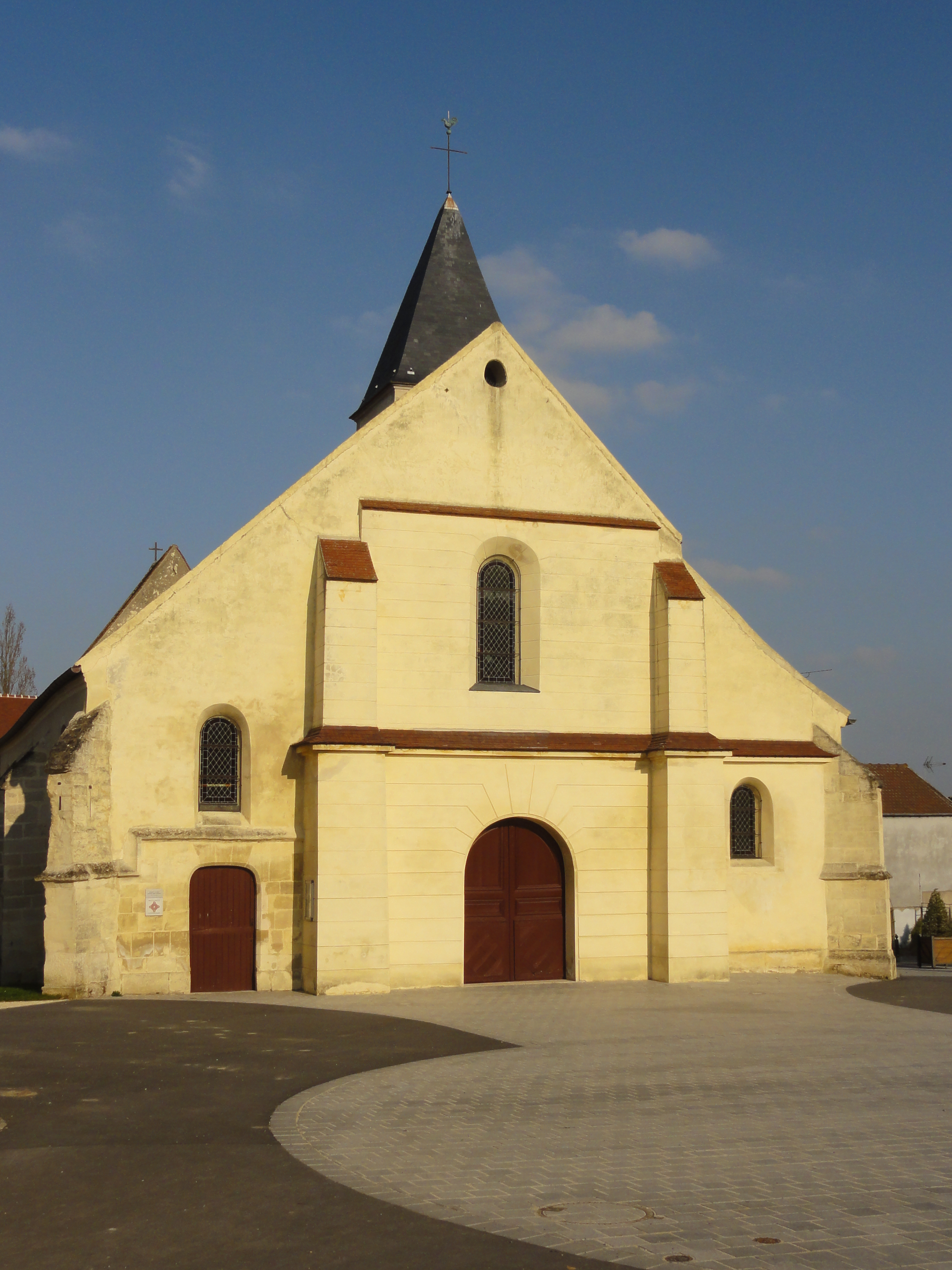
Façade occidentale.

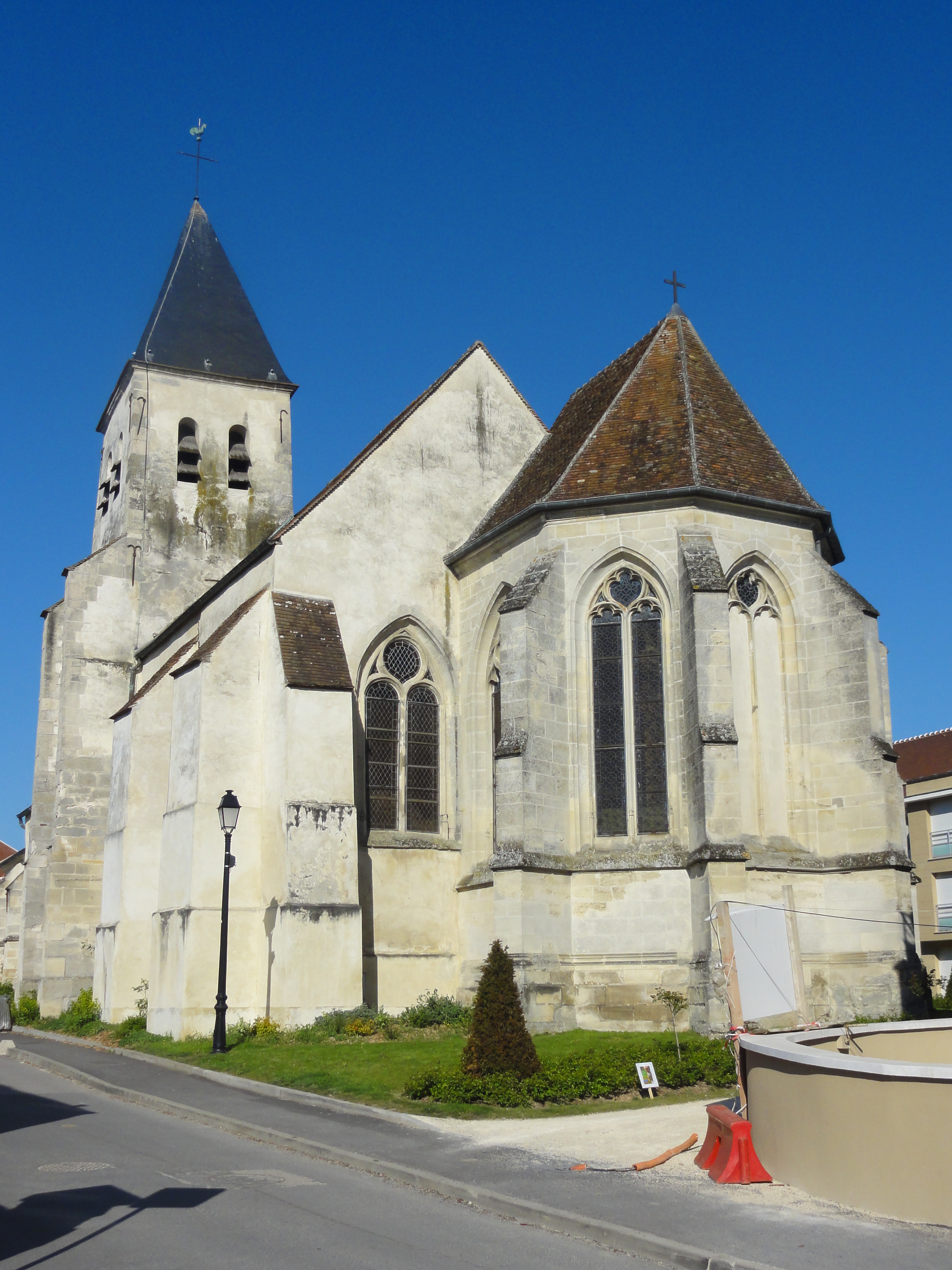
Vue depuis l'est.

La façade occidentale évoque, par ses proportions et son ordonnancement général, une église gothique, et le décor de bossages simples du mur occidental de la nef et de ses contreforts ne suffit pas pour suggérer un édifice néo-classique. En effet, la substance de la façade date en grande partie du début du XIIIe siècle, mais elle a beaucoup évolué depuis, et seules les fenêtres restent probablement en l'état. Comme déjà souligné, le portail n'a jamais existé sous cette forme avant la récente restauration, avec un arc en plein cintre et sans décoration aucune. L'on n'a pas voulu conserver le portail néo-classique, qui existait encore au moment du classement. Il ne concordait pas avec le style du reste de l'édifice, avec l'exception importante des fenêtres en plein cintre des bas-côtés, que l'on a pourtant maintenues telles quelles lors de la restauration. Il ne pouvait pas non plus être question d'inventer un portail gothique, d'autant plus que l'on ignore si le portail qui existait à la fin du XVIe siècle était de style flamboyant ou gothique primitif. Mais dans la logique des choses, il aurait pu paraître pertinent de restituer au moins l'arc en tiers-point du portail, et de renoncer aux bossages, qui correspondent au style néo-classique désapprouvé par les restaurateurs. À l'instar des parties de la façade correspondant aux bas-côtés, les murs devaient simplement être enduits après l'achèvement de l'église. C'est sans doute lors du voûtement des bas-côtés, vers 1530, que le portail en anse de panier du bas-côté nord a été aménagé, et que les contreforts obliques aux angles ont été construits. Ils sont exécutés en pierre de taille et scandés par un larmier, qui se poursuit sur les élévations latérales des bas-côtés, où il marque la limite des allèges, conformément à l'usage à la période flamboyante. À gauche du portail latéral, le larmier comporte une section verticale pour passer au-dessus du portail. Les contreforts s'amortissent par un glacis formant larmier. Avec les fenêtres en plein cintre du XVIIe ou XVIIIe siècle et le larmier, ce sont les seuls éléments structurants des bas-côtés. À gauche du clocher, une cage d'escalier avec toit en appentis fait saillie.
Le clocher est purement fonctionnel. Il se compose de sa base, en l’occurrence la cinquième travée du bas-côté sud ; d'un étage intermédiaire aveugle ; d'un étage de beffroi ; et d'une pyramide en charpente, qui est couverte d'ardoise. Il n'y a de contreforts que du côté sud. Très saillants, ils sont scandés par un seul larmier, et s'achèvent par un glacis couvert de tuiles à la fin de l'étage intermédiaire. Celui-ci conserve les traces d'anciennes baies bouchées. L'étage de beffroi est ajouré de deux petites baies abat-son en plein cintre sur chaque face, et se termine par une corniche moulurée. Le collatéral sud du chœur, dont l'intérieur séduit par un voûtement à la même hauteur que le vaisseau central, se remarque à l'extérieur par une architecture grossière. Le contrefort à l'intersection entre les deux travées, et les deux contreforts orthogonaux à l'angle sud-est, paraissent disproportionnés. Ils se retraitent deux fois grâce à un fruit, et se terminent par un glacis couvert de tuiles. La fenêtre bouchée de la seconde travée, et la porte de la sacristie également bouchée en dessous, ajoutent au caractère rustique de la construction. Seule l'abside paraît construite avec soin. Une plinthe moulurée en fait le tour après la quatrième assise. Les murs sont en pierre de taille, et le remplage flamboyant des fenêtres est d'un bel effet. Les fenêtres occupent tout l'espace disponible entre deux contreforts, et s'ouvrent au-dessus d'un glacis. Au même niveau, les contreforts sont munis d'un larmier présent sur les trois faces. Ils sont scandés par un second larmier présent seulement sur la face frontale, et s'amortissent par un glacis formant larmier, cette fois-ci sans couverture de tuiles. Les murs se terminent par une discrète corniche moulurée.

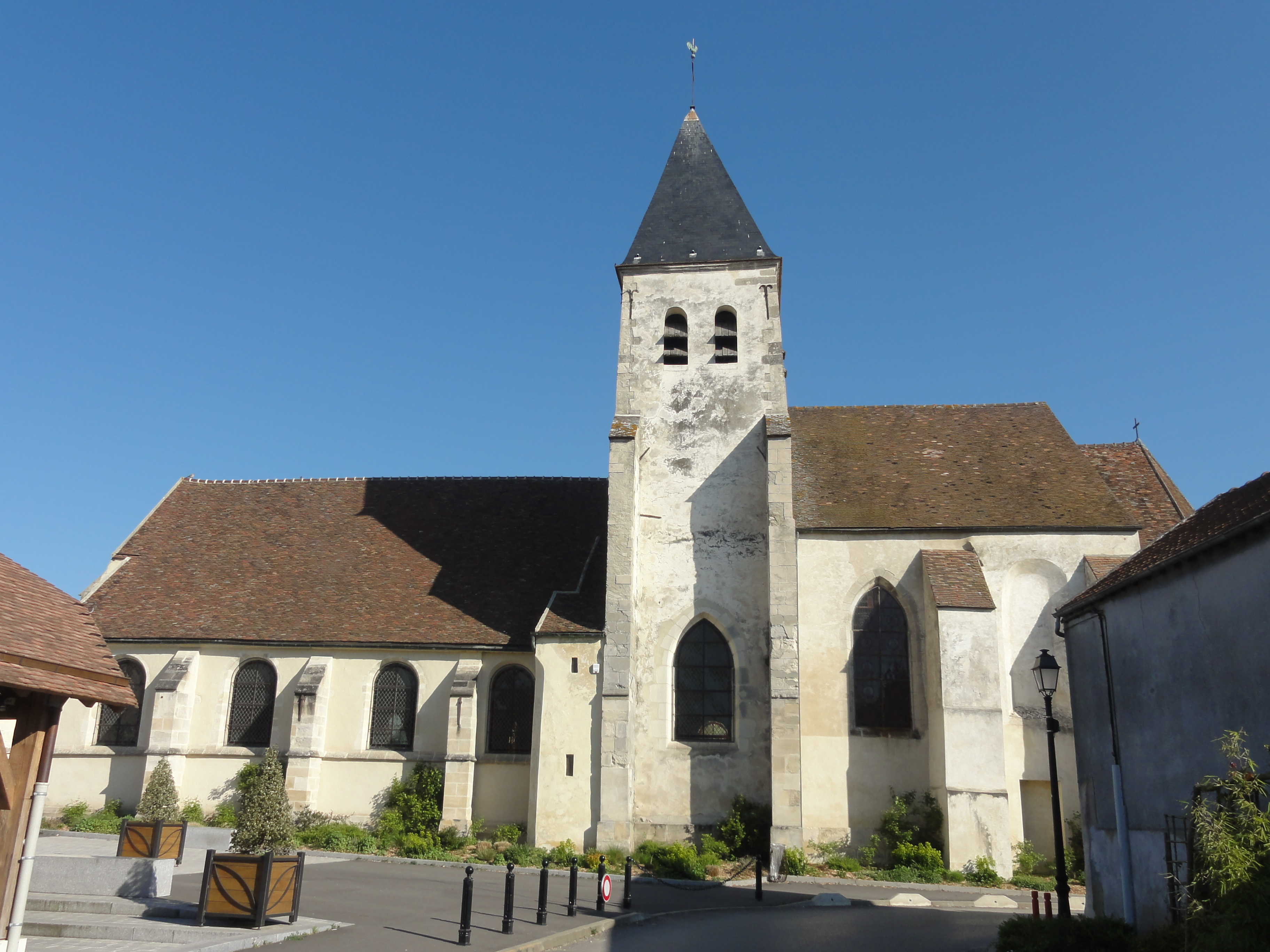
Vue depuis le sud.
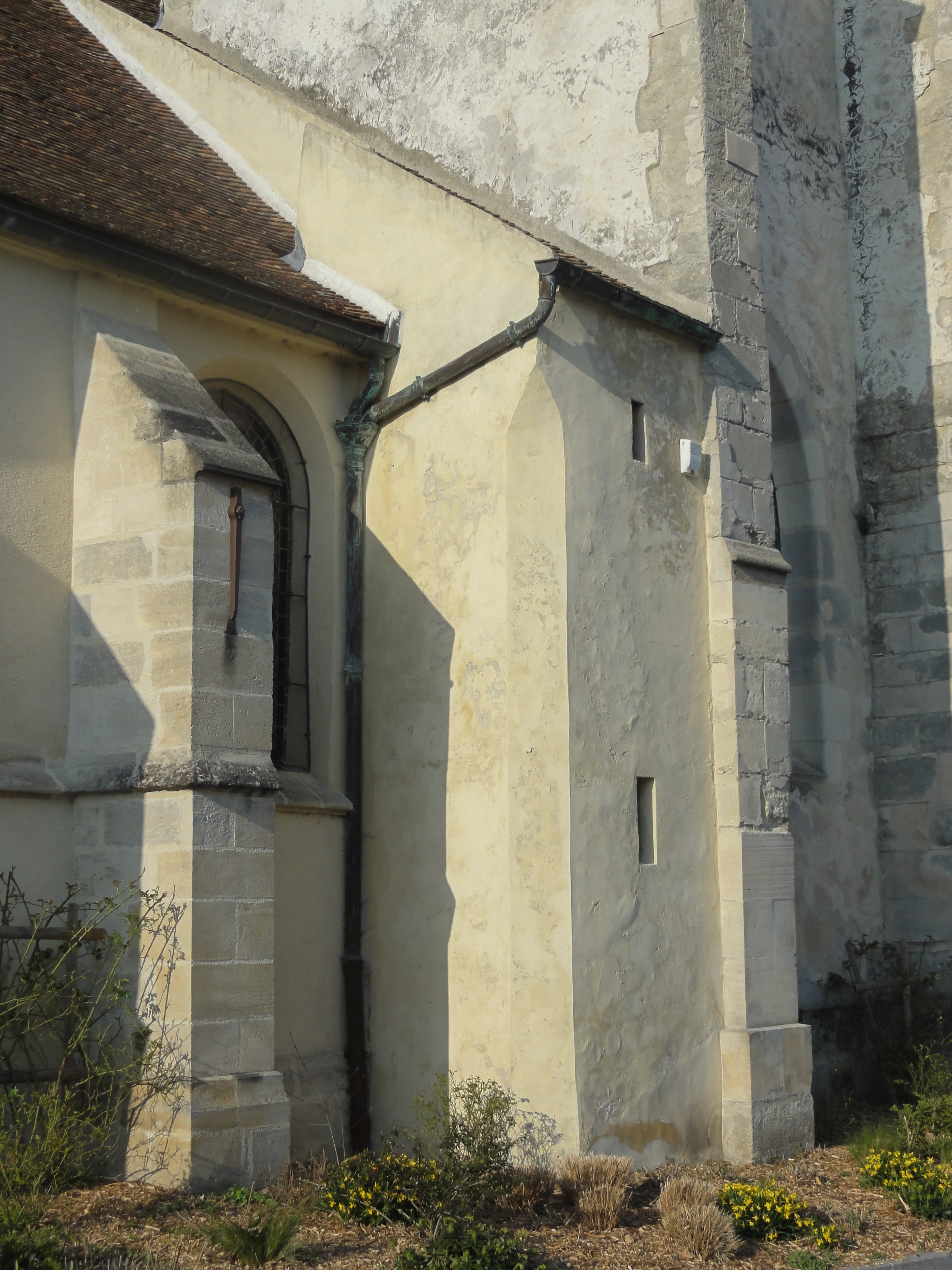
Cage d'escalier.
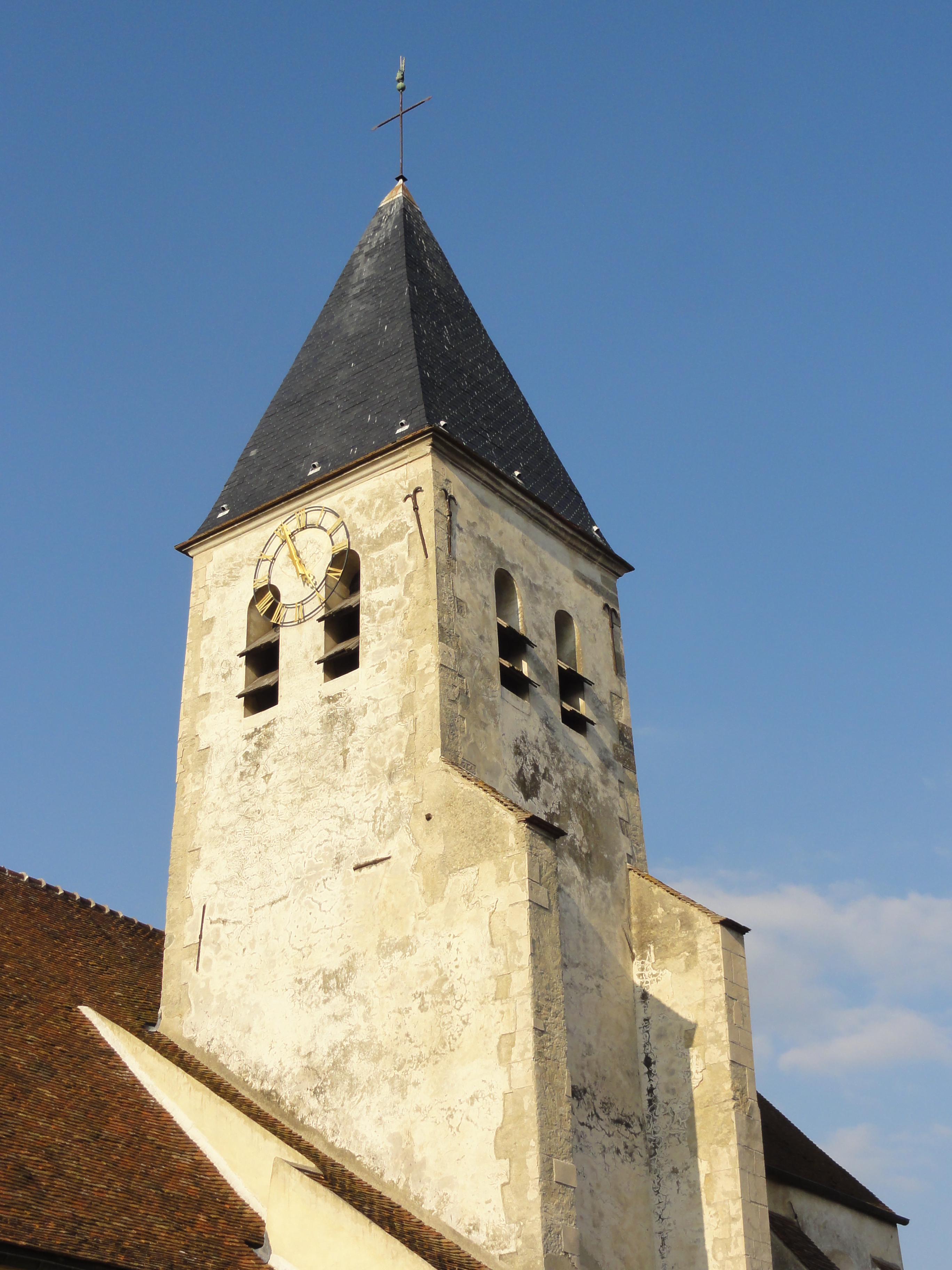
Clocher.
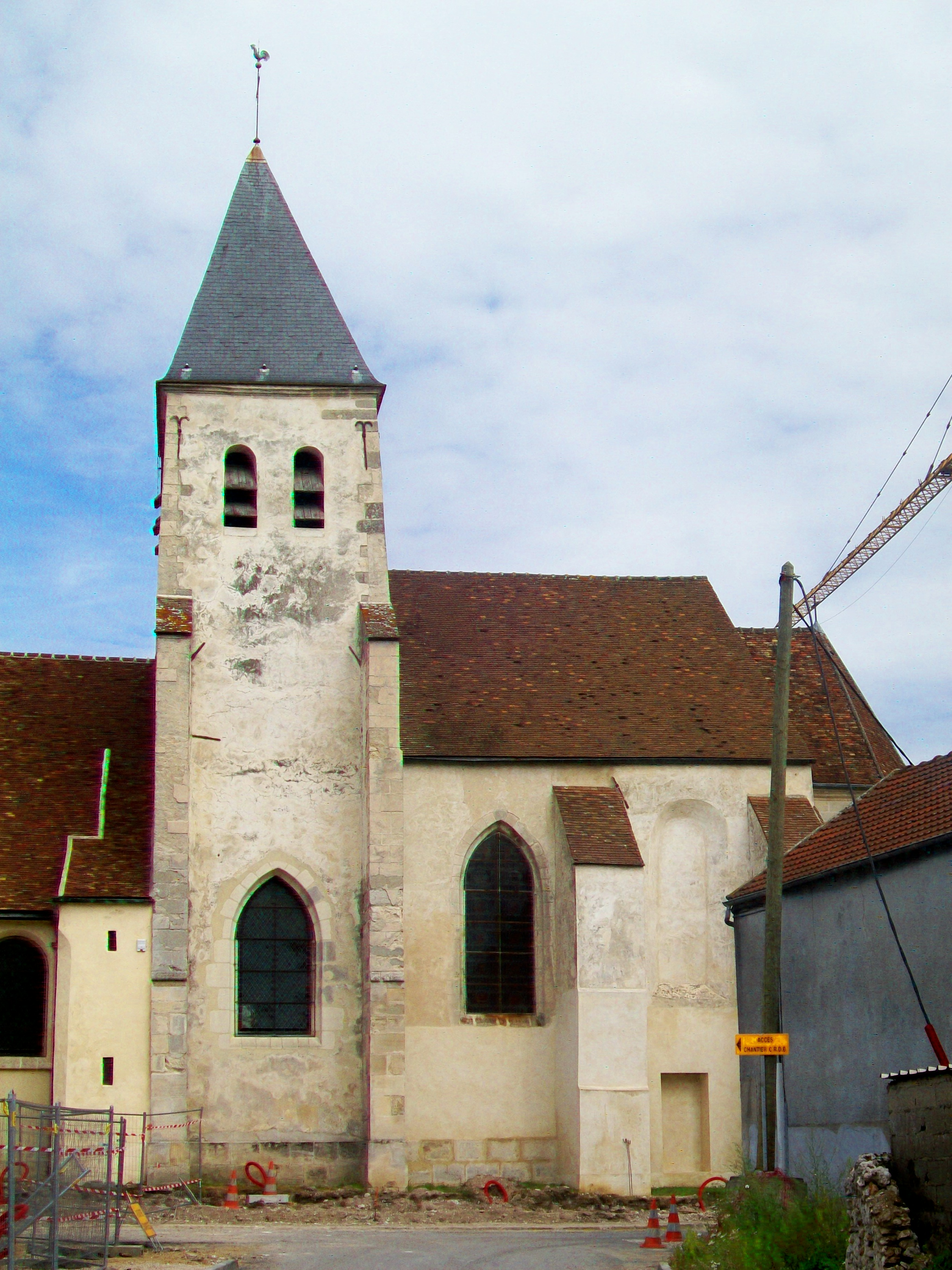
Clocher et collatéral sud.
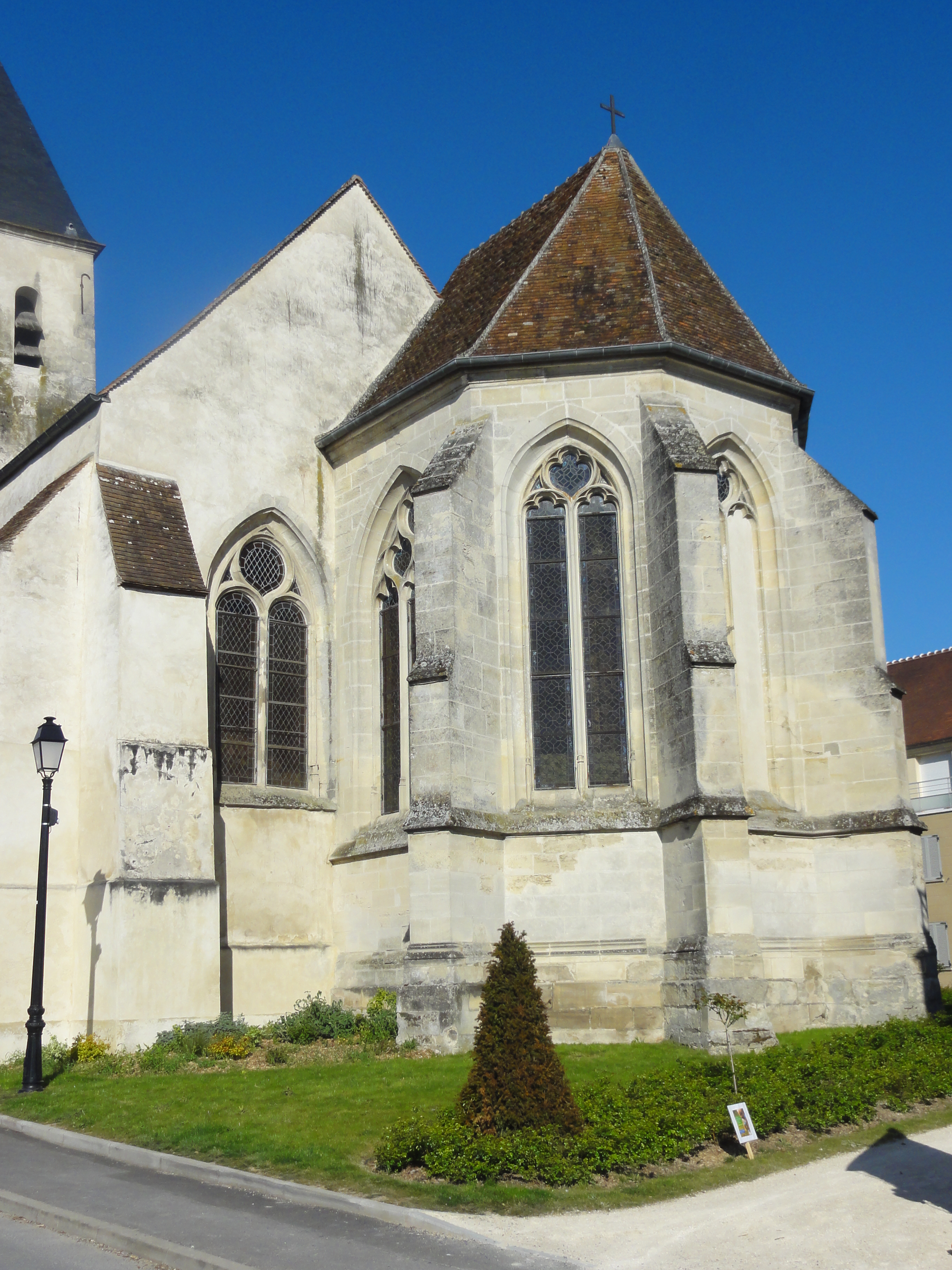
Chevet.
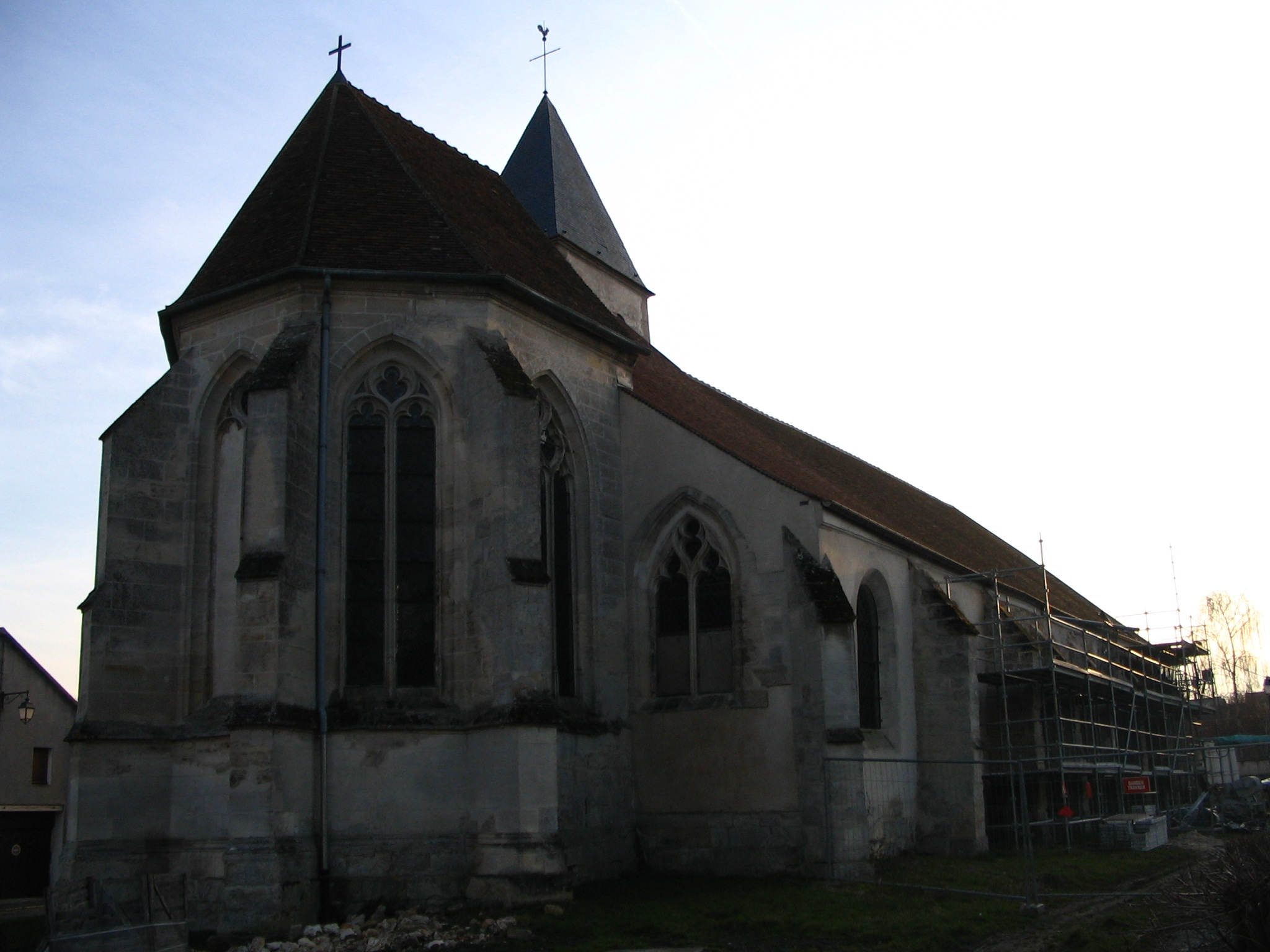
Vue depuis le nord-est.

## Mobilier
Parmi le mobilier de l'église, sept éléments ou ensembles sont classés monument historique au titre objet, ainsi que la cloche et trois dalles funéraires. La plus grande partie du mobilier est ainsi protégé, à l'exception des autels au chevet des collatéraux ; du retable du collatéral sud avec son tableau ; du tableau du Sacré-Cœur dans le collatéral sud ; des trois statues au-dessus de l'ancienne porte de la sacristie ; et des fonts baptismaux.

### Peintures murales

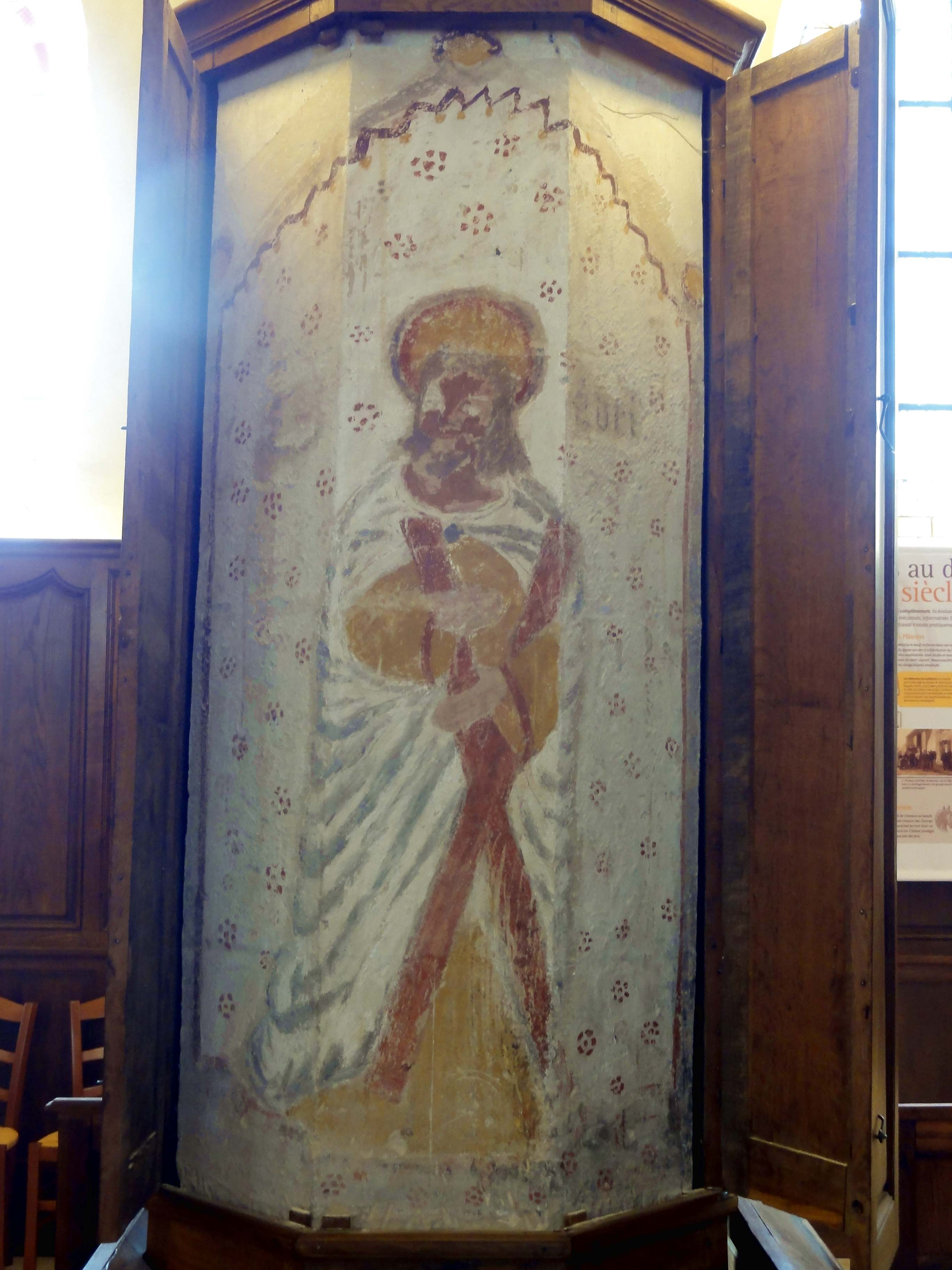
Peinture murale : Saint André.

- Cinq des sept piliers octogonaux de la nef conservent des peintures murales représentant des Apôtres, probablement associées à des croix de consécration selon l'usage général. Par coïncidence, l'église possède douze piliers, soit un pour chacun des Douze Apôtres : initialement, les autres devaient aussi y être. L'on ignorait tout à fait l'existence de ces peintures jusqu'en 2009. Elles étaient doublement cachées sous une couche de badigeons blancs, et par les boiseries du XVIIIe siècle. Afin de ne pas cacher de nouveau ces œuvres après la remise en place des boiseries, l'architecte en chef Jacques Moulin a eu l'idée astucieuse de rendre les boiseries ouvrantes, tel un placard. Les Apôtres sont représentés de face et en pied, avec leur attribut. Il y a un décor d'arrière-plan évoquant des tentures, avec des fleurettes réalisées au pochoir. Les teintes dominantes sont l'ocre jaune, l'ocre rouge-brun, le blanc et le gris foncé, utilisé pour les cheveux et le drapé. La peau des mains et des visages est généralement représentée en couleur chair, sauf pour la tête d'saint André. C'est saint André qui est le mieux conservé. Saint Jacques le Majeur et saint Philippe sont également assez clairement identifiables. L'on date les peintures murales de la fin du Moyen Âge[17],[9].
- Deux litres funéraires superposées sont visibles au nord de la pile nord-est du clocher et du pilier intermédiaire sud du chœur. Elles seraient aux armes des Bouteiller (et non des comtes) de Senlis et des comtes Orléans[15],[21].
- Au nord de la pile nord-est du clocher, en dessous d'une litre funéraire, l'on voit une femme en prière, probablement une religieuse, au milieu d'un rectangle tracé en rouge. En dessous, l'inscription en latin, « IN MEDIO ECLE[SIAE] LAUDABOTE », tiré du Bible Crampon 1923/Psaumes 1 22,23 : au milieu de l'assemblée, je te louerai ou je te célébrerai au milieu de l'assemblée[15].
- La face occidentale de la même pile est également peinte. Ici, il s'agit d'une peinture en trompe-l'œil, qui devait prolonger visuellement la clôture du chœur en fer forgé de la seconde moitié du XVIIe siècle, mentionnée encore par l'historien local Maurice Lecomte (1869-1937) en 1904. Au siècle suivant, les boiseries devaient cacher cette peinture, et les artisans chargés de l'installation des boiseries de l'abside ont esquissé au-dessus le couronnement du retable et le gabarit de ses moulures. Ce type de témoignage du travail des artisans au quotidien est très rarement conservé[9],[22].

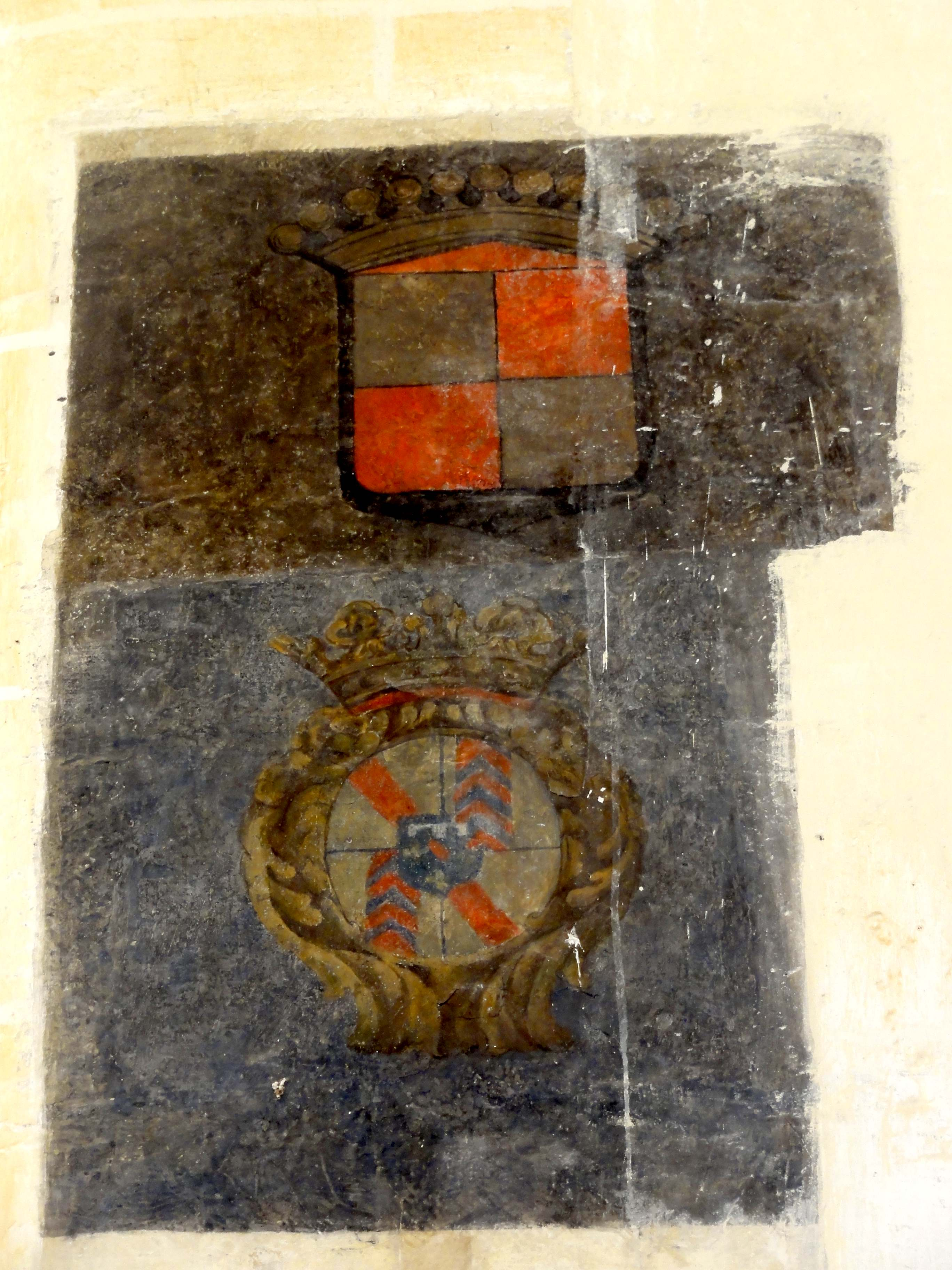
Litres funéraires.
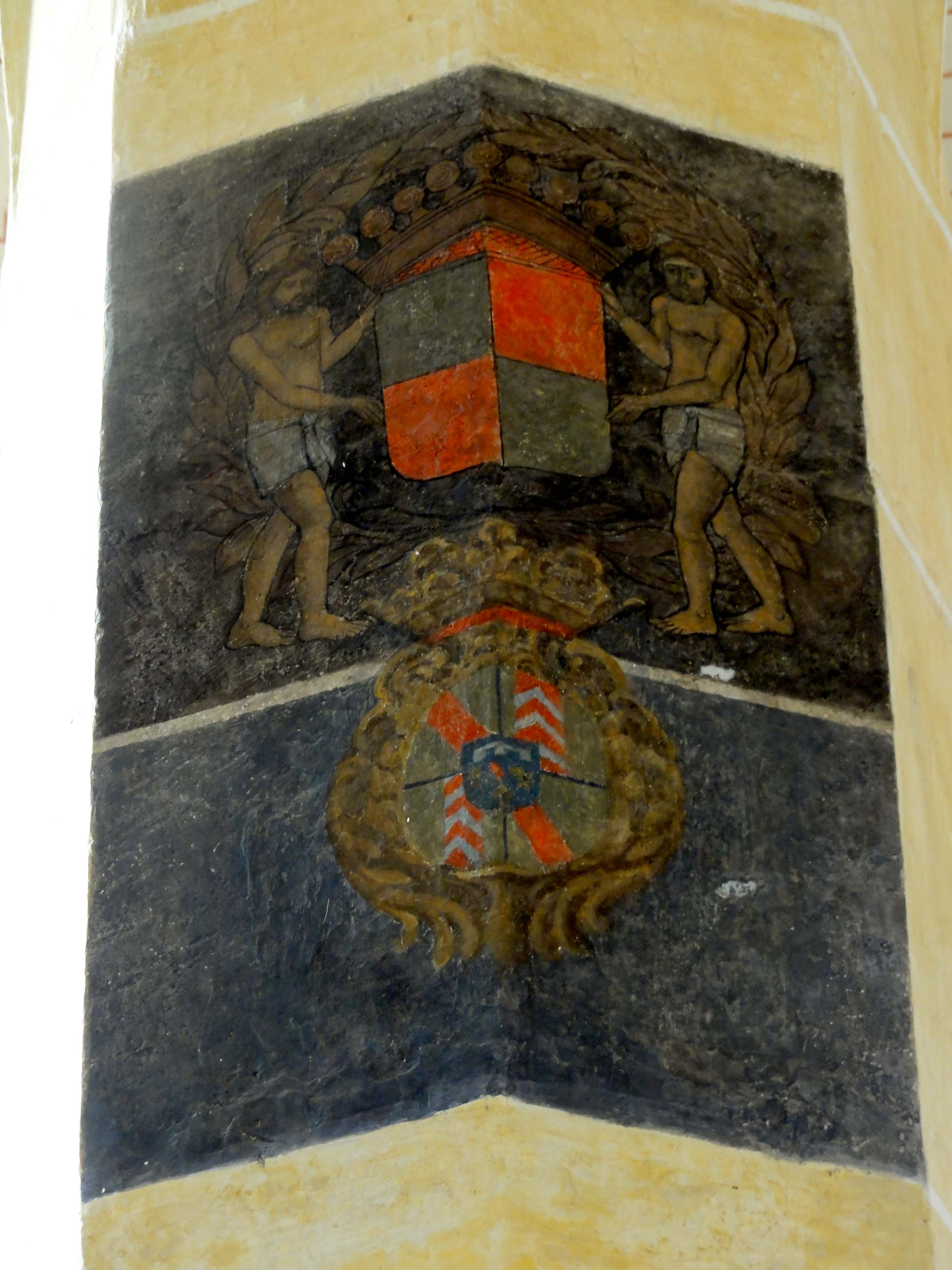
Litres funéraires.
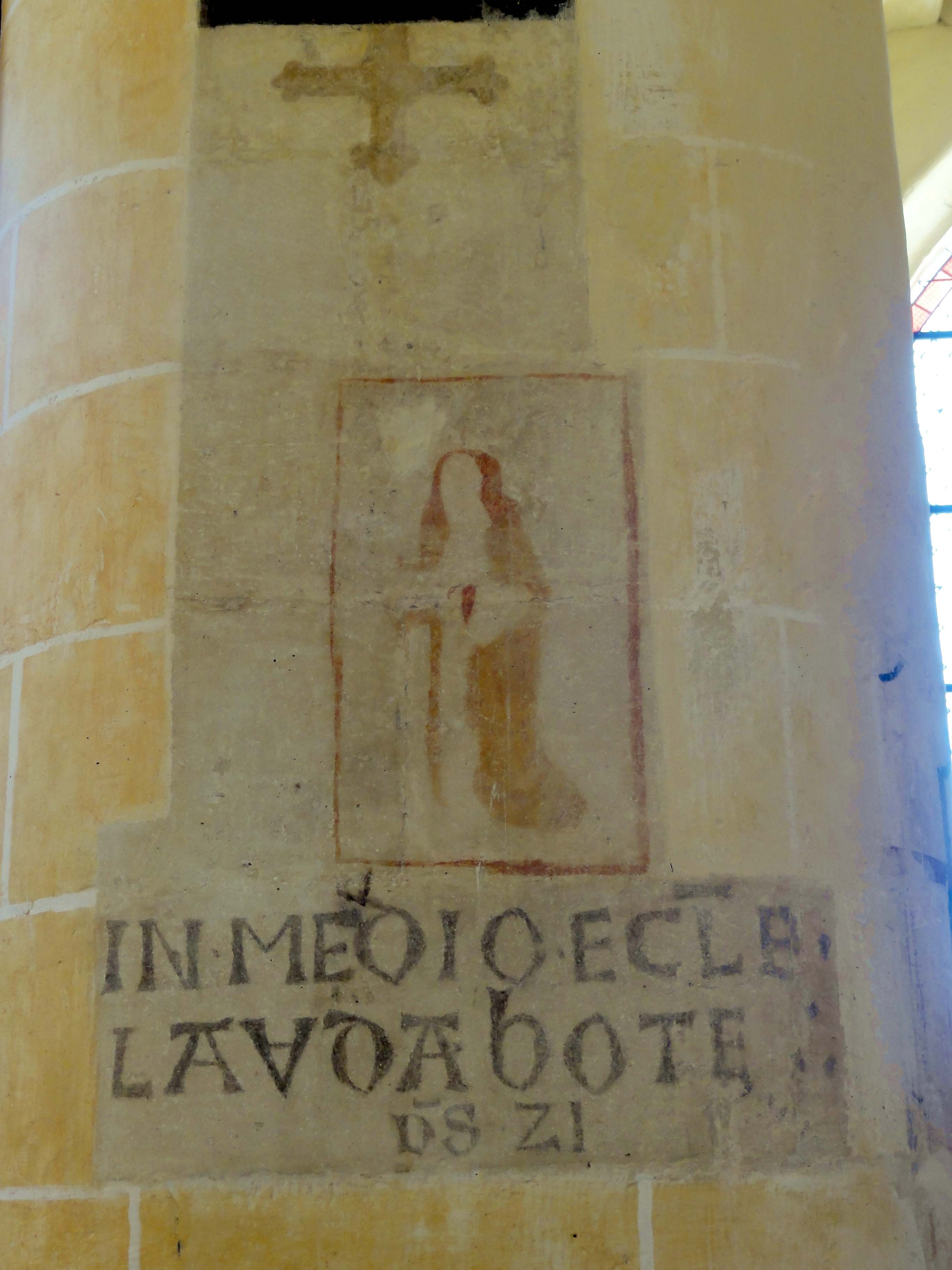
Au milieu de l'assemblée, je te louerai.
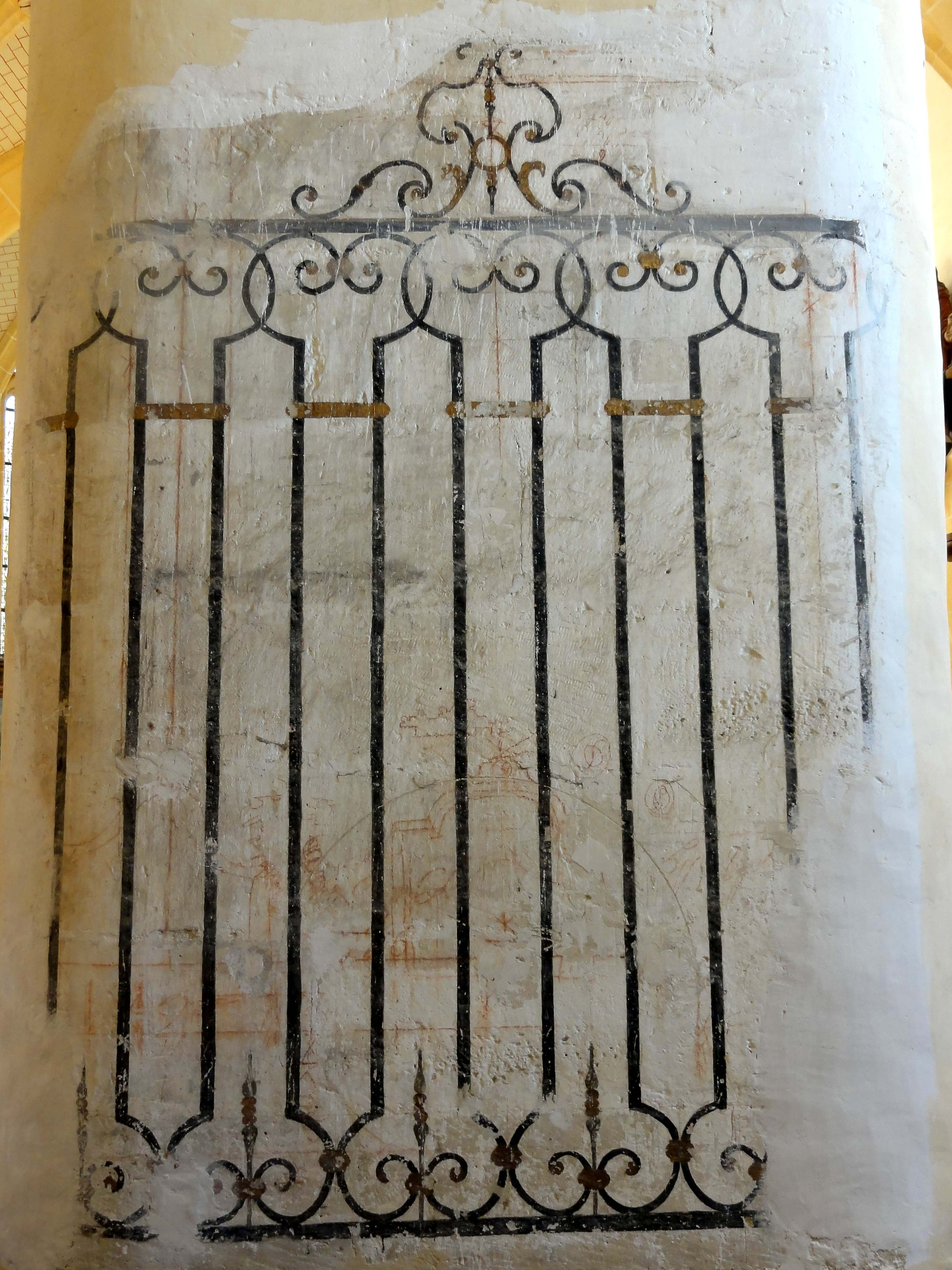
Grille en trompe-l'œil.
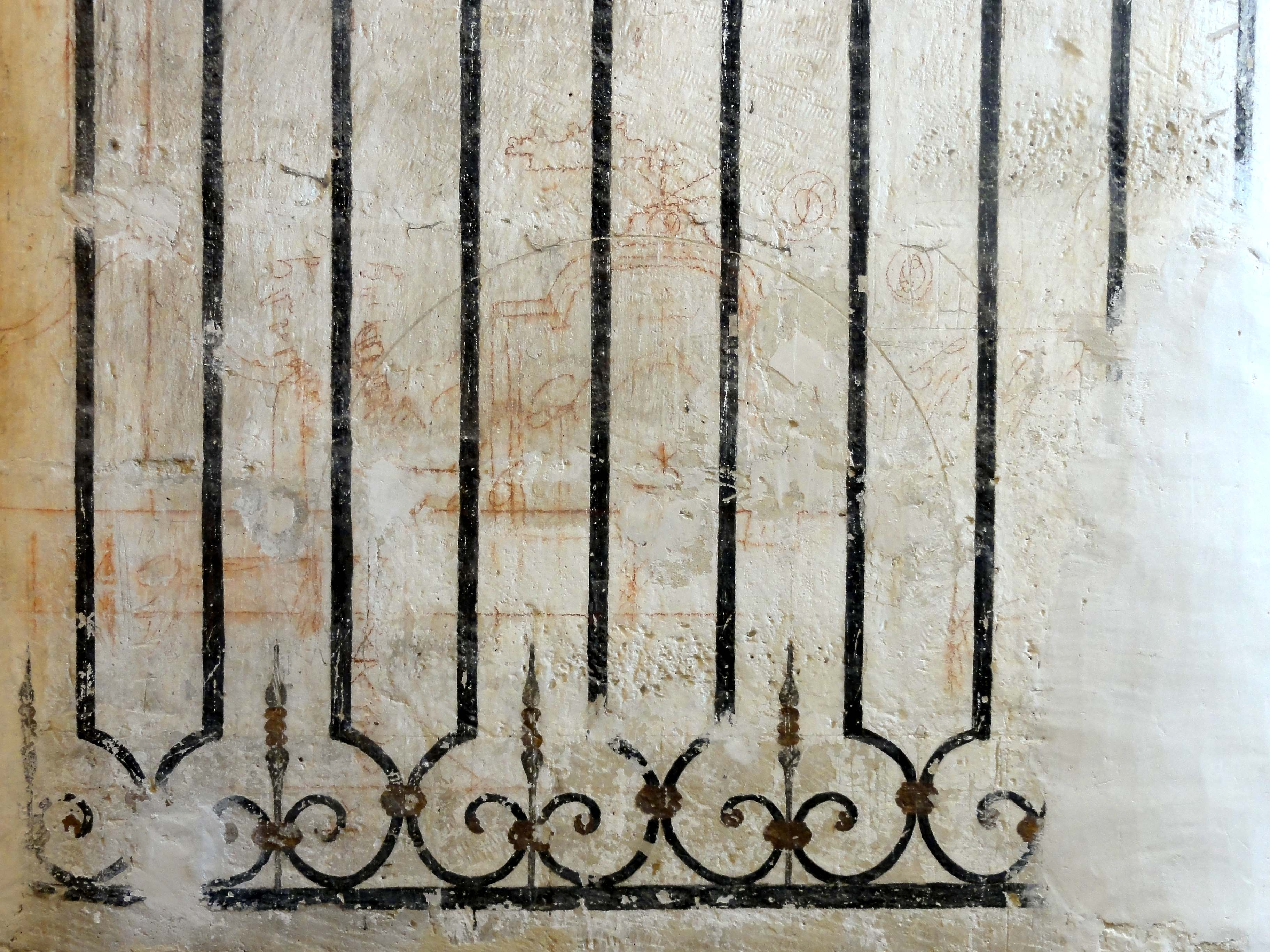
Idem, détail.

### Retable de sainte Opportune

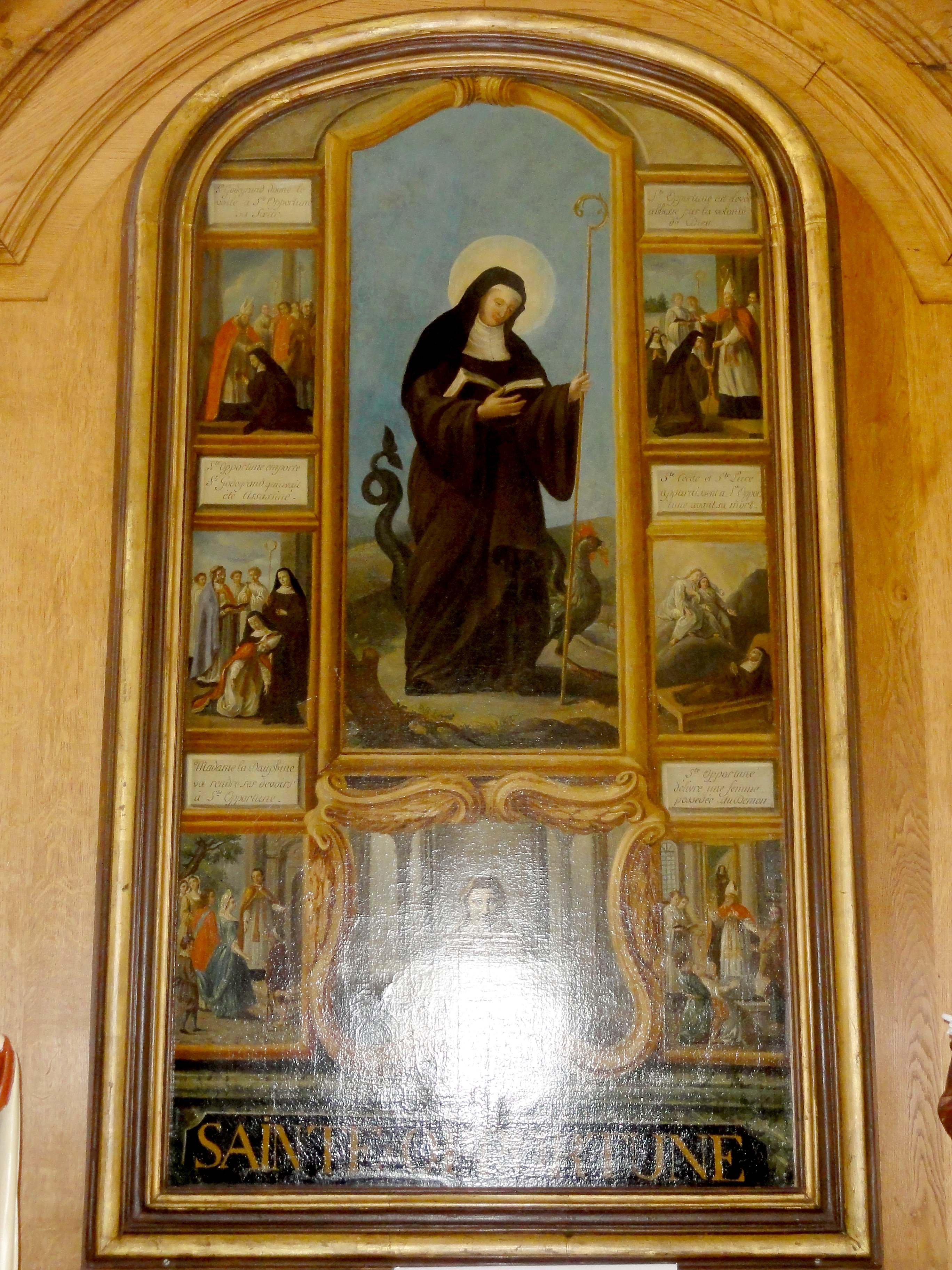
Retable de sainte Opportune.

Le tableau de retable de sainte Opportune est peint à l'huile sur toile, et est signé Pierre Le Dart. La représentation de sainte Opportune est identique à celle publiée en 1654 dans le livre de l'abbé Nicolas Gosset, La vie et les miracles de Sainte Opportune abbesse. On peut ainsi dater le tableau de la seconde moitié du XVIIe siècle. Il mesure 160 cm de largeur pour 200 cm de hauteur, et comporte au centre une représentation de la sainte en pied, en habit de religieuse, lisant dans un livre et tenant dans sa main gauche la crosse, insigne de sa charge d'abbesse. Derrière sainte Opportune, l'on aperçoit un basilic, animal légendaire mi-coq mi-serpent, symbole du mal, auquel elle ne prête pas attention. Elle ne le foule pas des pieds, comme c'est souvent le cas dans ce genre d'iconographie. En bas, un cartouche représente un buste-reliquaire de sainte Opportune, déposé sur l'autel, devant la niche d'un retable. À gauche et à droite du tableau, l'on trouve trois scènes superposées, avec chaque fois la légende au-dessus. Elles illustrent les principaux épisodes de la vie de la sainte. De gauche à droite et du haut vers le bas, l'on voit son frère saint Godegrand qui lui remet le voile au moment qu'elle fait des vœux définitifs ; saint Godegrand qui installe sa sœur comme abbesse d'Almenêches « par la volonté de Dieu » ; sainte Opportune prenant son frère assassiné dans ses bras, étant la seule personne à pouvoir soulever son corps selon la légende ; la sainte sur son lit de mort, voyant lui apparaître sainte Cécile et sainte Lucie ; « Madame la Dauphine [rendant] ses devoirs à sainte Opportune » ; et sainte Opportune délivrant une femme du démon, par l'entremise d'un évêque, car cette scène doit se passer après sa mort, puisqu'elle figure sur un tableau visible en arrière-plan. Le tableau est classé depuis 1906,.

### Retable de saint Vincent

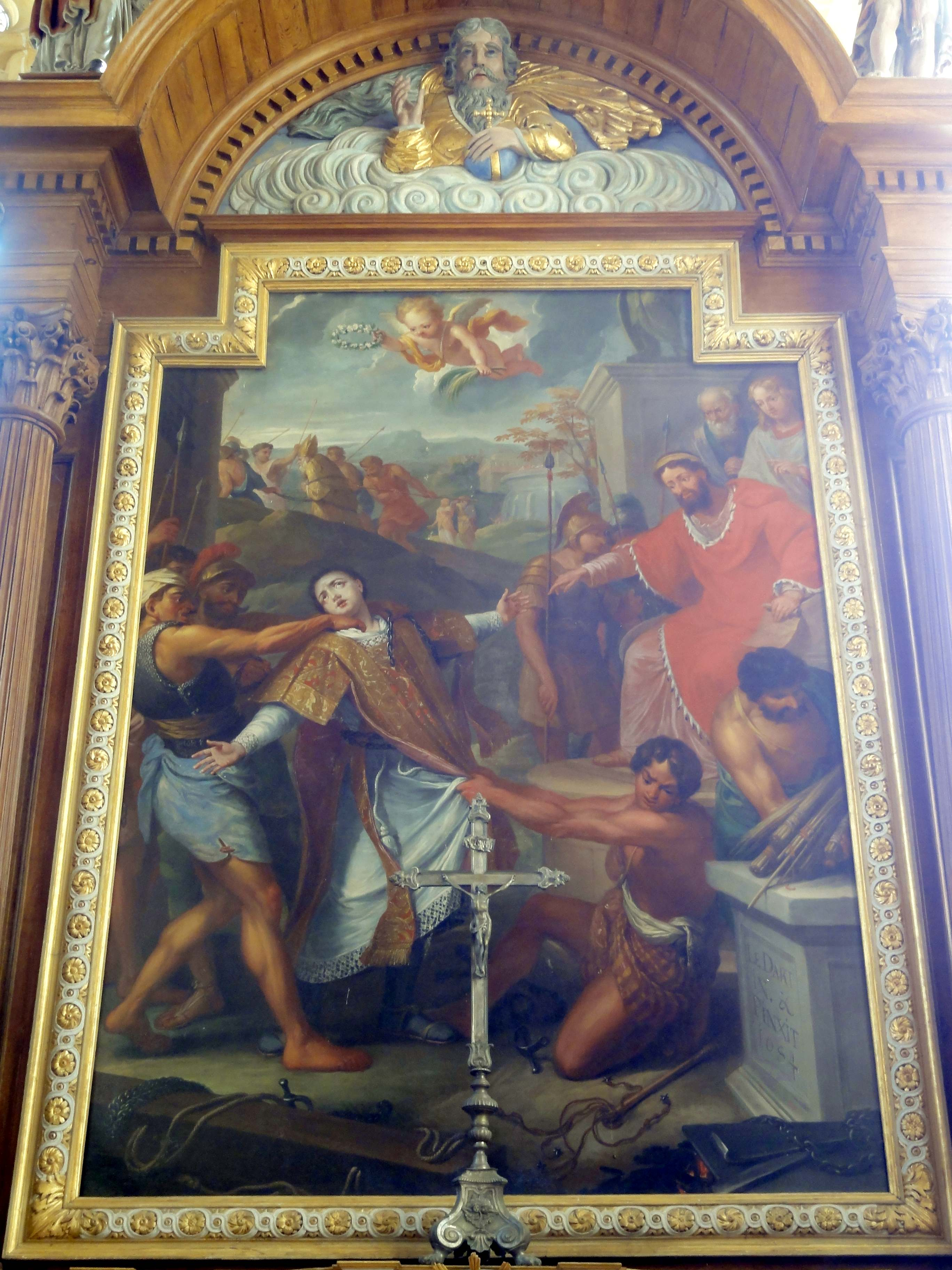
Arrestation de saint Vincent.

En tant que patron des vignerons, saint Vincent de Saragosse est vénéré dans la région à partir du XVIe, et surtout du XVIIe siècle. Mais dans le diocèse de Meaux, seulement six églises lui sont consacrées, et celle de Moussy-le-Neuf est la seule à conserver le cycle complet des principaux épisodes de son martyre. Le tableau du retable majeur est signé aussi Pierre Le Dart, et daté de 1684. Il représente saint Vincent saisi par ses bourreaux sur l'ordre du proconsul Dacien, qui assiste à la scène, reconnaissable à sa tunique rouge. Selon Aulnette et al., « Pierre Le Dart compose cette scène dramatique avec beaucoup de force et d'intensité, en la structurant sur plusieurs plans et selon un savant jeu de diagonales » ; ce serait une composition révélatrice de l'esprit et de l’expression de la peinture du « Grand siècle. Ce tableau et son cadre ont seulement été classés en 1987, dans le cadre de la restauration de l'église. — Au nord et au sud de l'abside, six tableaux plus petits forment le cycle narratif de la légende du martyre de saint Vincent. Ils sont également peints à l'huile sur toile, et non signés. Grâce à une étude comparative, Sylvain Kerspern a pu les attribuer à Michel-François Dandré-Bardon (1700-1783), et ils sont donc d'un siècle plus jeunes que le tableau du retable majeur. Chaque tableau mesure 102 cm de largeur pour 125 cm de hauteur. La lecture se fait de gauche à droite. Les étapes sont les suivantes : Vincent est attaché à un chevalet et déchiré avec des crochets de fer ; le martyr est étendu sur un gril incandescent, tandis que ses bourreaux attisent le feu et versent du sel sur ses plaies, tout en lui intimant d'adorer l'idôle que l'on voit en face de lui ; le saint, toujours vivant, est enfermé dans un cachot, echaîné et couché sur un lit de tessons de terre cuite ; un ange délivre Vincent, l'air du cachot est envahi
d'une nuée parfumée et son lit de tessons se transforme en un lit de roses ; le martyr, maintenant mort, est allongé sur un lit, et Dacien ordonne, sans tenir compte des suppliques des personnes l'entourant, de le priver de sépulture afin de l'humilier davantage ; le corps de Vincent est jeté dans la mer, une meule au cou, mais son corps échoue sur un rivage, et deux corbeaux crèvent les yeux d'un loup pour l'empêcher de dévorer le cadavre. Ainsi, des Chrétiens pourront recueillir le corps et lui réserver un enterrement digne. Le cycle de six tableaux a également été classé en 1987,,.

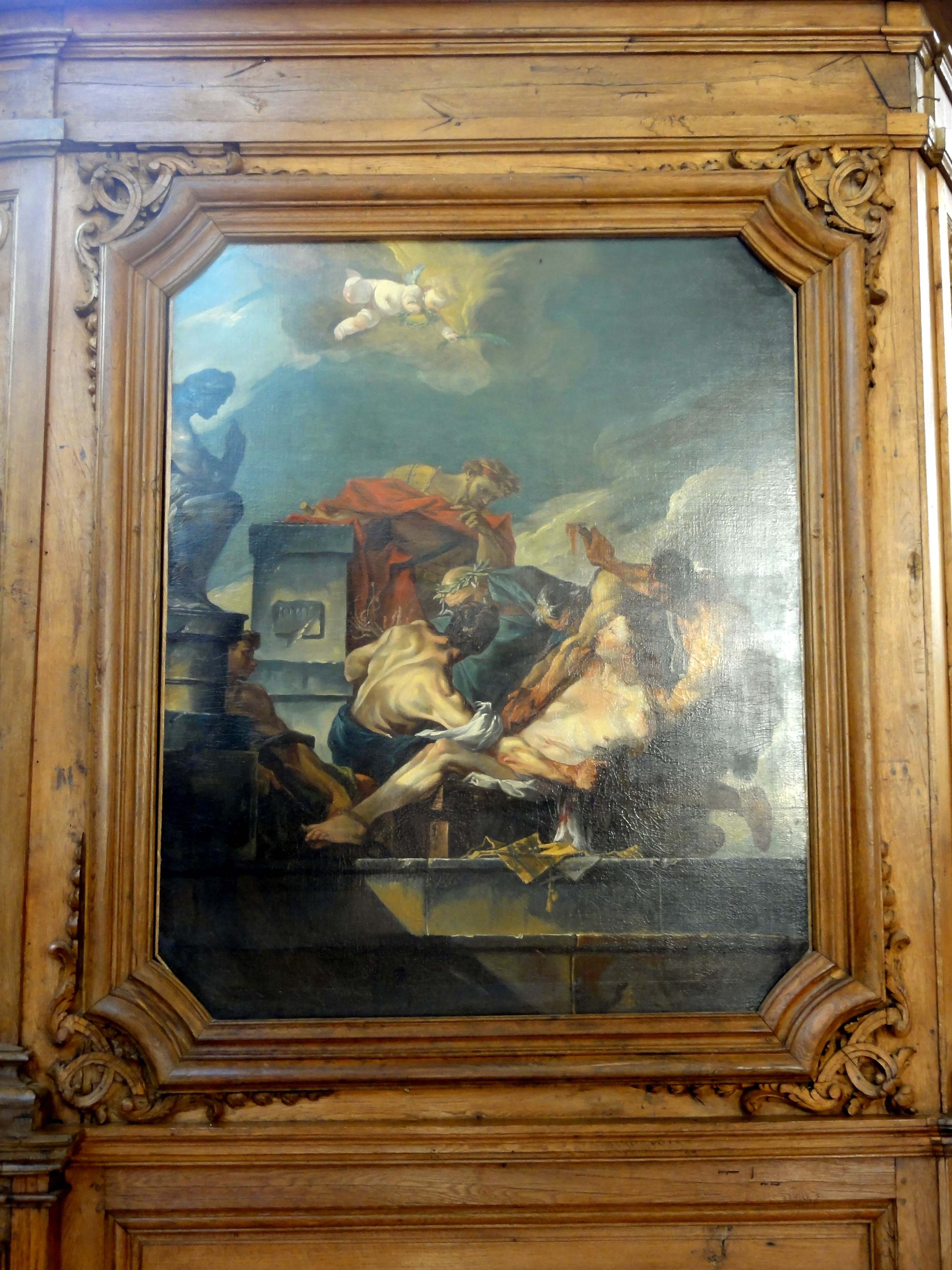
Début du martyre.
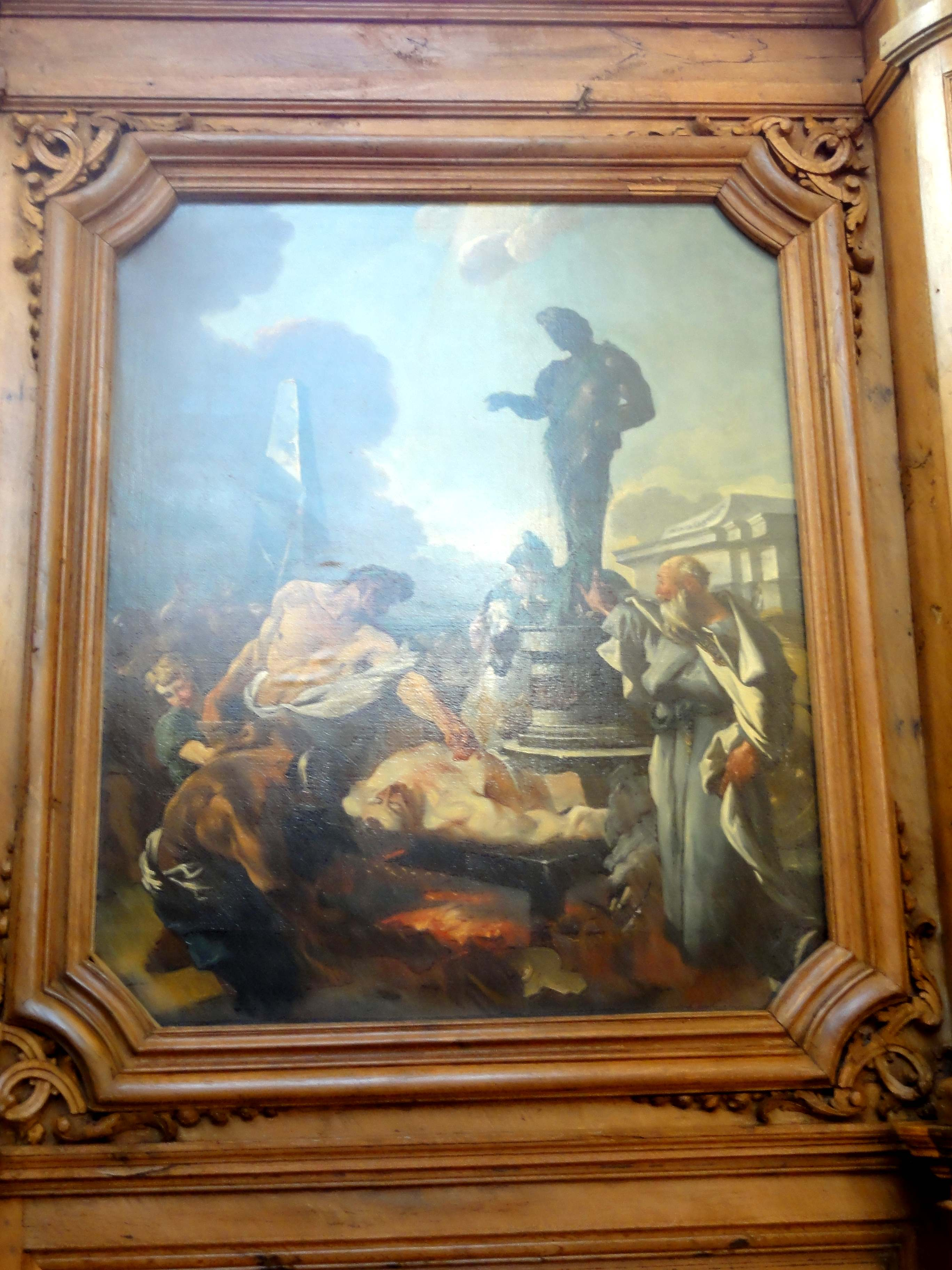
Le supplice du feu.
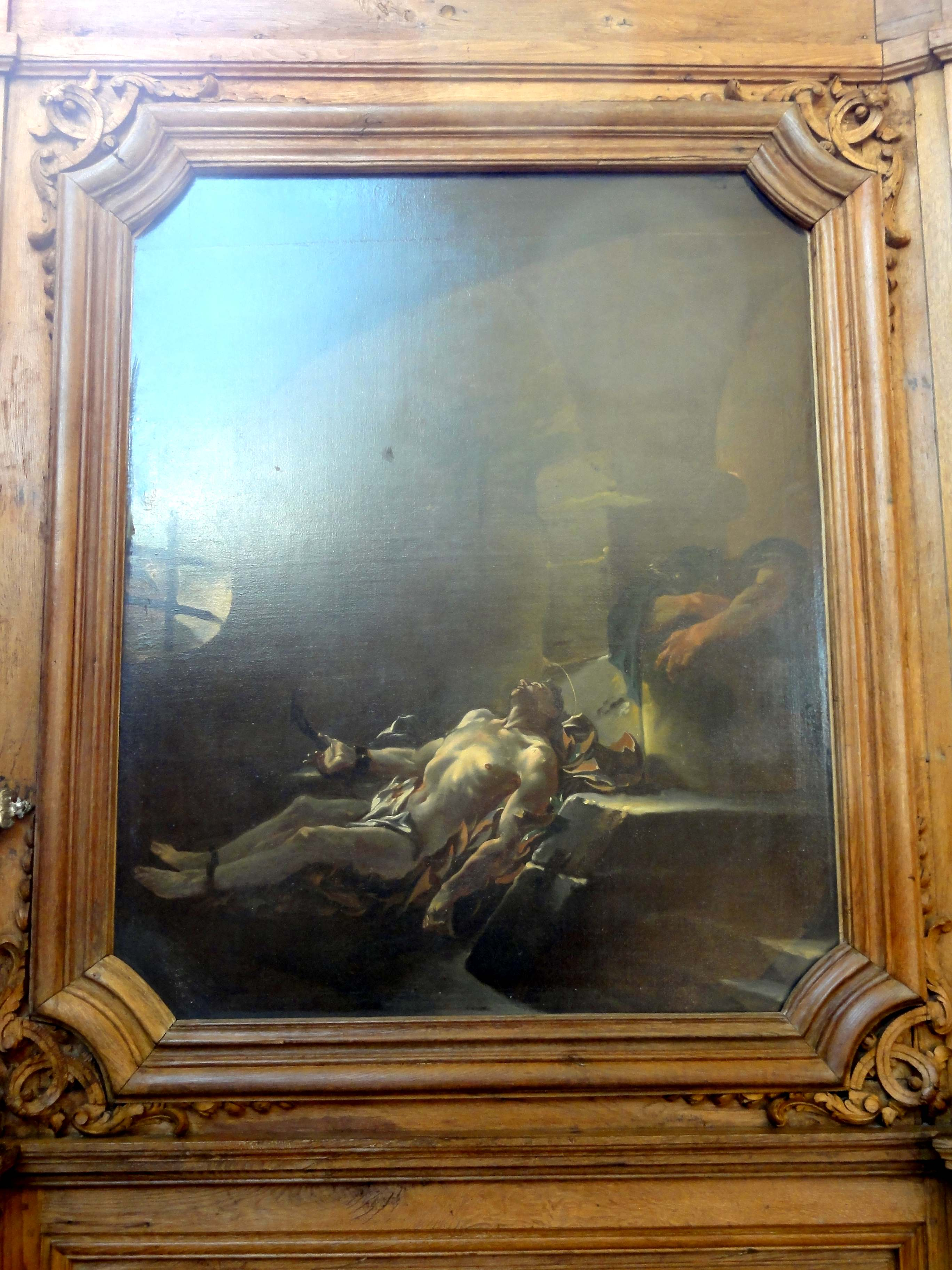
Vincent au cachot.
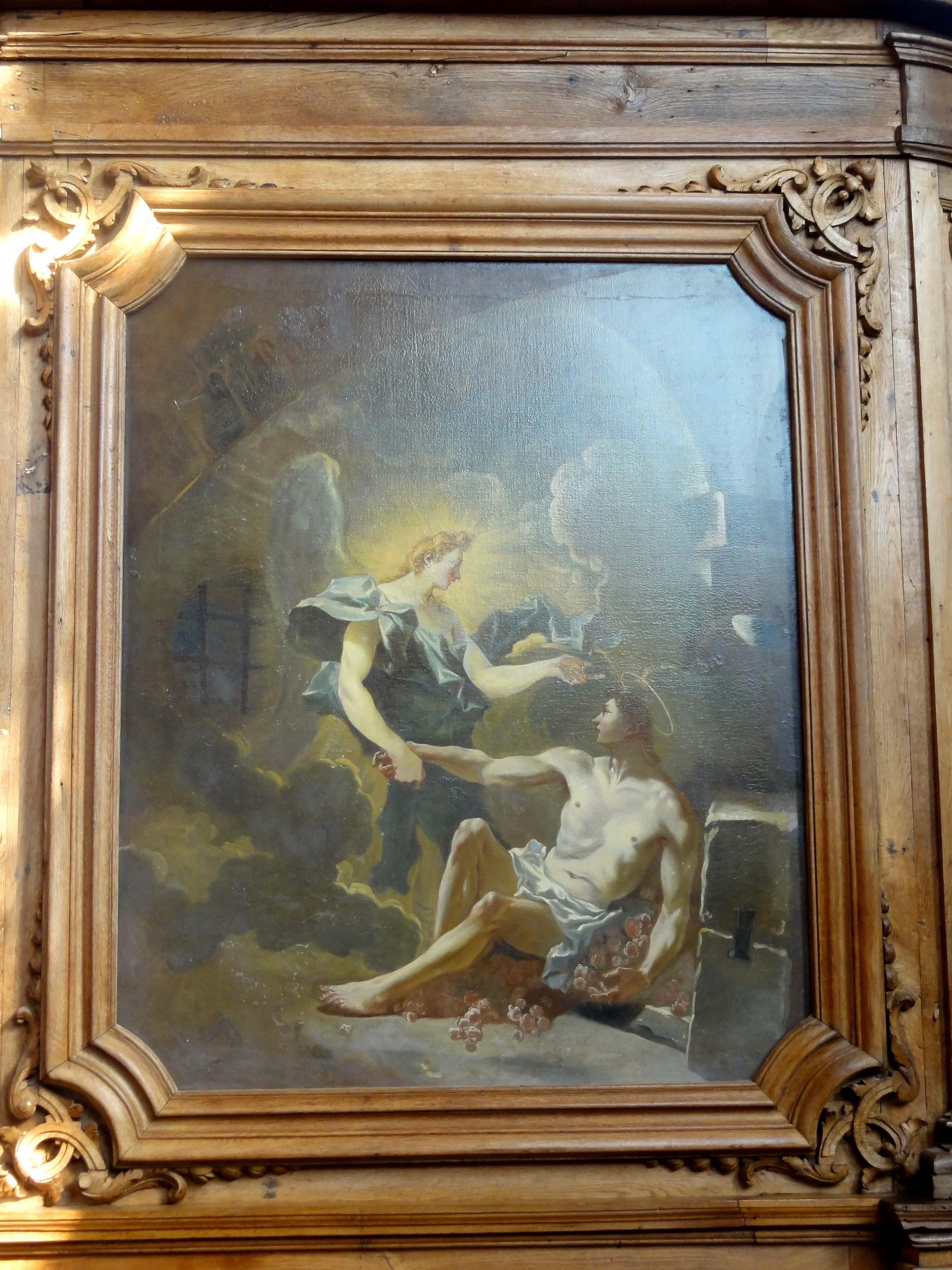
Délivrance par un ange.
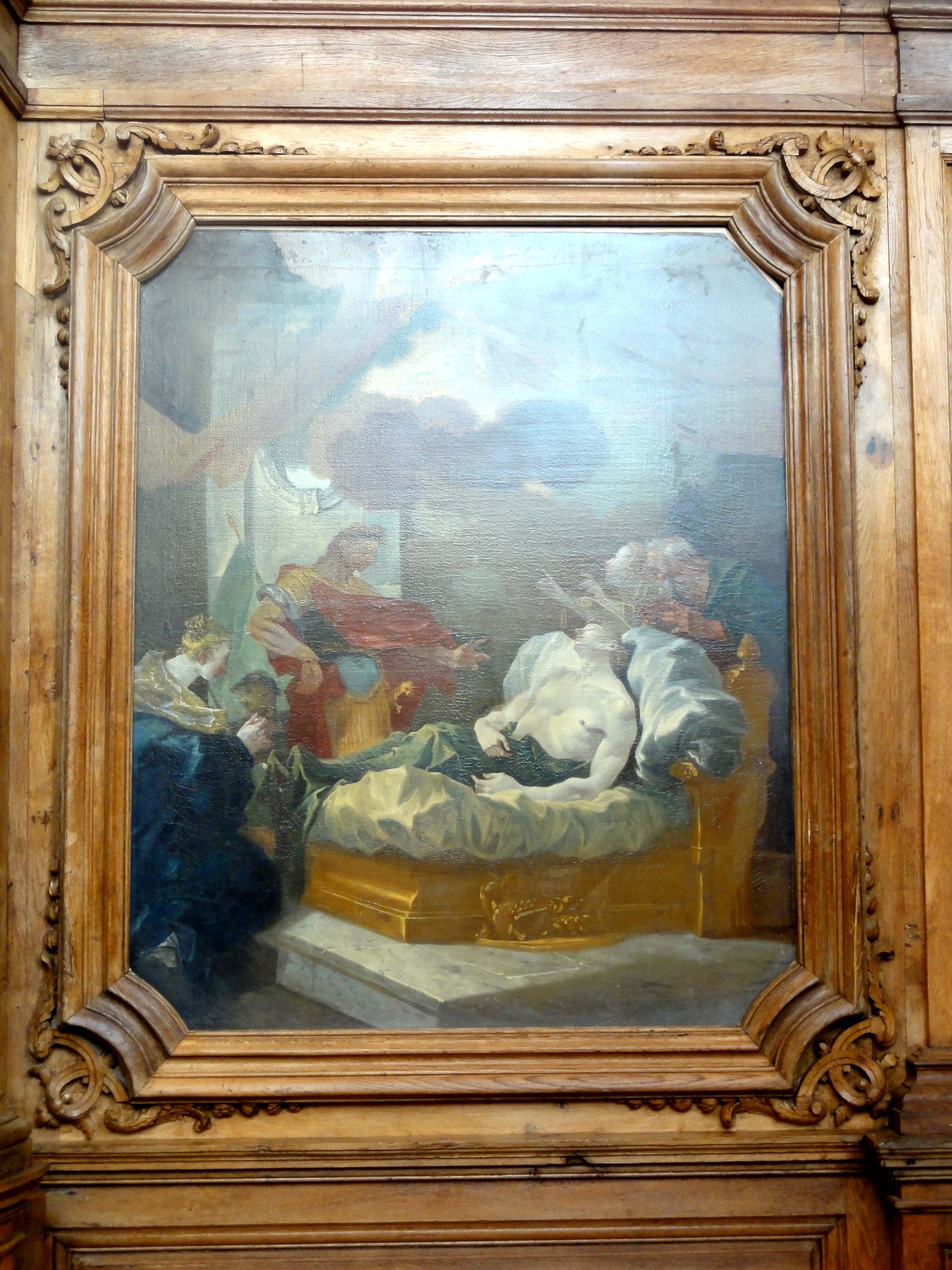
Mort du martyr.
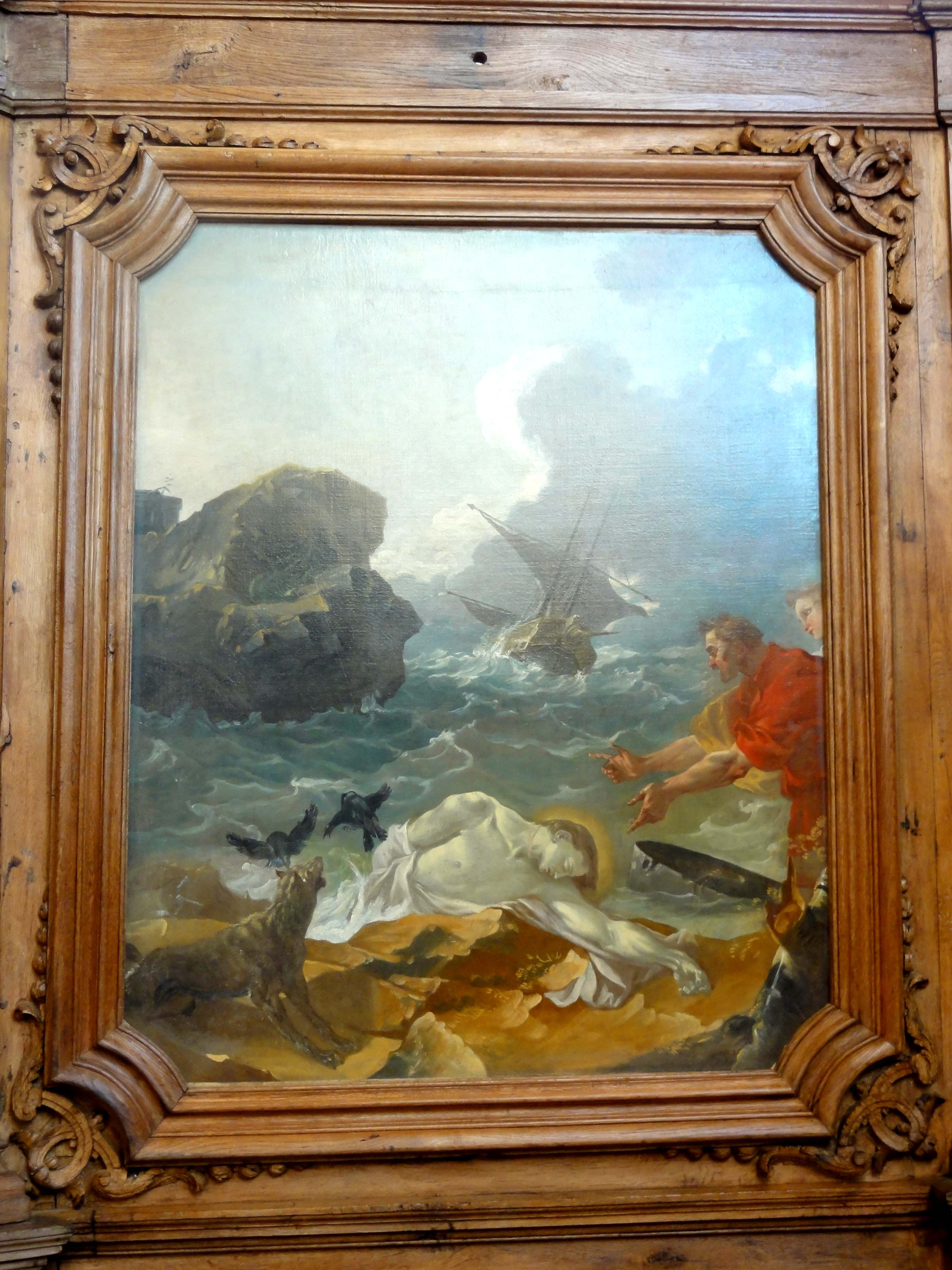
Le corps jeté à la mer.

### Boiseries et mobilier liturgique

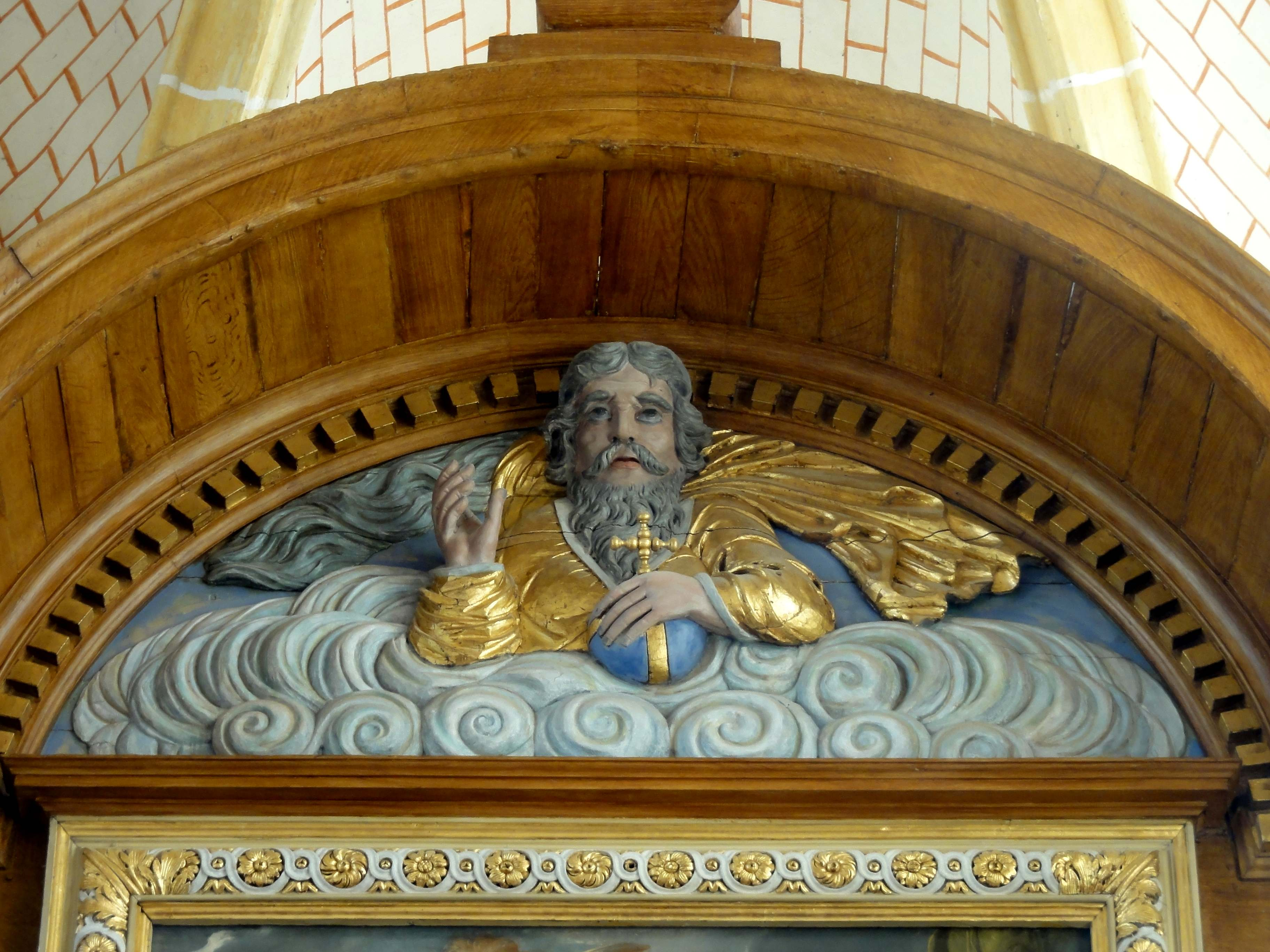
Fronton du retable majeur.

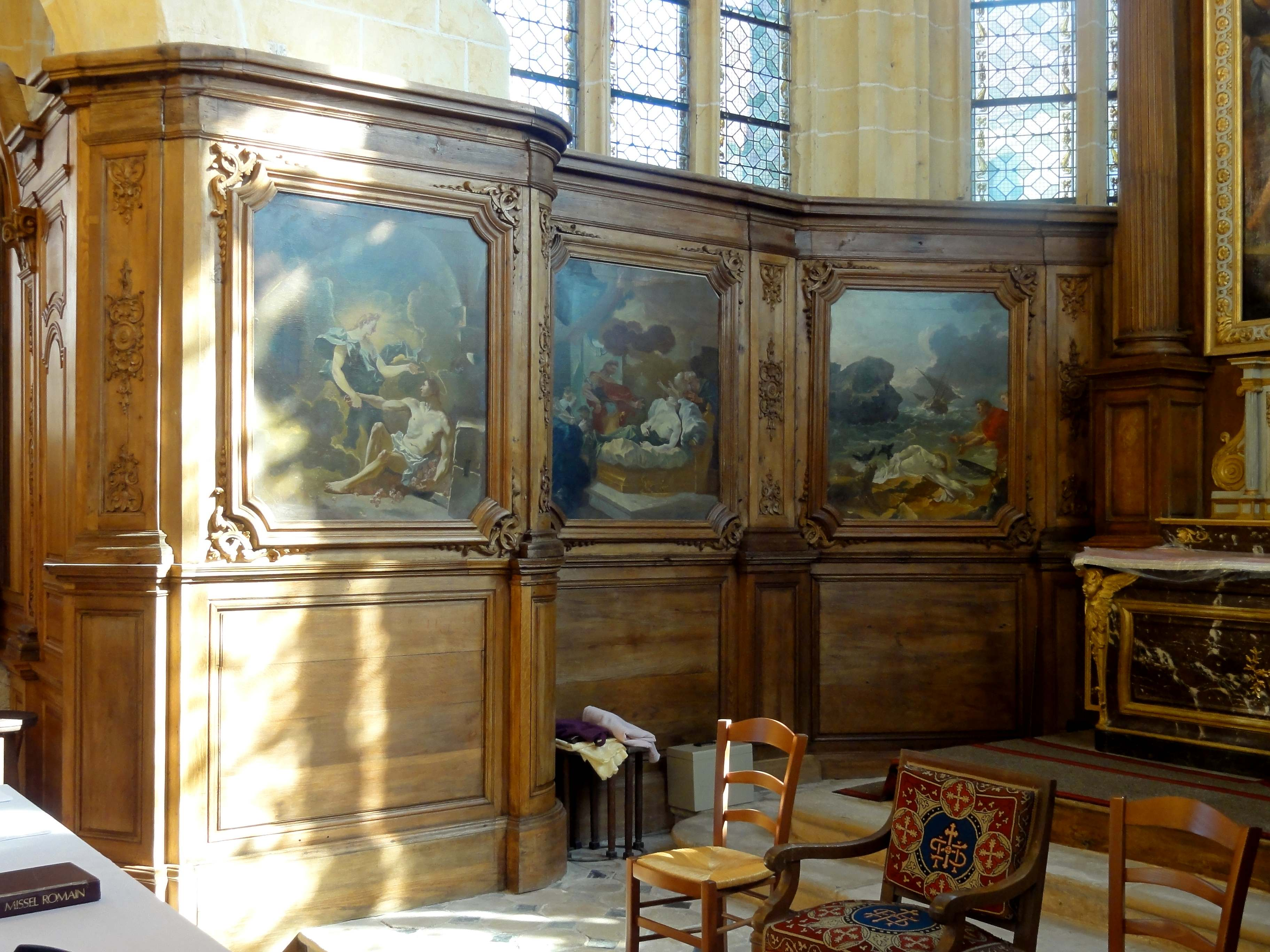
Boiseries de l'abside.

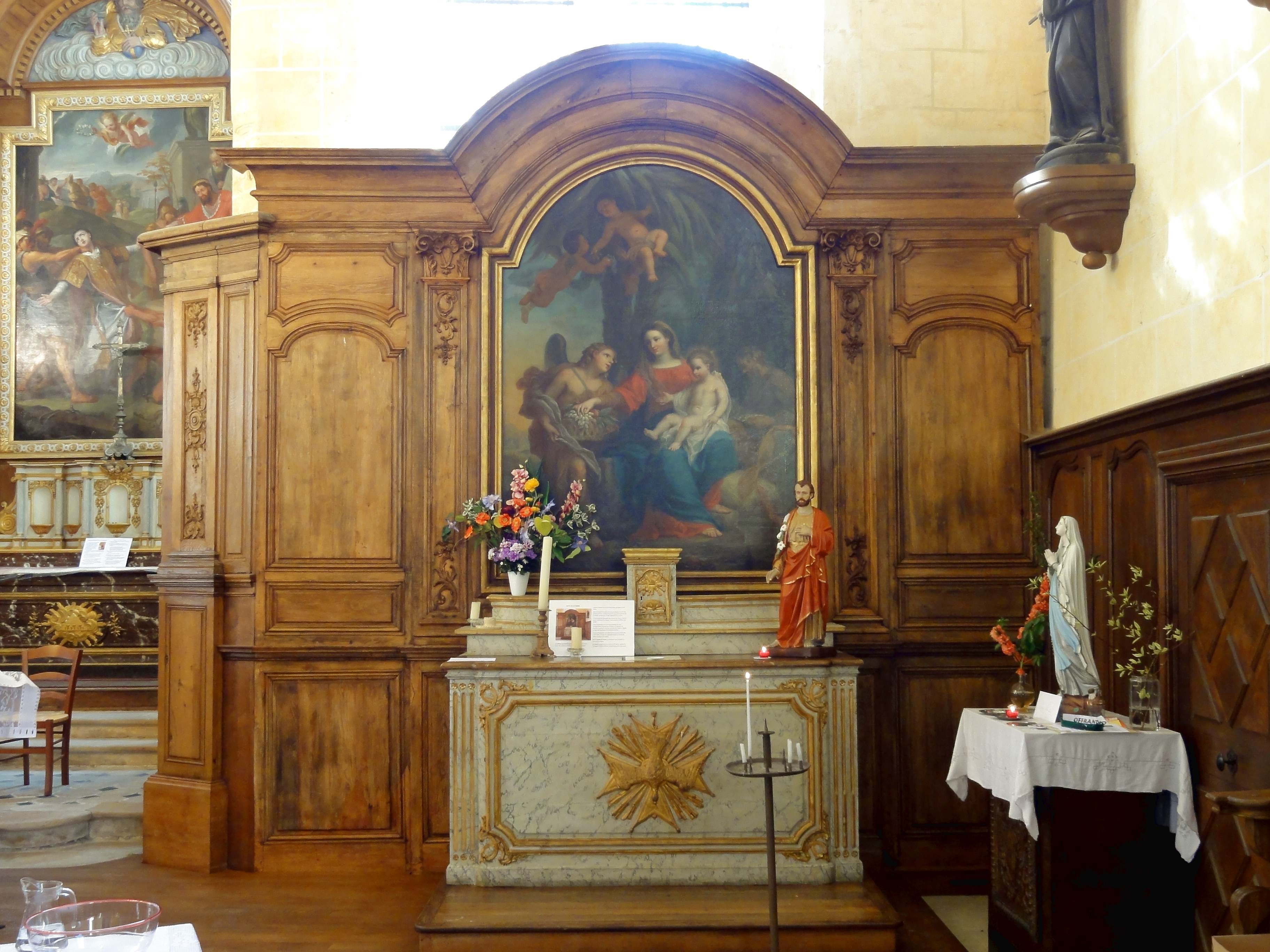
Retable de la Vierge.

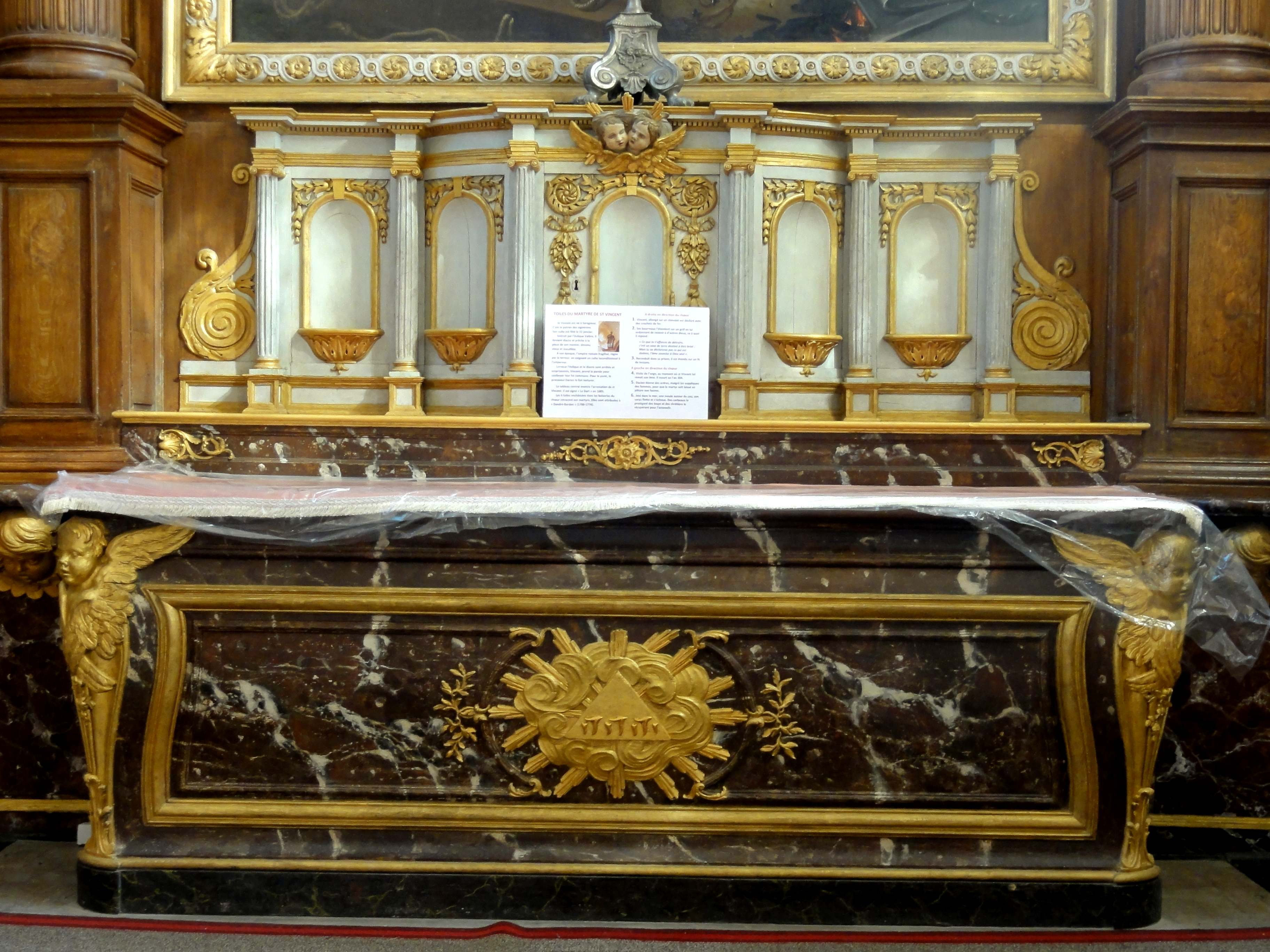
Maître-autel et tabernacle.

La plupart des boiseries et éléments du mobilier évoqués ci-dessous sont classés par un même arrêté du 9 mai 1967, seule la tribune occidentale étant classée à part depuis 1980.
- Le retable majeur a pour vocation de mettre en valeur le tableau représentant l'arrestation de saint Vincent. Il est formé par deux colonnes corinthiennes cannelures, qui sont placés sur des stylobates, eux-mêmes places sur les ailes latérales de l'autel-tombeau. Chaque colonne supporte une section d'entablement, dont la corniche à denticules se poursuit sur le fronton en arc de cercle. Il est sommé d'une croix très sobre, et flanqué des statues de saint Roch et saint Vincent. Le fronton arbore un bas-relief en bois polychrome, où Dieu le Père surgit d'une nuée, bénissant d'une main et tenant un orbe dans l'autre main[28],[30].
- Les boiseries de l'abside sont d'une grande qualité, et comportent trois registres, à savoir un registre bas composé de simples panneaux à fenestrages ; le registre principal destiné à mettre en valeur le cycle du martyre de saint Vincent, avec des cadres de style Rocaille et des pilastres ornés de chutes de fleurs ; ainsi qu'un entablement ébauché avec corniche saillante. Les boiseries au chevet des collatéraux sont à considérer comme des retables, et l'entablement s'y infléchit pour former des frontons en arc de cercle. Les panneaux à gauche et à droite des tableaux de retable sont seulement décorées de multiples moulures, tandis que les pilastres les encadrant sont enrichis de chapiteaux corinthiens, que l'on ne trouve pas dans l'abside. Le retable du collatéral nord est celui de sainte Opportune, et le retable du collatéral sud est dédié à la Vierge Marie. Les lambris des murs latéraux et des piliers ne comportent pas d'éléments sculptés, et ne présentent aucun intérêt artistique, mais contribuent à relativiser la sobriété architecturale, et sont nécessaires pour restituer l'ambiance de l'église au XVIIIe siècle, après que tout le mobilier actuel fut mis en place[28],[30].
- Le tabernacle prend la forme d'un édicule d'ordre ionique de cinq travées, flanquées d'ailerons baroques. La travée centrale, qui correspond au tabernacle proprement dit, est placé en avant, et les deux travées qui l'accompagnent sont obliques. Chaque travée comporte une niche vide, avec un décor de rinceaux et chutes de fleurs, et une console enveloppée de feuillages. Deux têtes de chérubins au-dessus d'une paire d'ailes se profilent au-dessus de la porte du tabernacle.
- L'autel-tombeau et ses deux ailes latérales placées en retrait sont traités en faux-marbre rouge, veiné de blanc et de noir. En son milieu, l'autel arbore une gloire, avec le tétragramme entouré de rayons de lumière. Les consoles d'angle sont agrémentées de chérubins, et des têtes d'angelots se profilent également en haut des ailes latérales.
- La chaire à prêcher possède une cuve de plan hexagonal, qui est délimitée par un rang de rinceaux en haut, et une guirlande en bas. Sous la cuve, un cul-de-lampe sculpté de feuillages en plusieurs rangs est suspendu, et fait apparaître, tout en bas, une grappe de raisin. Les quatre panneaux de la cuve affichent des bas-reliefs, qui représentent, entourés d'une guirlande, saint Vincent en habit de diacre, avec la palme du martyre ; la Vierge et l’Enfant ; saint Jean l'Évangéliste bénissant et tenant un calice ; et saint Nicolas à côté du baquet contenant les trois jeunes enfants qu'il a ressuscités. Les visages de saint Vincent, de la Vierge Marie et de l'Enfant Jésus ont été bûchés à la Révolution, et les deux autres saints l'ont même été entièrement. Les panneaux de la rampe d'escalier sont tous identiques, et sculptés de deux palmes nouées ensemble. Il n'y a pas de dorsal, puisque le pilier est de toute façon lambrissé. Une frise d'oves et de dards se détache à la bordure de l'abat-voix. Le couronnement ajouré, tout à fait remarquable, est une couronne fleurdelisée soutenue par six têtes de chérubin[28],[30].
- Le banc d'œuvre, dont la place initiale était face à la chaire, a été relégué dans le collatéral nord. Le pupitre est sobre et sans intérêt, mais la sculpture du dosseret est en revanche exubérant. Il comprend un grand et quatre petits panneaux richement sculptés d'un décor végétal, où se mélangent rinceaux et feuillages. Des consoles ornées de têtes d'angelots soutiennent la corniche saillante, et une troisième tête de chérubin figure au milieu entre les deux consoles. Le couronnement est formé par deux pots à feu[28],[30].
- La tribune occidentale en bois taillé est datée du XVIIe siècle, et donc antérieure à la plupart des autres éléments signalés ci-dessus. L'intérêt réside dans la balustrade, car la tribune ne repose pas sur des piliers, mais sur des poutres engagés dans les murs gouttereaux, et en partie sur le tambour de porte, qui est moderne. La tribune est ornée de deux guirlandes et d'un médaillon central, où l'on voit deux anges qui soutiennent un plastron arborant une croix de Malte, au-dessus d'une nuée, et surmontée d'une tête de chérubin entre deux ailes[29].

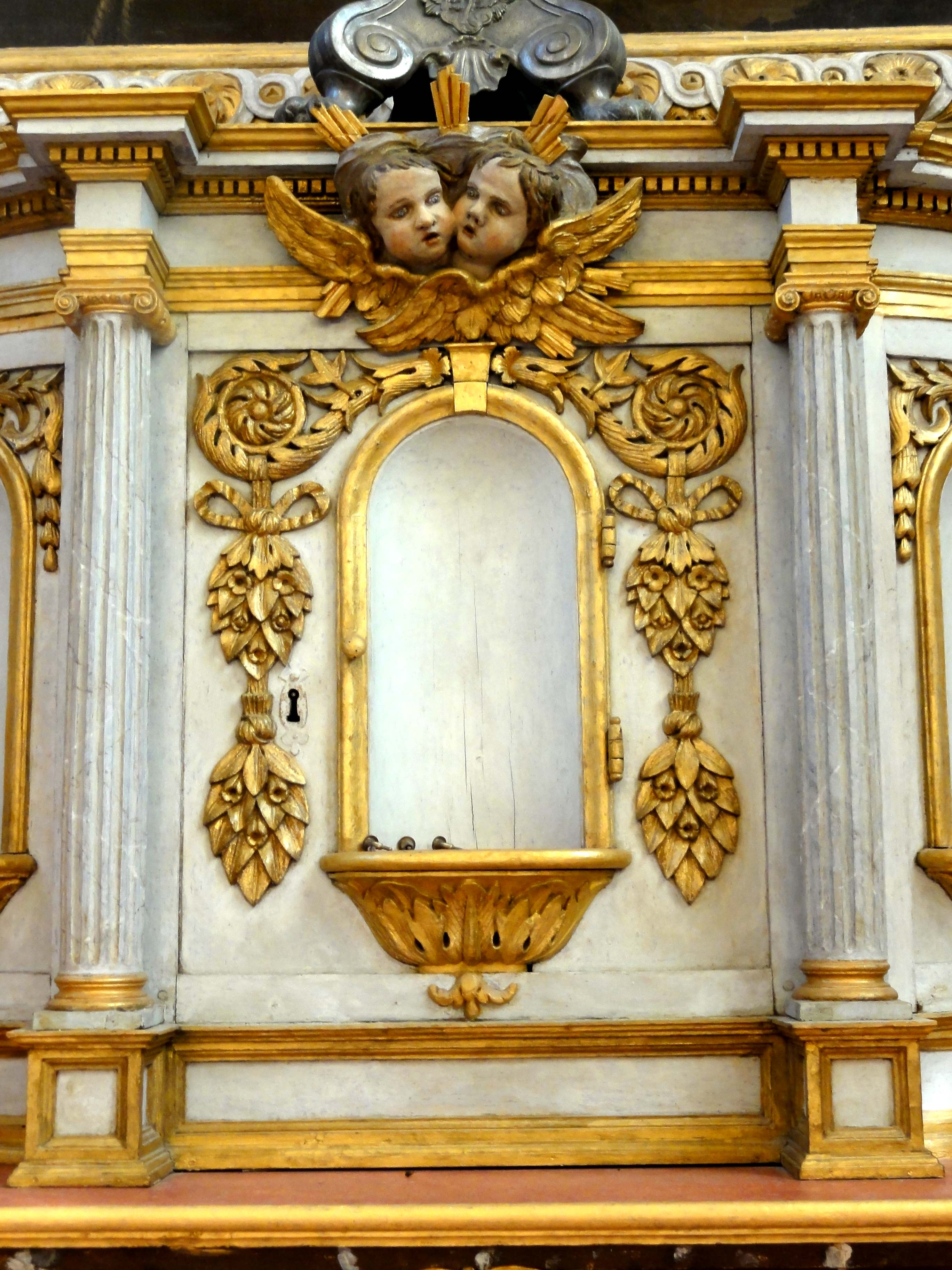
Tabernacle.
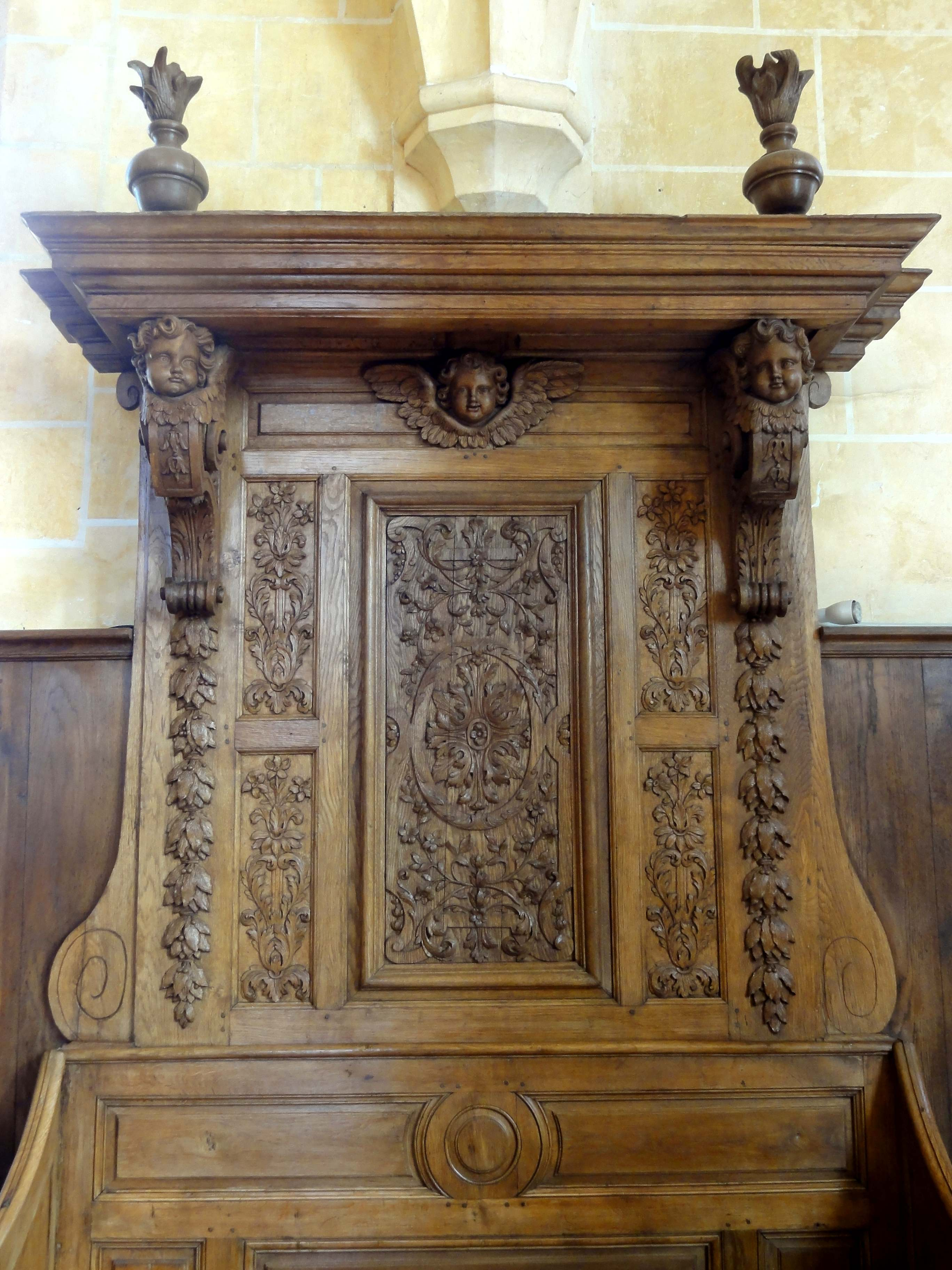
Dossier du banc d'œuvre.
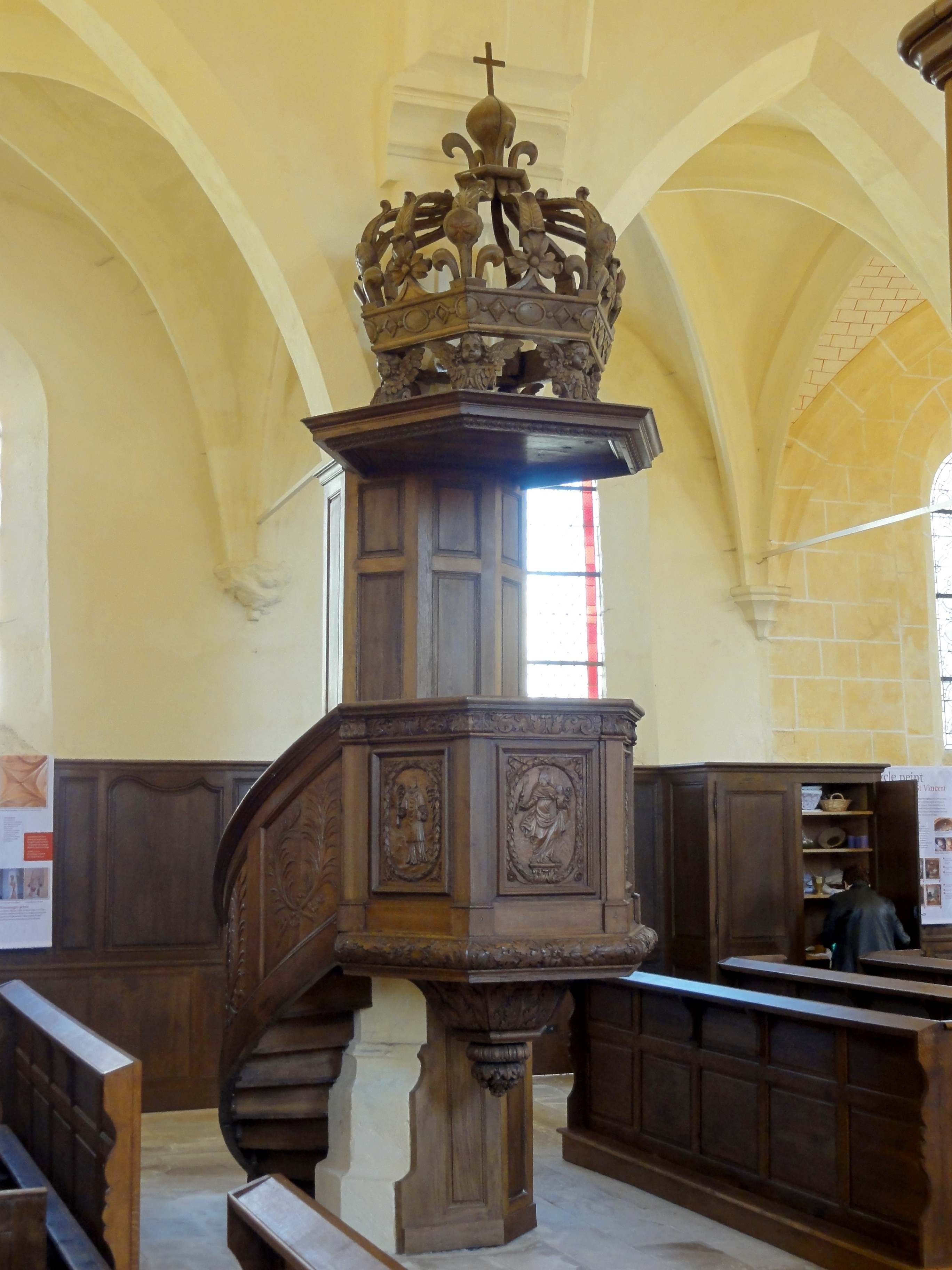
Chaire à prêcher.
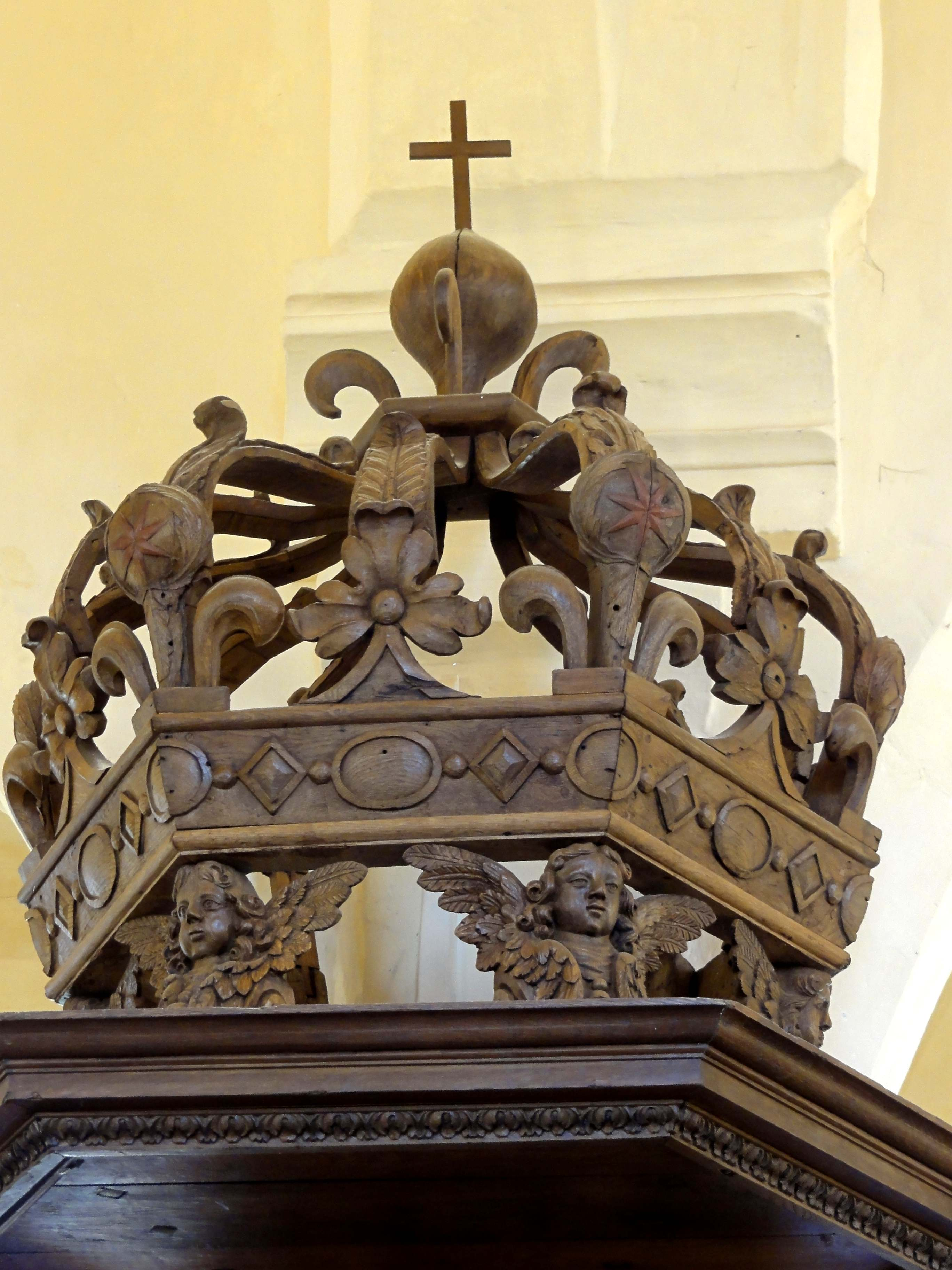
Couronnement.
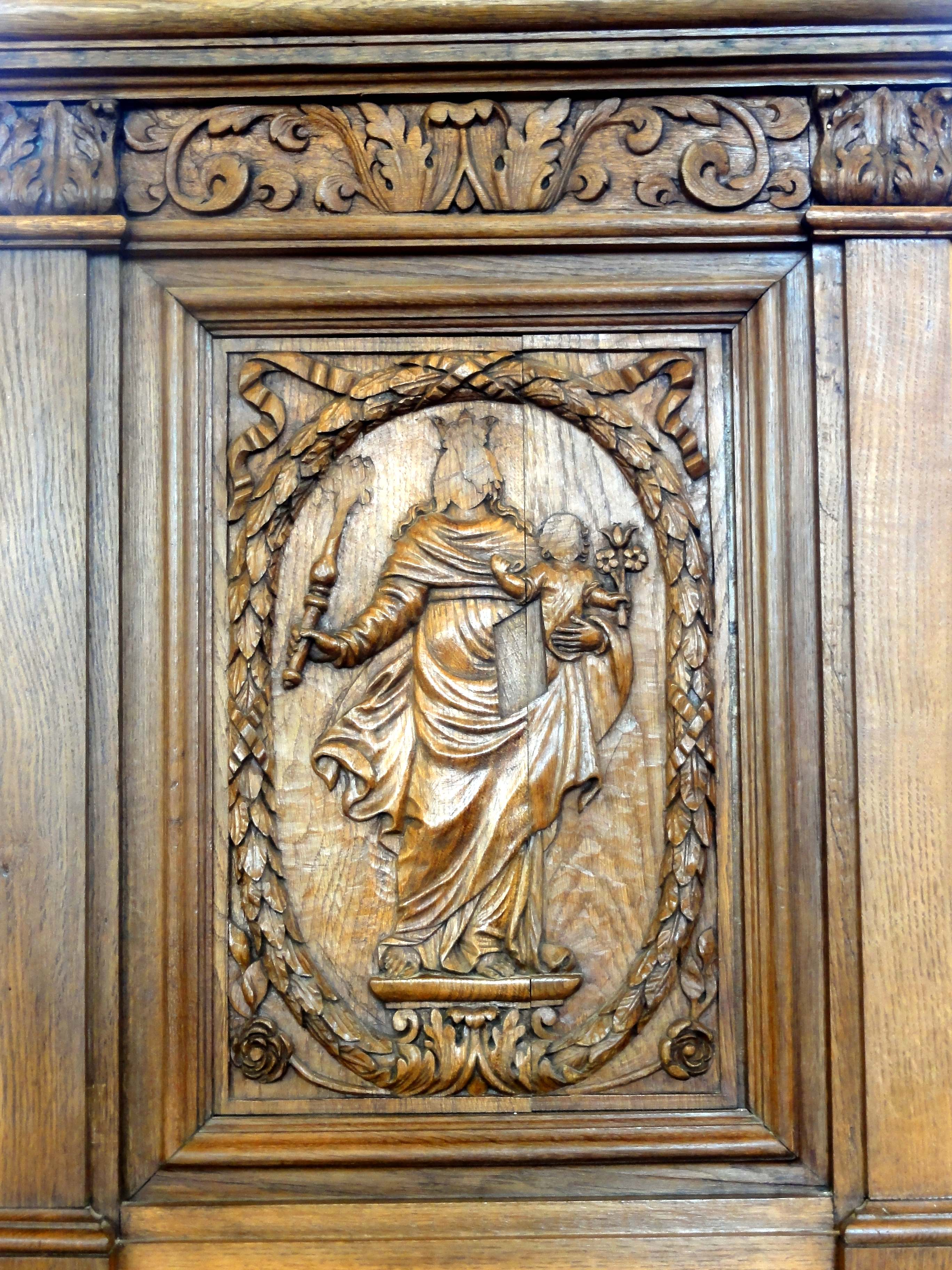
Bas-relief - St Vincent.
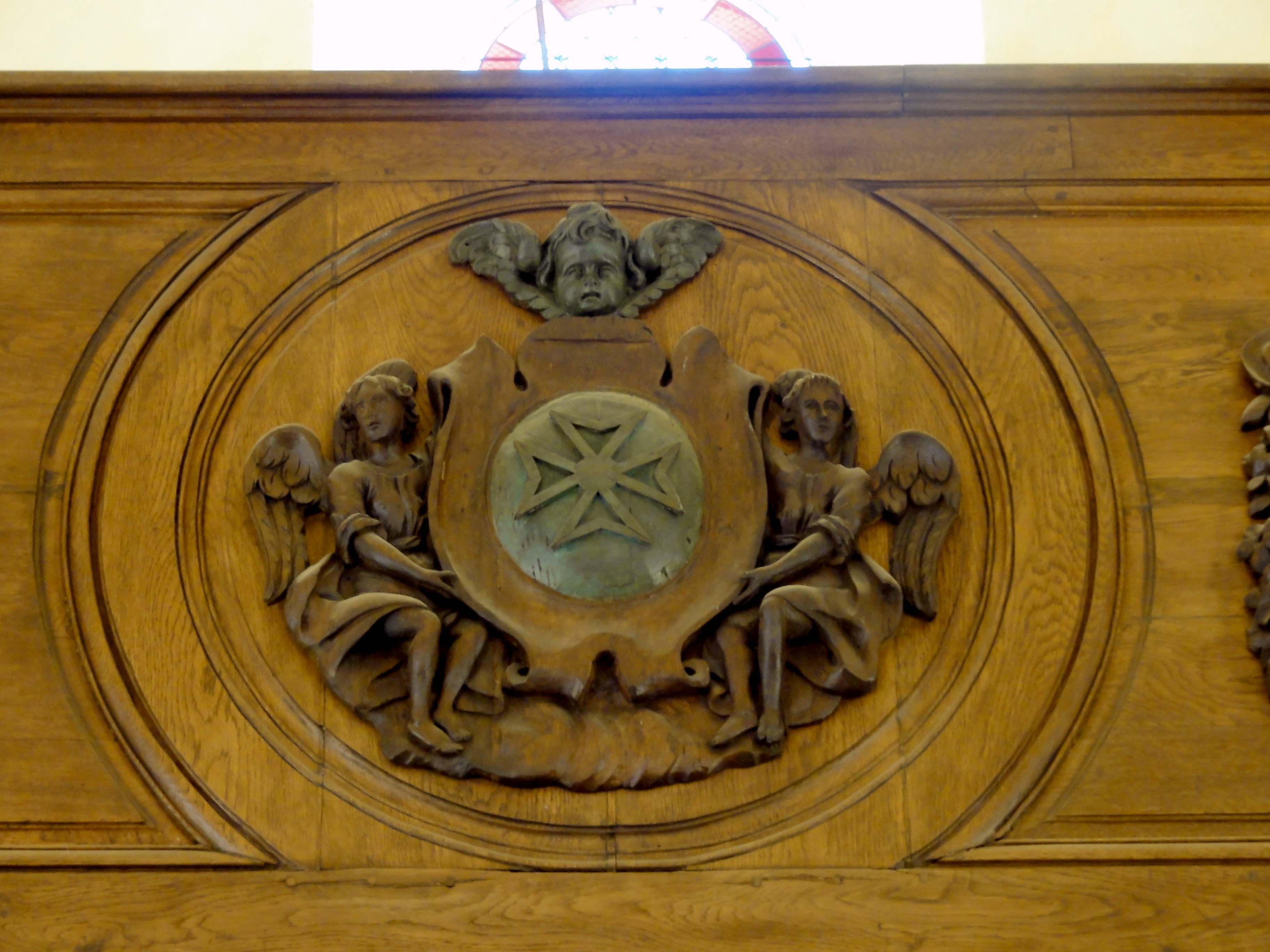
Médaillon de la tribune.

### Statues
- Les statues de saint Vincent, patron de l'église, et saint Roch, dominent le retable du maître-autel. L'on manque de renseignements sur ces statues. Il n'est pas clair s'ils sont classés avec le retable et les boiseries.
- La statue en bois polychrome du Christ, au-dessus de l'ancienne porte de la sacristie au collatéral sud, et daterait du XIXe siècle[7].
- Les statues en bois polychrome de saint Benoît de Nursie et de sainte Scolastique, placées également au-dessus de l'ancienne porte de la sacristie, dateraient du XVIIIe siècle, et ont été inscrites au titre des monuments historiques.
- La statuette de la Vierge à l'Enfant en terre cuite peinte date du XVIe siècle, et représente donc la plus ancienne œuvre d'art de l'église. On la rapproche de certaines créations de Germain Pilon, et elle est classée depuis 1979[31].

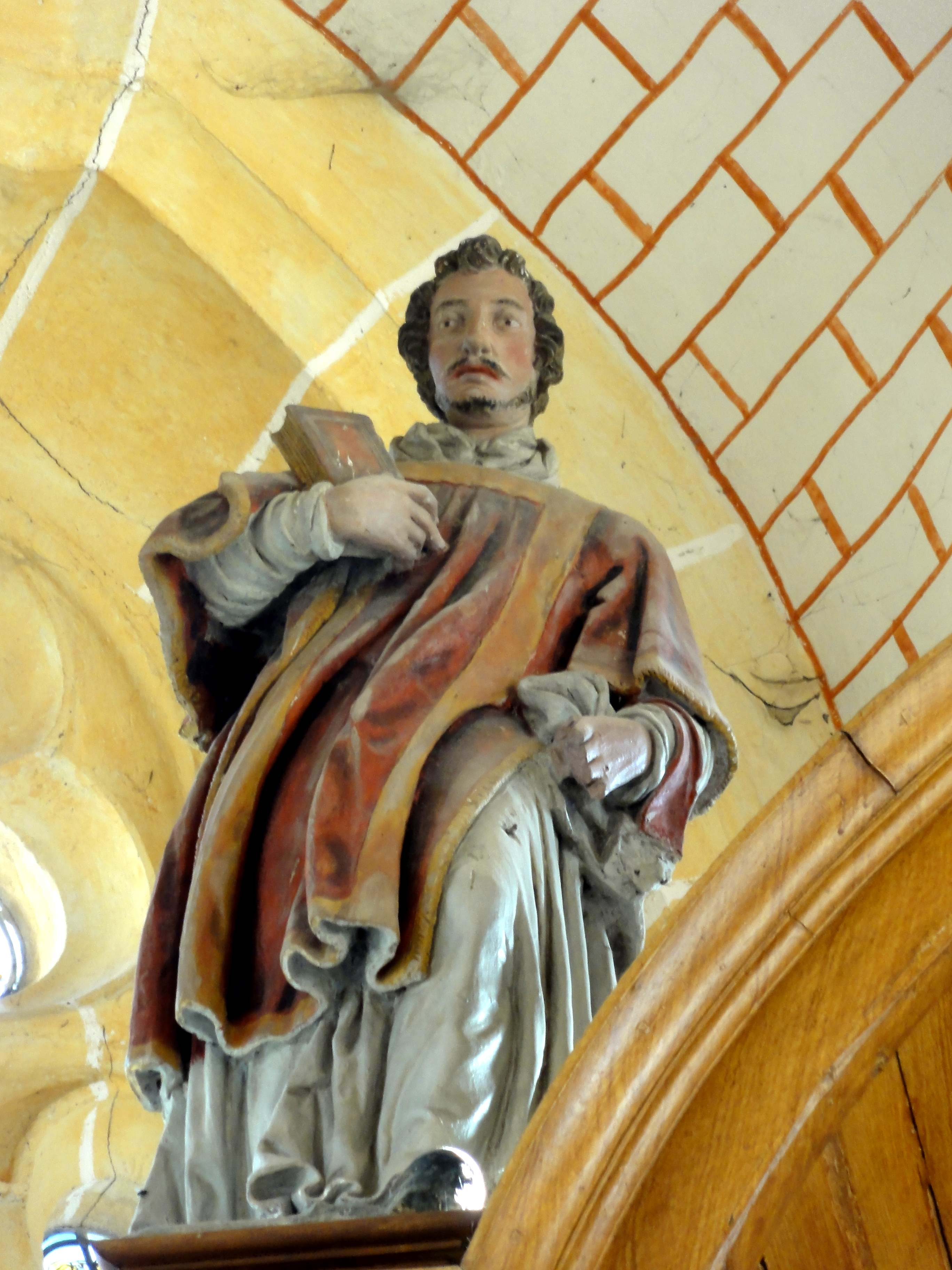
Saint Vincent.
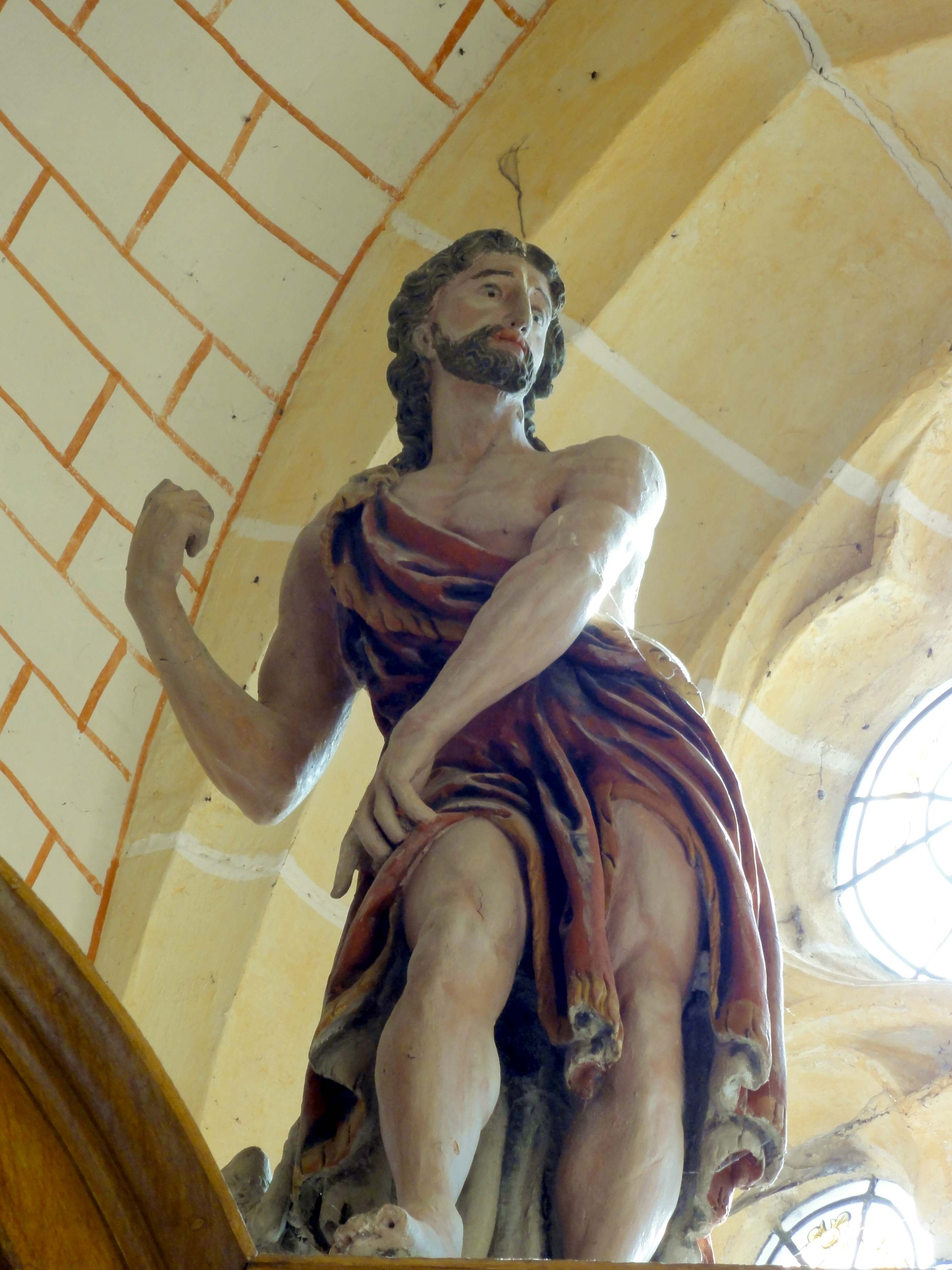
Saint Roch.
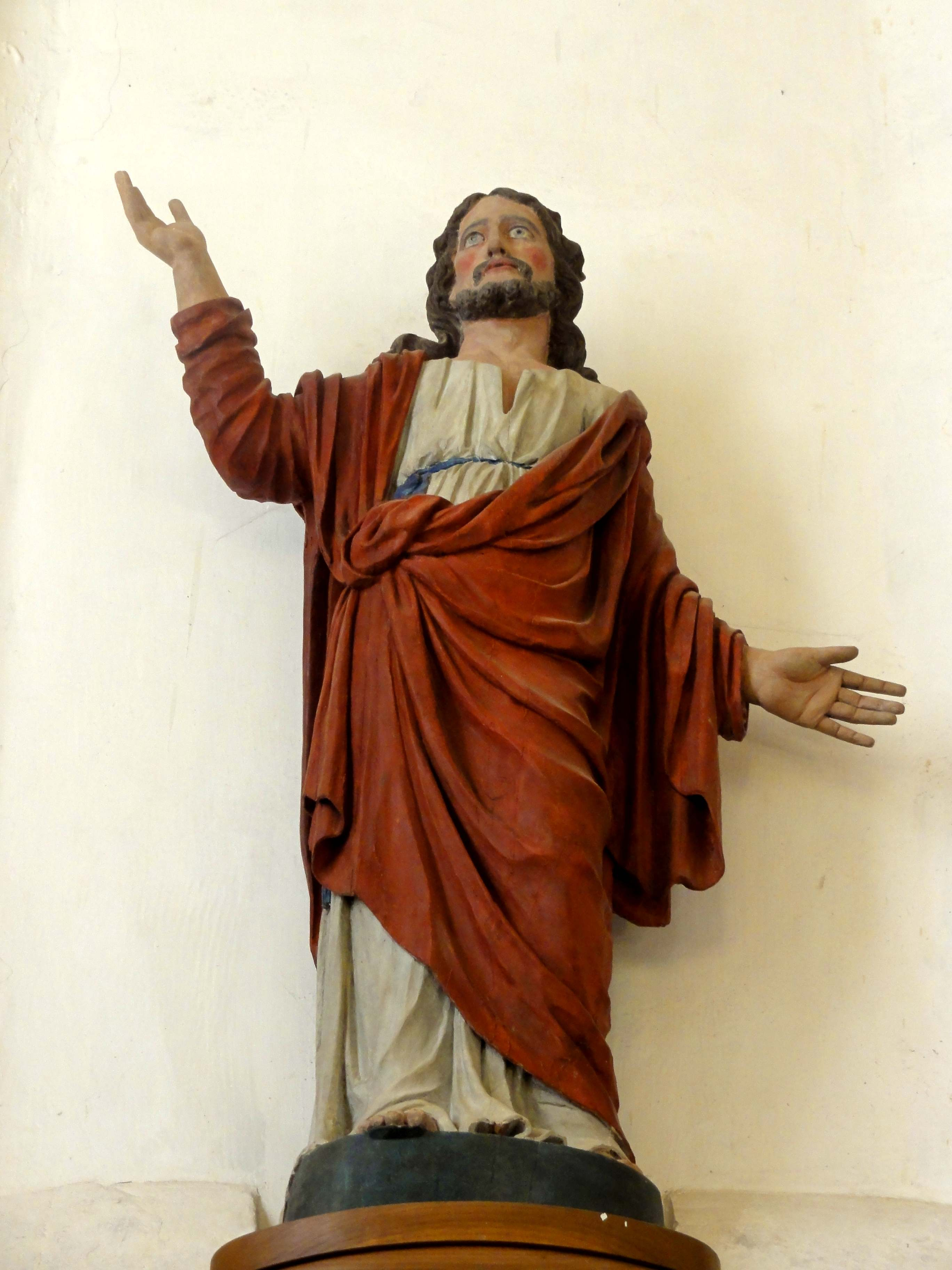
Jésus-Christ.
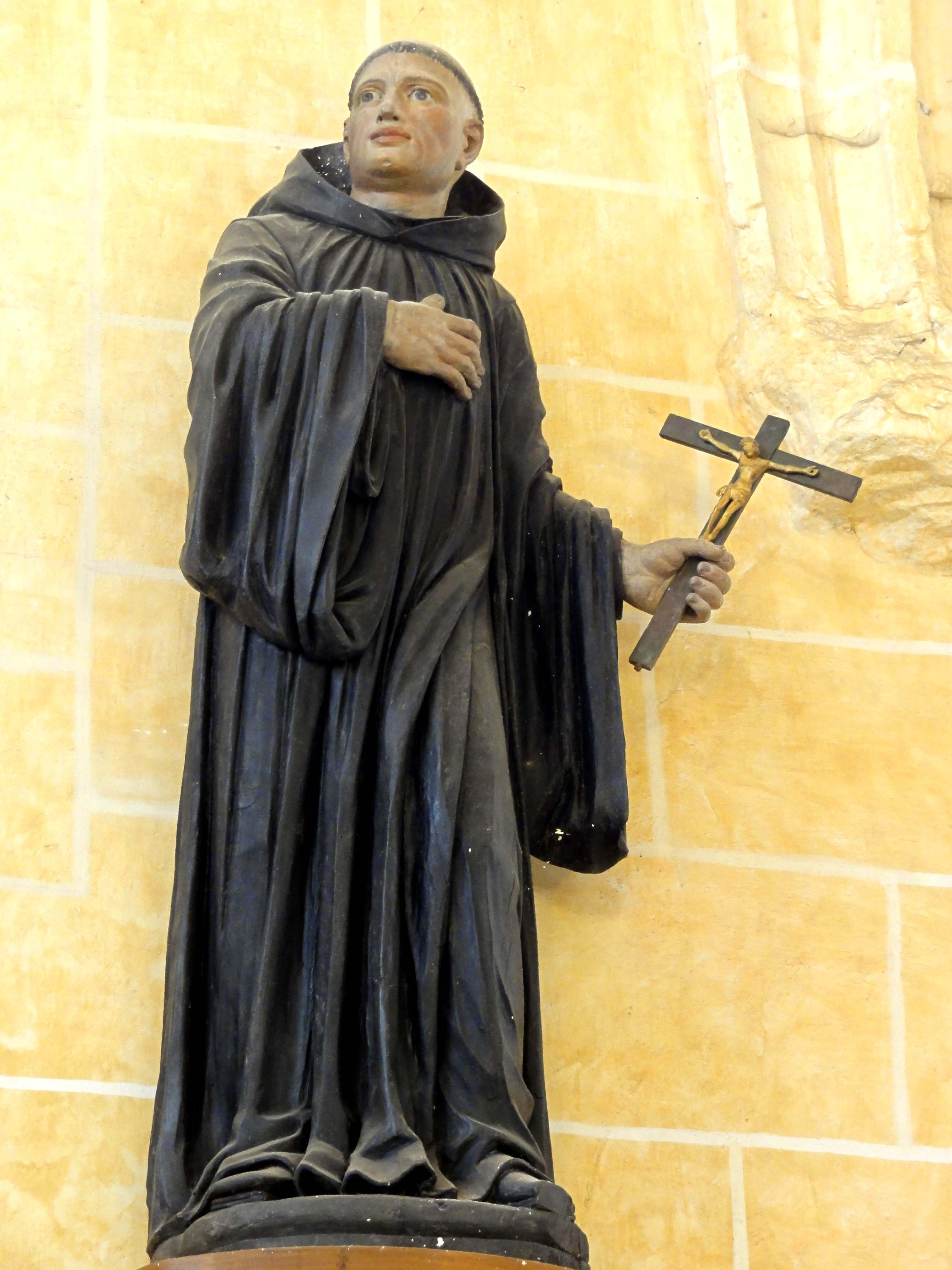
Saint Benoît.
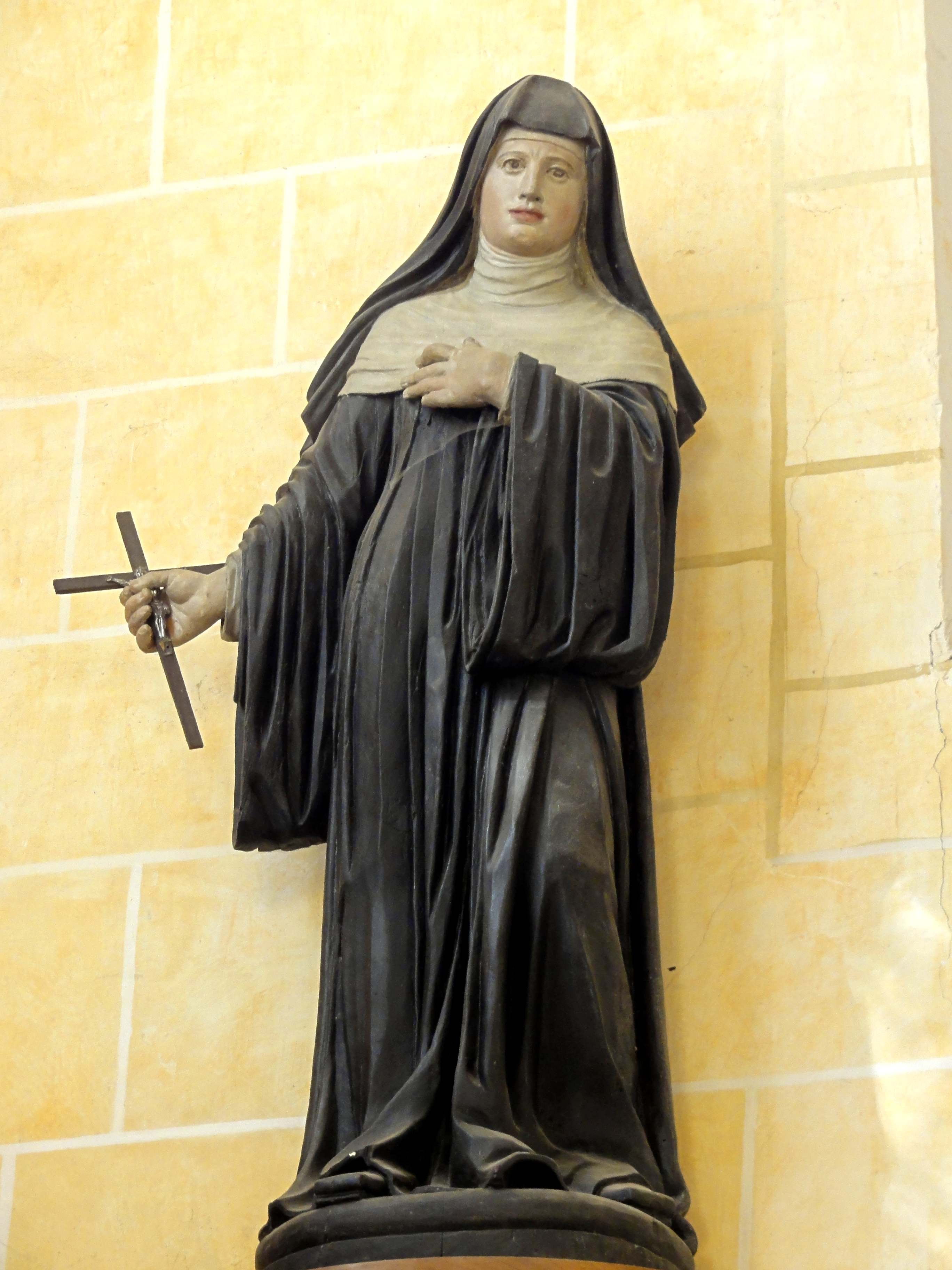
Sainte Scholastique.
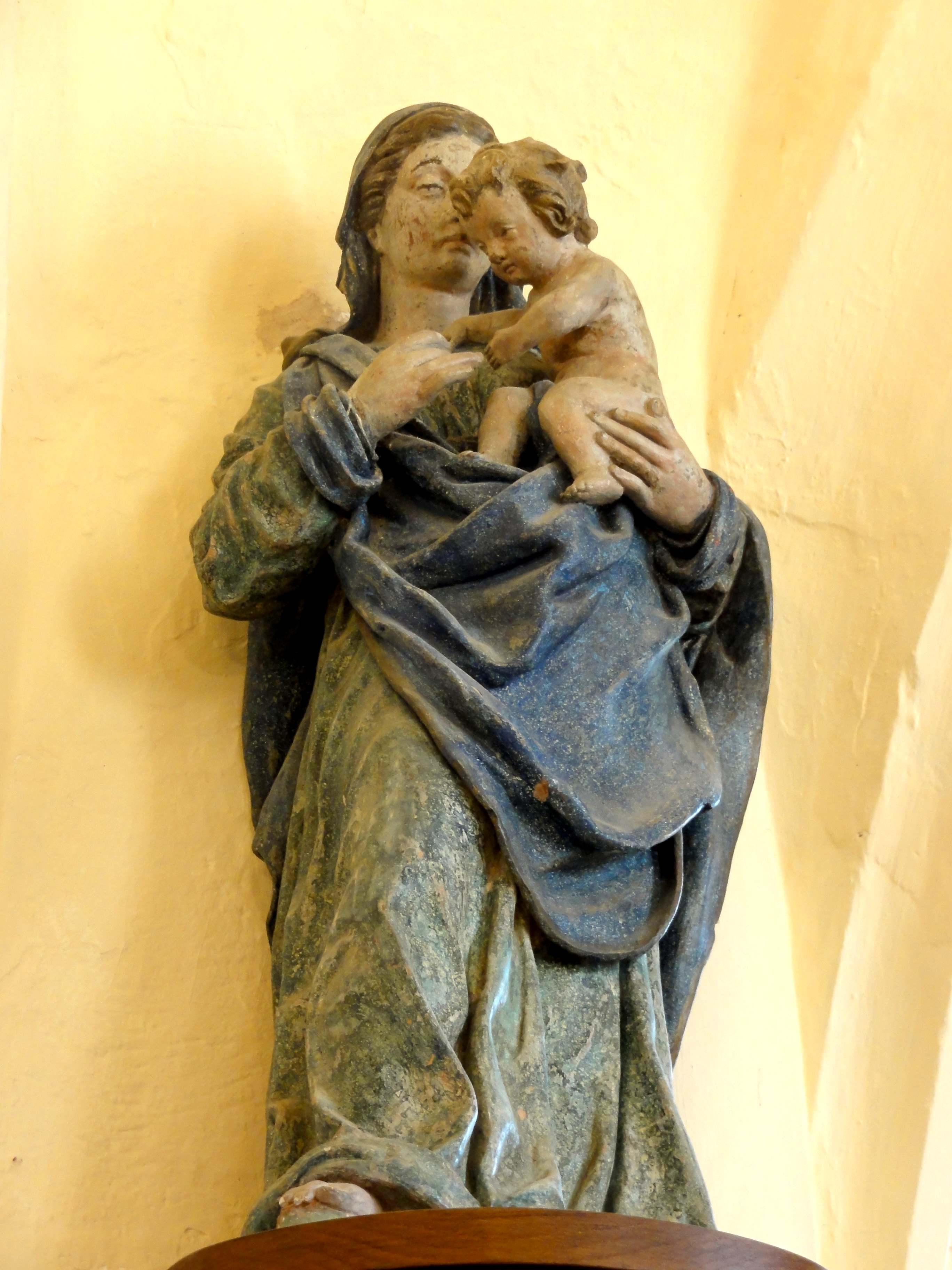
Vierge à l'Enfant.

### Autres éléments du mobilier
- La cloche en bronze mesure 125 cm de diamètre, et date de 1775. Elle porte une inscription, qui revèle l'identité du parrain, le  prince de Rohan-Rochefort, et de la marraine, Françoise Dorothée d'Orléans Rothelin. Figure également le nom de Françoise Rothelin d'Orléans. Les fondeurs sont C. et I. Dormoy. La cloche est classée depuis 1944[32] (sans illustration).
- Le buste-reliquaire de sainte Opportune, en bois peint et doré, mesure 80 cm de largeur et 70 cm de hauteur, et date de la seconde moitié du XVIIIe siècle[33]. Elle abrite le chef de la sainte, et est promené à travers les rues du village lors de la procession le jour de la fête patronale, tous les deux ans[7] (photo en début d'article).
- La châsse-reliquaire de saint Godegrand, frère de sainte Opportune, est de style néogothique, avec des vitres tout autour qui permettent de voir les ossements que la châsse abrite[7]. Elle n'est généralement pas exposée dans l'église (sans illustration).
- Le tableau du retable de Vierge Marie, au chevet du collatéral sud, représente le repos de la Sainte Famille pendant la Fuite en Égypte, et est plein de grâce selon Aulnette et al.. Des anges cueillent des dattes et les offrent à la Vierge qui porte l'Enfant sur ses genoux[34].
- Un autre tableau de grand format dans le chœur représente le Sacré-Cœur de Jésus-Christ, et date du XIXe siècle.
- Les verrières au fond du collatéral nord et au nord de l'abside ont été munies de bordures en grisaille et jaune d'argent au début des années 1990. Les motifs de candélabres et rinceaux imitent le style de la Renaissance. Les vitraux sont en verre blanc, en gris clair ou en bleu clair, et sur la baie au nord de l'abside, ils créent un décor géométrique[35].
- La dalle funéraire à effigie gravée de Loys des Portes, notaire et avocat à la cour du roi, date de 1560. Ses dimensions n'ont pas été prises. L'inscription a été relevée par l'abbé Lebeuf : « Cy gist honorable homme Maistre Loys des Portes en son vivant Notaire et Secrétaire du Roy, Advocat en la Cour de Parlement et Bailly de Moncy-le-Neuf, qui décéda en sa maison de La Folie paroisse dudit Moncy le premier jour d'octobre 1580 ». Le défunt est représenté en robe d'avocat. Le classement remonte à 1980 seulement[36] ,[37].
- La dalle funéraire à effigies gravées d'Esloy Pingard, sieur du fief de la Motte, secrétaire ordinaire d'Anne d'Autriche, mort en 1665, et de son épouse Jeanne Canard, morte en 1660, mesure 2,31 m de hauteur pour 1,10 m de largeur. Les deux époux sont représentés sous deux arcades cintrées qui ont pour appui trois pilastres doriques. L'épitaphe est regroupée sur une tablette qui recouvre le bas de leurs jambes. Le classement de la dalle remonte également à 1980[38].
- La dalle funéraire à effigies gravées d'un seigneur de Vigneul et de sa femme date de la limite XVIe / XVIIe siècle. L'épitaphe porté sur le pourtour n'a pas été relevé, et les dimensions n'ont pas été prises. Le classement remonte aussi à 1980[39] (sans illustration).

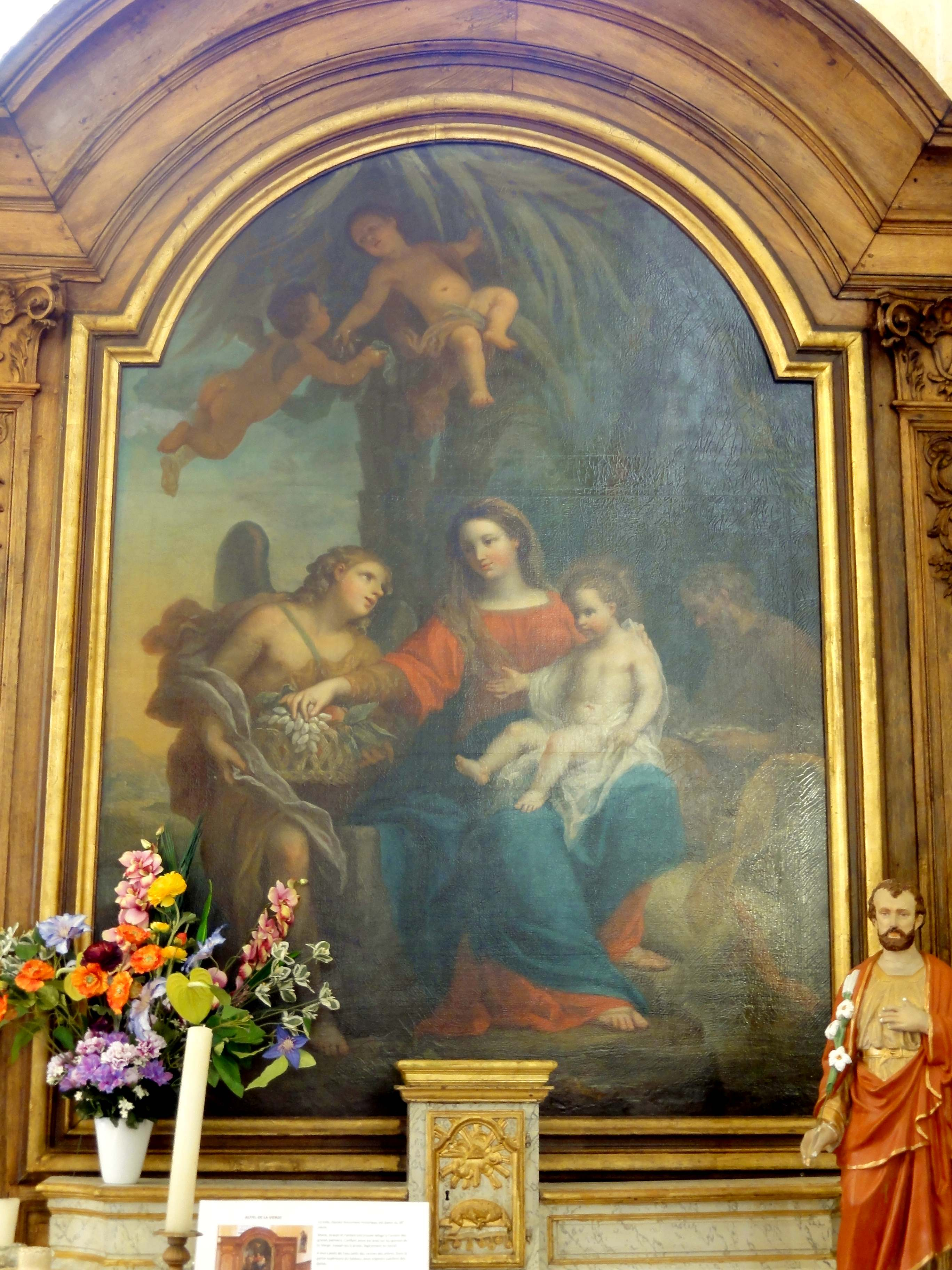
Retable - Repos pendant la fuite en Égypte.
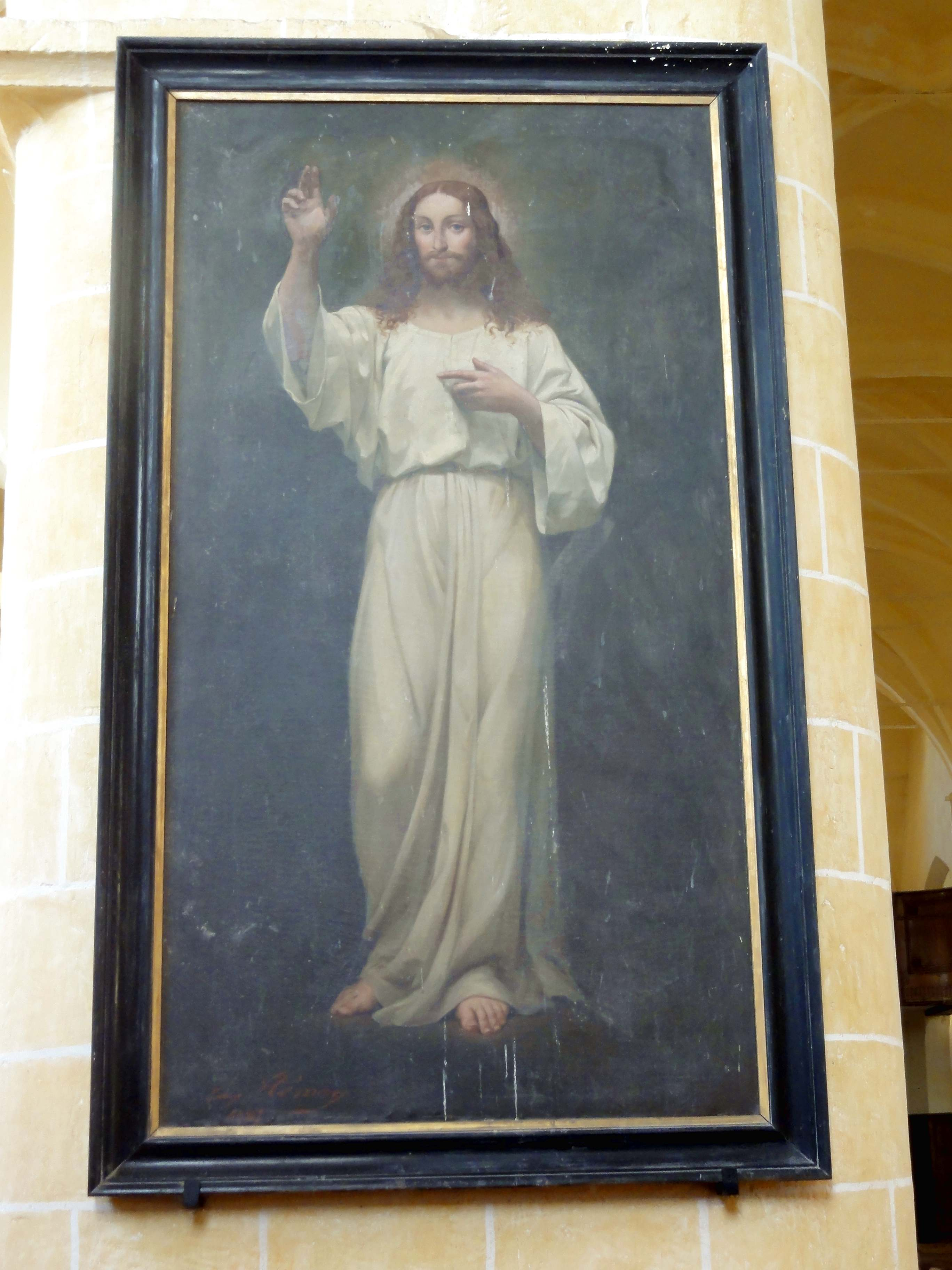
Tableau - Le Sacré-Cœur de Jésus.
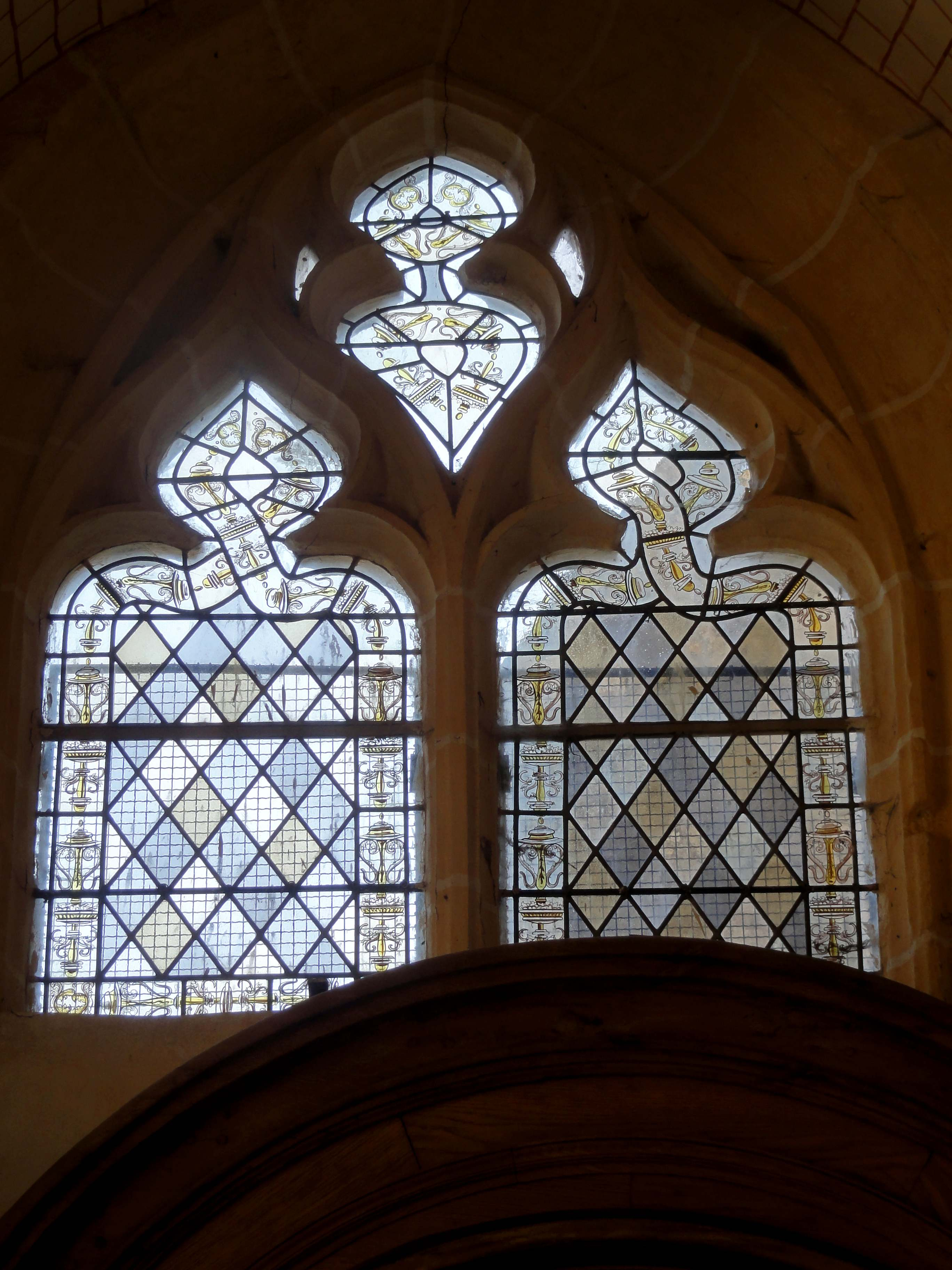
Verrière de grisaille au chevet du collatéral nord.
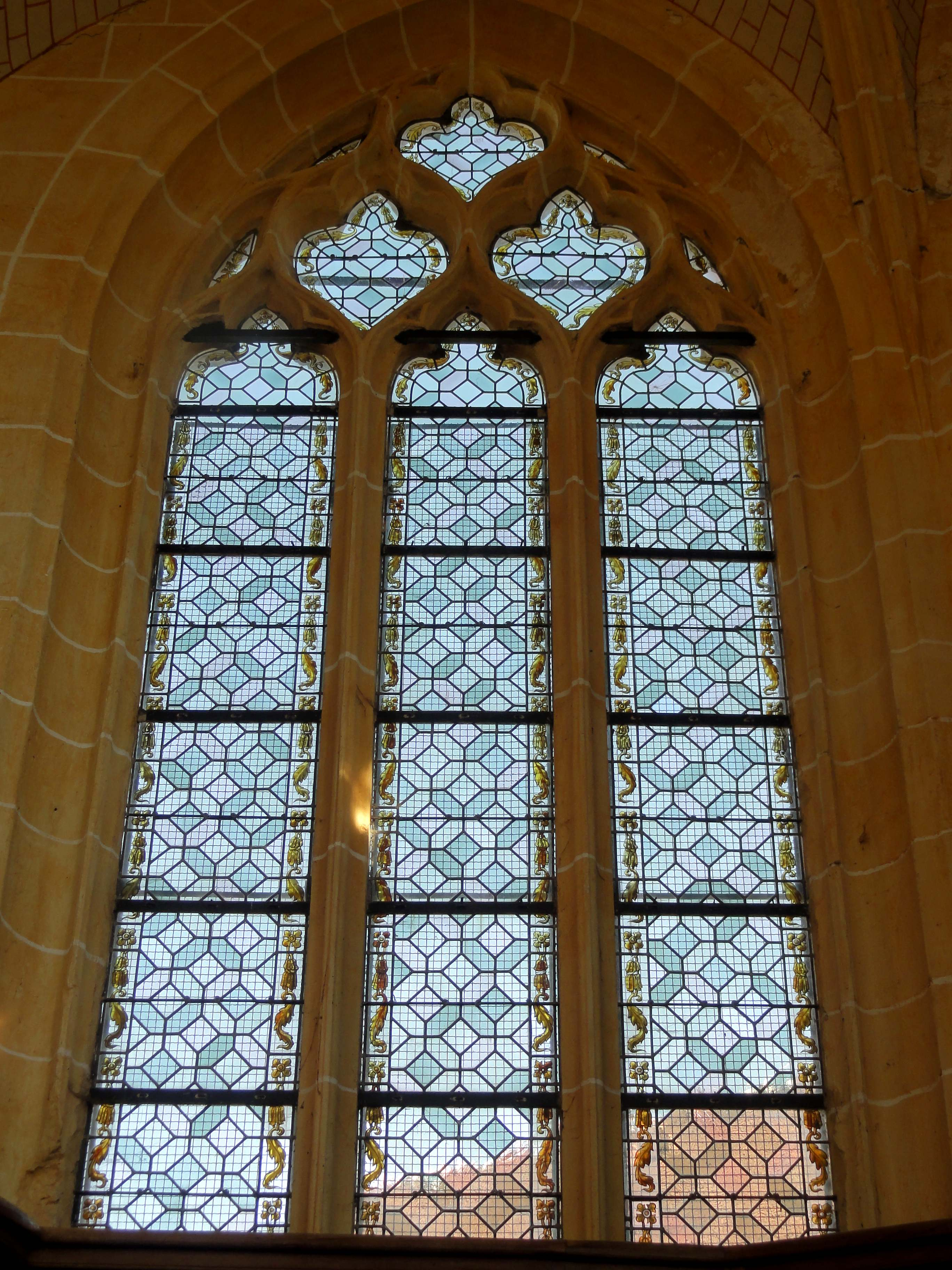
Verrière de grisaille au nord de l'abside.
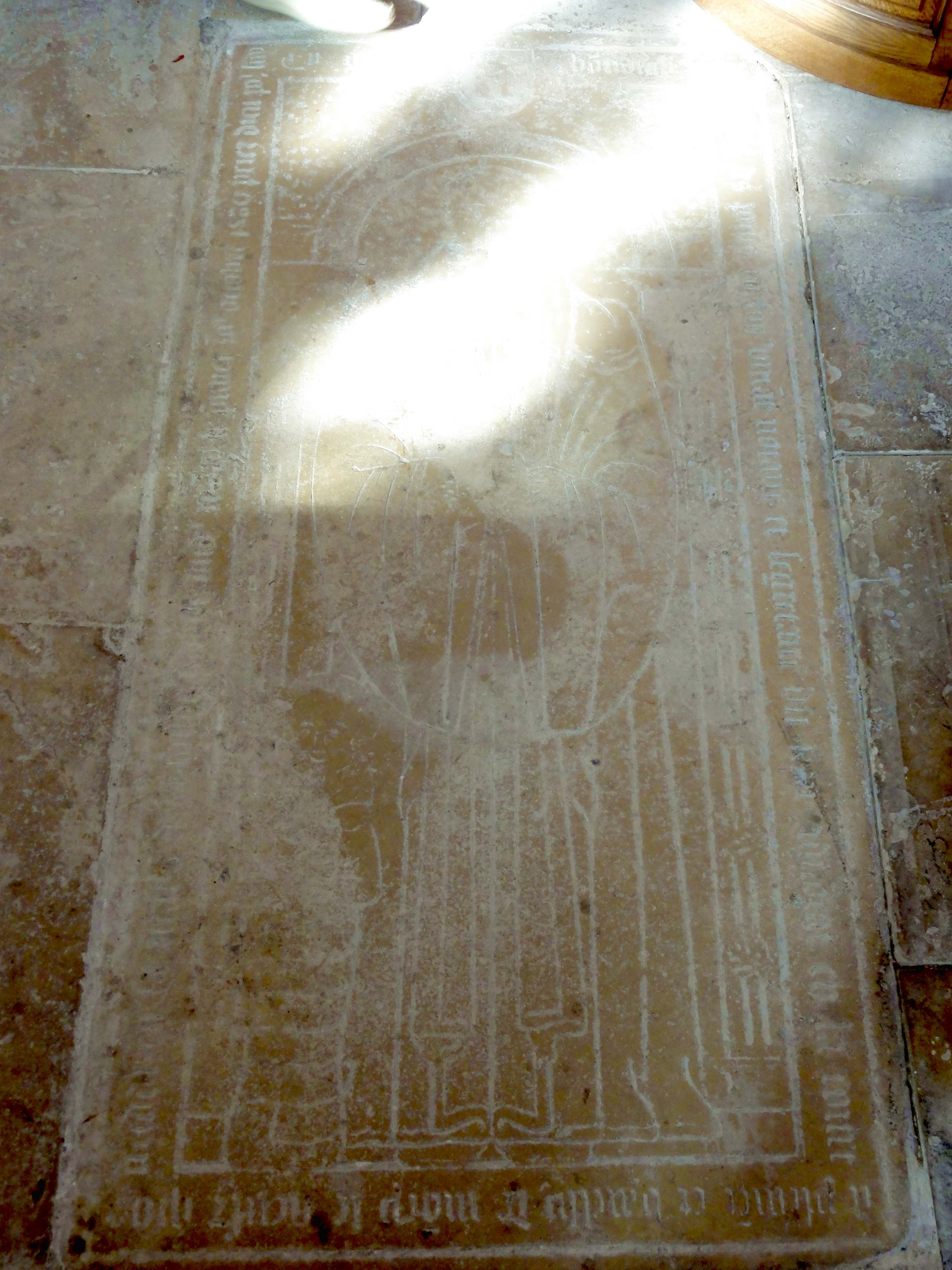
Dalle funéraire d'un notaire, mort en 1560.
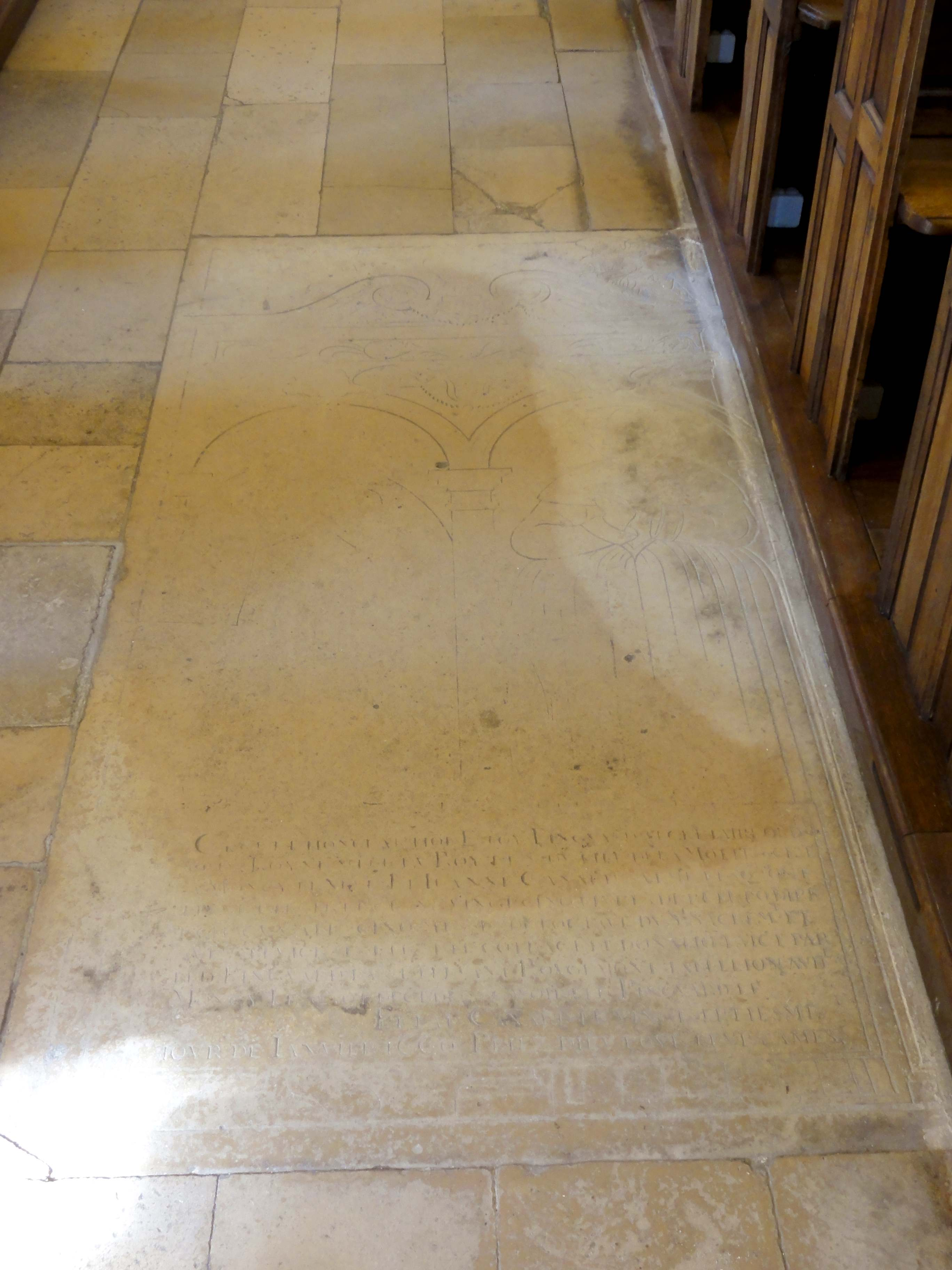
Dalle funéraire de deux époux.